# Ottone I di Sassonia
Ottone I di Sassonia, detto Ottone il Grande (Wallhausen, 23 novembre 912 – Memleben, 7 maggio 973), fu duca di Sassonia dal 936 al 961, re dei Franchi Orientali dal 936 alla morte, re degli Italici dal 951 alla morte e imperatore dei Romani dal 962 alla morte.
Durante la prima metà del suo lungo regno, Ottone impose l'indivisibilità della regalità e il suo potere nel decidere l'assegnazione degli uffici. In tal modo intervenne profondamente nella struttura di potere esistente della nobiltà. Le ribellioni più gravi provennero peraltro dagli stessi membri della famiglia reale: suo fratello Enrico, e anche il figlio Liudolfo, rivendicarono la partecipazione alla regalità. Ottone uscì vincente da ciascuna delle rivolte.
Nel 955, con la vittoria nella battaglia di Lechfeld, Ottone bloccò definitivamente le incursioni magiare ad occidente, ponendo fine anche alle rivolte dei grandi del regno contro di lui. Si guadagnò inoltre la reputazione di salvatore della cristianità, soprattutto dopo aver sconfitto gli slavi, sempre nello stesso anno. Da qui iniziò un periodo di grande splendore culturale, che divenne noto come la rinascita ottoniana.
Nel 961 conquistò il regno d'Italia e ampliò il suo impero a nord, ad est e a sud fino all'Italia meridionale, dove entrò in conflitto con Bisanzio. Rifacendosi inoltre all'idea imperiale di Carlo Magno, nel 962 si fece incoronare imperatore romano da papa Giovanni XII. Alla fine riuscì a raggiungere un accordo con l'imperatore d'Oriente Giovanni I Zimisce, nonché a far sposare suo figlio Ottone II con la nipote del Basileus, Teofano Scleraina.
Nel 968 fondò l'arcidiocesi di Magdeburgo, città che associò alla sua vita ultraterrena come nessun'altra. Per Ottone l’arcidiocesi era il presupposto decisivo per la cristianizzazione degli slavi.
Il soprannome "il Grande" gli è stato attribuito dallo storico medievale Ottone di Frisinga, ma già Vitichindo di Corvey lo chiamava totius orbis caput, «capo di tutto il mondo».

## Biografia

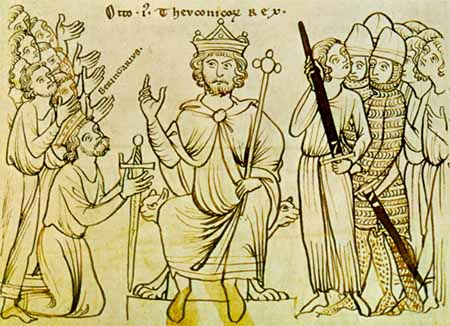
La vittoria di Ottone su Berengario II: Ottone I ("Thevconicor[um] REX") riceve in segno di sottomissione una spada dal re inginocchiato a sinistra, chiamato Beringarius. L'uomo di Ottone sulla destra porta una spada con la punta rivolta verso l'alto in segno di autorità. Illustrazione di un manoscritto dalla Chronica di Ottone di Frisinga. Milano, Biblioteca Ambrosiana, Cod. SP 48, olim F 129 Sup., 1200 circa.

### Erede al trono

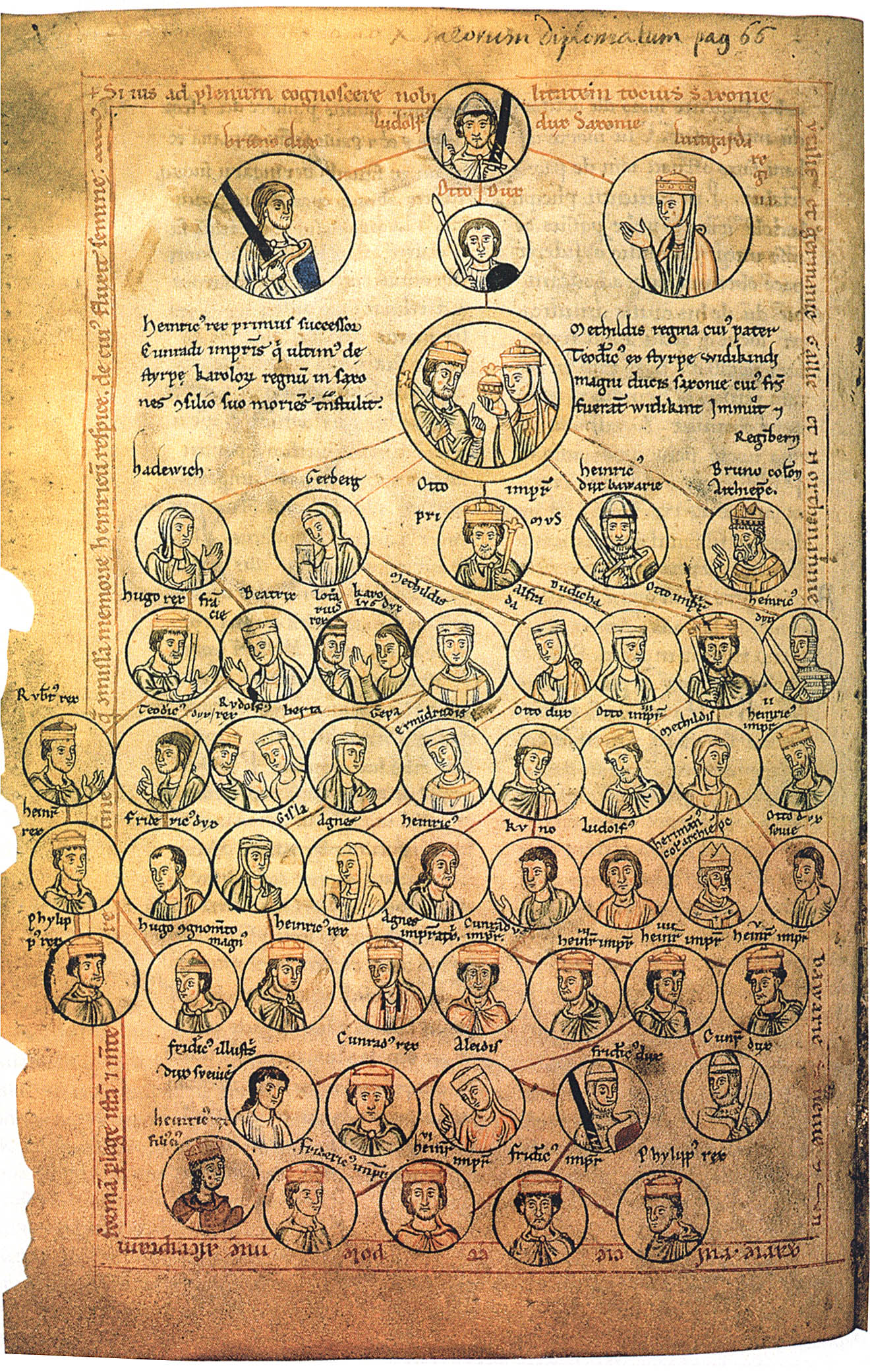
Albero genealogico degli Ottoniani in un manoscritto della Chronica Sancti Pantaleonis dell'inizio del XIII secolo. Wolfenbüttel, Herzog August Bibliothek, Cod. Guelf. 74.3 Aug. 2°, p. 226.

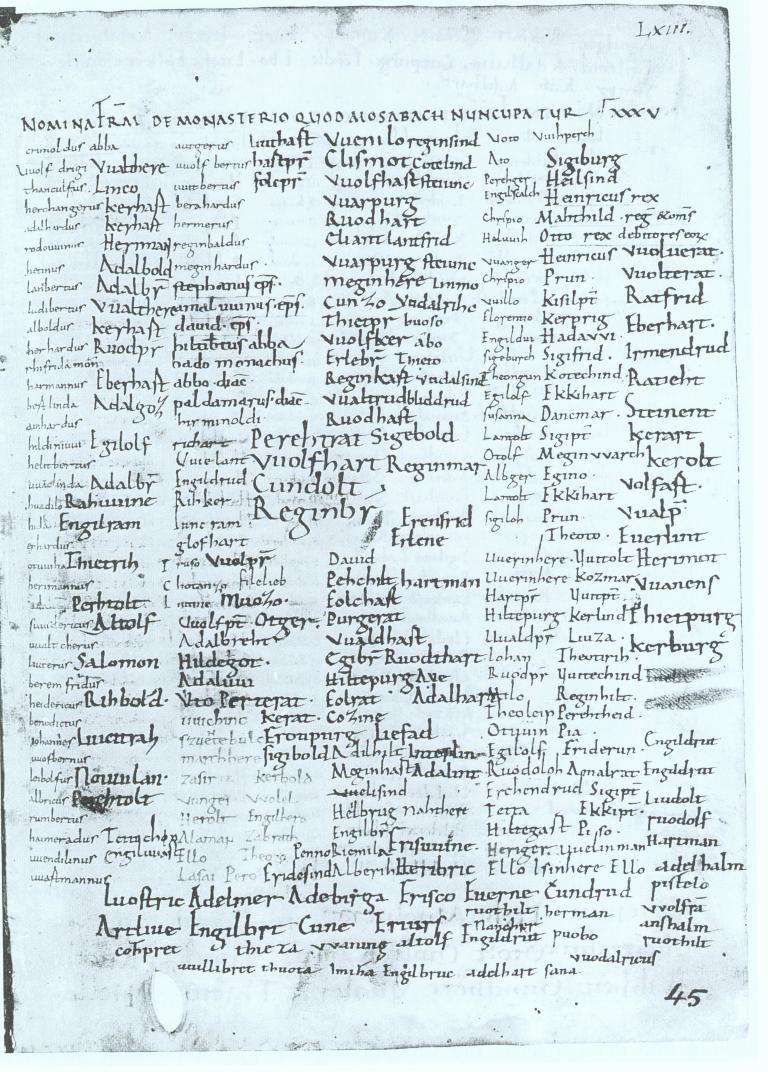
Registrazione del nome del re Enrico I e della sua famiglia dal 929 nel liber confraternitatum di Reichenau. Nella ultima colonna a destra sotto Heinricus rex è presente sua moglie Matihld[e] reg[ina], poi il loro figlio maggiore Ottone I, già con il titolo di re (Otto rex). Zurigo, Biblioteca centrale, Sign. Ms. Rh. hist. 27, p. 63.

Ottone nacque il 23 novembre 912, forse a Wallhausen, nell'attuale land tedesco di Sassonia-Anhalt. Il padre era Enrico I, duca di Sassonia, re dei Franchi Orientali dal 919; la madre era invece Matilde, seconda moglie di Enrico I e figlia del conte sassone Teodorico, della stirpe di Vitichindo.
Ottone aveva un fratellastro, Tankmaro, frutto del primo matrimonio di Enrico I con Hatheburga di Merseburgo, e quattro fratelli minori: Gerberga, Edvige, Enrico e Bruno. Nulla sappiamo della sua giovinezza e della sua educazione, ma è probabile che Ottone abbia avuto una formazione di tipo militare. La sua prima esperienza come capo militare avvenne al confine orientale del regno, nella lotta contro le tribù slave. In seguito, a soli sedici anni una nobildonna slava gli diede un figlio, Guglielmo, poi arcivescovo di Magonza.
Dopo la morte nel 918 del re Corrado I di Franconia, il quale non era riuscito ad unire i grandi del regno nel proprio sistema di potere (Personenverbandsstaat), la dignità reale fu per la prima volta trasferita nel 919 non a un franco, ma a un sassone. Sebbene fosse stato eletto solo dai Franchi e dai Sassoni, Enrico riuscì a legare a sé i ducati di Svevia (919) e di Baviera (921/922) attraverso un'abile politica di sottomissione militare e di successiva amicizia, comprendente numerose concessioni (amicitia e pacta). Inoltre nel 925 Enrico riuscì a reincorporare nel regno dei Franchi Orientali la Lotaringia, che durante il regno di Corrado era passata al regno dei Franchi Occidentali.
Per assicurare unità alla sua famiglia e allo stesso tempo il dominio sul regno dei Franchi Orientali, già nel 929/930 Enrico stabilì che Ottone gli dovesse succedere sul trono. In un documento del 16 settembre 929 indirizzato alla moglie, il cosiddetto "Hausordnung", Enrico designò Quedlinburg, Pöhlde, Nordhausen, Grone e Duderstadt come patrimonio della vedova Matilde (per approfondire la questione del dotario di Matilde, di Edith e Adelaide, si veda la ricerca di Giovanni Isabella). Tutti i grandi del regno e suo figlio Ottone furono chiamati a riconoscere e sostenere questo “testamento”. Il figlio minore Bruno fu affidato al vescovo Balderico di Utrecht, per essere educato e quindi preparato per una carriera ecclesiastica, ricevendo come precettore Israele il Grammatico. In un Memorialwesen del monastero di Reichenau, Ottone è chiamato rex già nel 929, ma non i suoi fratelli Enrico e Bruno. Tuttavia, nonostante il titolo di rex, Ottone non era ancora stato insediato come co-re; non ci sono infatti prove di alcuna attività di governo nel periodo tra il 929 e il 936 e addirittura Ottone non è nemmeno menzionato nelle fonti durante questo periodo.
Escludendo non solo i candidati non sassoni, ma anche i fratelli di Ottone, il piano di successione di Enrico fu particolarmente significativo, perché rinunciò al principio carolingio della divisione del potere, che concedeva delle terre a ogni membro della famiglia reale. Enrico stabilì così la successione individuale, l'indivisibilità della regalità, e quindi del regno medesimo, che anche i suoi successori dovevano mantenere.
Contemporaneamente ai preparativi per l'incoronazione, gli ottoniani cercarono per Ottone una sposa nella famiglia reale inglese. In questo modo Enrico cercò di legare alla sua stirpe delle dinastie al di fuori del suo regno, cosa insolita nel regno franco-orientale fino a quel momento. Oltre all'ulteriore legittimità fornita dal legame con un'altra casa regnante, ciò rifletteva un rafforzamento del "sassonismo", perché i governanti inglesi discendevano da quei sassoni migrati in Britannia nel V secolo. Inoltre la sposa avrebbe portato con sé il prestigio di appartenere alla stirpe del re martire sant'Osvaldo. Cosicché le due figlie del re inglese Edoardo il Vecchio, le sorellastre Edith e Edgiva, si recarono alla corte di Enrico I; Edith fu scelta come sposa di Ottone. La sorella sposò invece Carlo III il Semplice, re dei Franchi Occidentali. Dopo il matrimonio con Ottone, nel 929 la moglie anglosassone Edith ricevette Magdeburgo come Morgengabe. Il giorno di Pentecoste del 930, Enrico presentò l'erede designato al trono in Franconia e ad Aquisgrana ai grandi delle rispettive regioni, per ottenere il loro consenso alla sua disposizione di successione. Secondo una nota degli Annali di Losanna compilati nel XIII secolo, che può essere provata come proveniente da una fonte del X secolo, Ottone fu unto re a Magonza già nel 930. All'inizio dell'estate del 936 ci fu una consultazione a Erfurt sullo stato del regno (de statu regni); Enrico raccomandò ancora una volta Ottone ai grandi come suo successore.

### Ascesa al trono

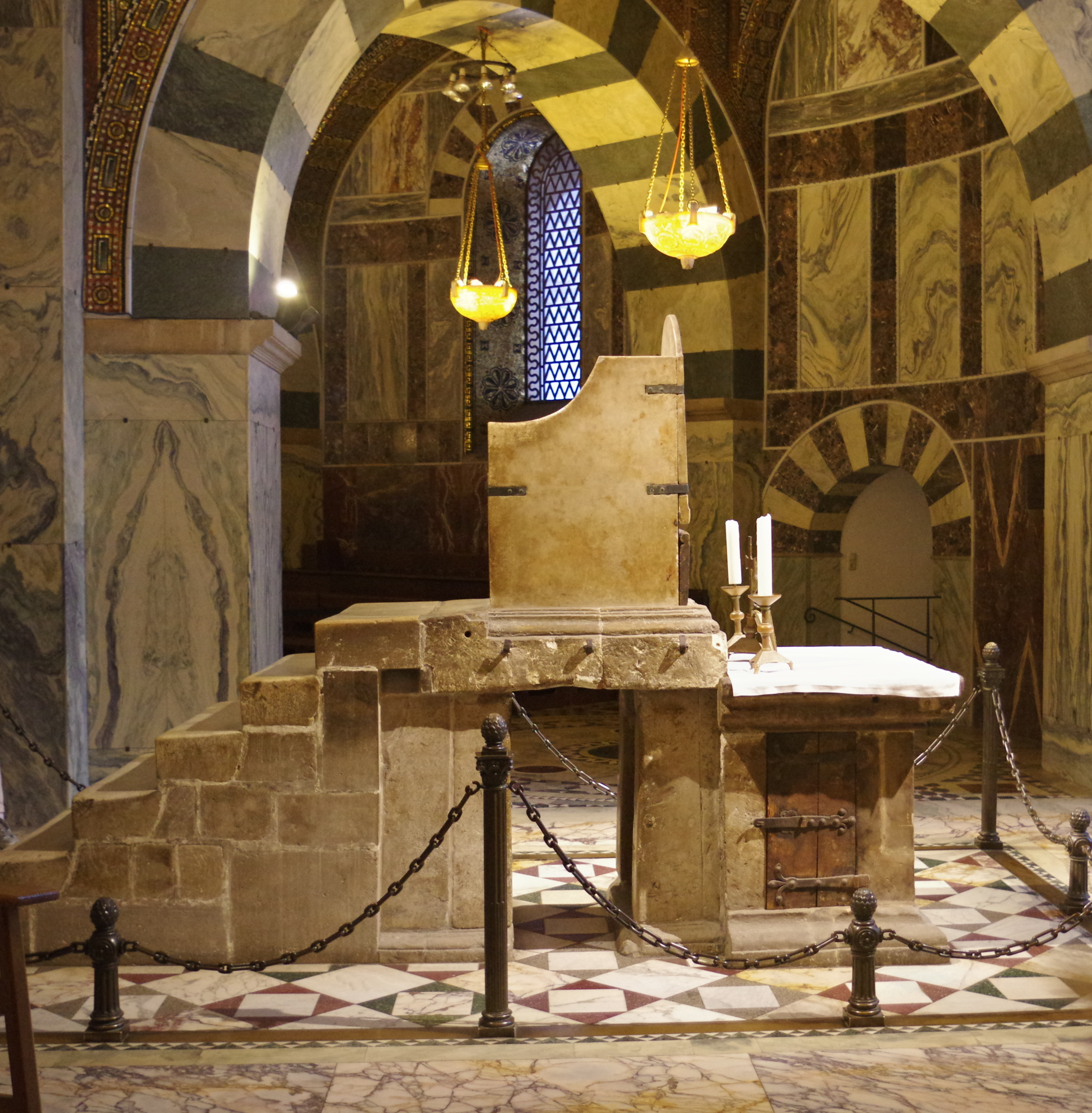
Trono reale nella cattedrale di Aquisgrana

Dopo la morte di Enrico I, datata 2 luglio 936, la successione di suo figlio Ottone fu realizzata in poche settimane. La fonte è quella di Vitichindo di Corvey, che scrisse trent'anni dopo: è possibile che questo abbia proiettato i dettagli dell'elezione a re di Ottone II del 961 al 936. Il resoconto dettagliato di Vitichindo è attualmente oggetto di un dibattito quasi completo. Si dice che Ottone sia stato eletto (elegit sibi in principem) da Franchi e Sassoni come loro capo, e il palazzo di Aquisgrana fu designato come sede di un'elezione generale (universalis electio). Il 7 agosto 936, i duchi, i margravi e altri grandi uomini laici misero Ottone sul trono nel vestibolo della cattedrale di Aquisgrana e gli resero omaggio. Al centro della chiesa fu ottenuto il consenso del popolo per l'elevazione del re. A questa seguì la consegna delle regalie (spada con fodero, bracciali e mantello, scettro e bastone) da parte dell'arcivescovo di Magonza Ildeberto. Ottone fu unto e incoronato re dei Franchi Orientali dagli arcivescovi Ildeberto di Magonza e Wicfrido di Colonia nella collegiata. L'atto dell'unzione segnò l'inizio di una moltitudine di atti spirituali che conferirono alla regalità la dignità sacrale a cui suo padre aveva umilmente rinunciato.
Scegliendo il luogo dell'incoronazione e indossando deliberatamente abiti franchi durante la cerimonia, Ottone continuò la tradizione franco-carolingia della regalità. Il luogo dell'elezione e di incoronazione nella parte lorenese del regno non era solo inteso a sottolineare la nuova affiliazione della Lotaringia al regno franco-orientale, ma Aquisgrana, come luogo di sepoltura di Carlo Magno, era anche simbolo di continuità e legittimazione. Al successivo banchetto i duchi del regno svolsero alcuni uffici di corte: Giselberto di Lotaringia come ciambellano, Eberardo di Franconia come Truchsess, Arnolfo di Baviera come maresciallo e lo svevo Ermanno come coppiere. Con questi atti e ruoli i duchi simboleggiavano la loro cooperazione con il re e quindi mostravano chiaramente la loro subordinazione al nuovo sovrano. Non ci sono modelli più antichi per il banchetto dell'incoronazione con il servizio simbolico dei duchi.
L'ascesa di Ottone al trono fu così divisa in atti spirituali e secolari. L'importanza della legittimazione sacro-divina e l'accresciuta pretesa di governare rispetto al proprio padre è evidente anche nel cambiamento dei simboli del governo. Egli continuò a usare il tipo di sigillo franco-orientale, che mostra un capo militare favorito da Dio. Dal 936 invece la formula della grazia di Dio (DEI Gratia) è inserita nel sigillo reale.

### Assunzione di potere
Nonostante la sua designazione, il regno di Ottone non fu probabilmente così amichevole e armonioso come suggerisce il resoconto di Vitichindo. Anche prima dell'incoronazione la famiglia regnante sembra essere stata divisa, poiché anche il fratello di Ottone, Enrico, aveva rivendicato la dignità reale sui Franchi Occidentali, come riferisce Flodoardo di Reims. In quanto figlio del re, Enrico era anche molto interessato al fatto che i documenti si riferissero a lui e a suo padre come equivocos ("portatore dello stesso nome") poco dopo la sua nascita. Durante l'incoronazione di Ottone, Enrico rimase in Sassonia sotto la supervisione del margravio Sigfrido. Anche il rapporto tra Ottone e sua madre sembra essere stato teso. Matilde probabilmente non era presente all'elevazione reale di suo figlio Ottone, dato che il 31 luglio era ancora a Quedlinburg. Nelle Vite della regina Matilde si afferma che la madre di Ottone avrebbe preferito la successione al trono del figlio minore Enrico. A differenza di Ottone, infatti, Enrico era "nato nella porpora", cioè dopo l'incoronazione di Enrico I, il che significava per lei una dignità superiore.
Cinque settimane dopo la sua ascesa al trono, Ottone riorganizzò la controdote della vedova a Quedlinburg per sua madre Matilde. Un atto di fondazione del 13 settembre 936 privò Matilde del controllo, garantito da Enrico I, sull'abbazia di Quedlinburg, da lei fondata, a favore della protezione reale. Nell'atto, Ottone garantì ai suoi discendenti il potere di disporre sul monastero «finché essi terranno il trono con mano potente». 
Il suo stesso fratello e i suoi discendenti furono inizialmente esclusi dal rivendicare l'avvocazia di Quedlinburg, finché un uomo della discendenza di Ottone (generatio) in "Franconia e Sassonia" avesse avuto la carica reale. Allo stesso tempo, Ottone stabilì Quedlinburg come luogo di Memorialwesen per la sua dinastia regnante e ne fece il luogo più importante per gli ottoniani nel cuore della loro Sassonia. Durante la prima visita del re alla tomba di suo padre, Ottone dimostrò così la "successione individuale" e la leadership all'interno della famiglia ottoniana. Il 21 settembre 937 Ottone elevò lo status ecclesiastico di Magdeburgo, fondando nella suddetta città l'abbazia di San Maurizio. Nel suo atto di fondazione Ottone affidò ai monaci il compito di pregare per la salvezza del padre, della moglie e dei figli, di se stesso e di tutti coloro ai quali doveva l'aiuto della preghiera.

### Controversie all'interno della famiglia reale e nel regno
L'inizio del governo di Ottone fu accompagnato da una grave crisi, le cui cause sono riportate in modo diverso da Vitichindo di Corvey e Liutprando di Cremona. Quest'ultimo, basandosi su voci e aneddoti che circolavano a corte e che diffamavano gli oppositori di Ottone, nomina due cause: da un lato la sete di potere di Enrico, che si sentiva svantaggiato dall'unica successione del fratello, e dall'altra le ambizioni dei duchi Eberardo di Franconia e Giselberto di Lotaringia (si presume che entrambi volessero ottenere la dignità reale dopo l'eliminazione di Ottone e poi dei loro alleati).

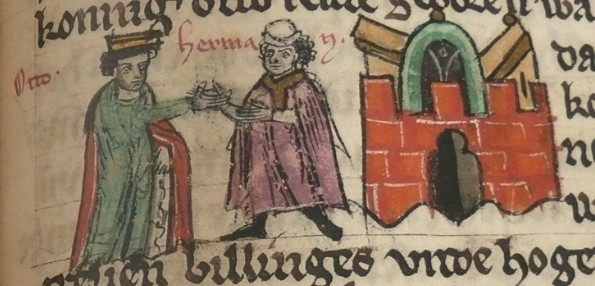
Ottone al fianco di Ermanno Billung. Illustrazione dal Sächsische Weltchronik intorno al 1270, Gotha, Universitätsbibliothek Erfurt, Cod. Memb. I 90, fol. 89 r.

Vitichindo, d'altro canto, riferisce che Ottone non tenesse in alcuna considerazione le pretese dei potenti aristocratici quando doveva procedere a qualche nomina. Per esempio, alla morte nel 935 del conte Bernardo, della stirpe dei Billunghi, Ottone, stravolgendo sensibilmente la gerarchia di questa stirpe aristocratica, nominò quale capo militare (princeps militae) il figlio minore di Bernardo, Ermanno Billung, e non il figlio maggiore, il conte Wichmann, il quale riteneva di avere una pretesa maggiore per detenere la carica in virtù tanto della sua anzianità, quanto della sua Königsnähe (vicinanza al re), perché legato al sovrano grazie al matrimonio con una sorella non meglio precisata della regina vedova Matilda. 
Altro esempio, nel 937 morì il conte Sigfrido di Merseburgo, il secundus a rege (il secondo uomo dopo il re). Ottone designò quale successore Gero, fratello minore di Sigfrido, come conte e margravio delle terre di fronte a quelle dove vivevano i Venedi nella regione del basso Saale, sebbene il fratellastro di Ottone, Tankmaro fosse imparentato con questi conti tramite la madre Hatheburga e, come figlio del re, riteneva di avere pretese più legittime sulla successione. 
Sempre nel 937 morì il duca bavarese Arnolfo, che aveva governato la Baviera, con l'approvazione di Enrico I, quasi come un re. Per arroganza, i suoi figli disdegnarono di seguire gli ordini del re, se si dovesse credere al racconto topico di Vitichindo. Eberardo, designato dal padre ed eletto dai grandi bavaresi come nuovo duca, rifiutò di rendere omaggio a Ottone, dopo che questo aveva voluto riconoscere Eberardo solo se fosse stato disposto a rinunciare all'investitura dei vescovi in Baviera (una tipica attribuzione regia). Dopo due campagne Ottone riuscì a bandire Eberardo; il ducato fu dato al fratello di Arnolfo, Bertoldo, che rinunciò sia all'investitura dei vescovi, sia alle antiche terre fiscali reali carolingie in Baviera e rimase fedele a Ottone fino alla sua morte nel 947.
Nel frattempo, nella zona di confine sassone-francone, il duca Eberardo di Franconia, fratello del precedente sovrano Corrado I, aveva vinto una faida con il vassallo sassone Bruning. Nel corso di essa, aveva bruciato il castello avversario a Helmern. Questo castello era situato nell'Hessengau, dove Eberardo esercitava il potere comitale. Dal momento che Ottone non tollerava Eberardo come potere intermedio autonomo, chiese un pagamento a Eberardo consistente nella consegna di alcuni cavalli per un valore di 100 libbre. I seguaci del duca ribelle Eberardo furono condannati alla vergognosa punizione di Hundetragen su un percorso diretto alla città reale di Magdeburgo.
Questa notizia è supportata delle voci del libro della memoria. Sotto Enrico I c'era un numero cospicuo di voci, e la struttura di governo in quel periodo era basata in larga misura su legami di cooperazione tra la regalità e l'alta nobiltà. Al contrario, le fonti commemorative si inaridiscono completamente nei primi cinque anni di governo di Ottone. Mentre il tempo di Enrico I è descritto nei termini chiave "pace" (pax) e "unità" (concordia), sotto suo figlio le parole sono "disputa" (contentio), "discordia" (discordia) e "ribelle" (rebellio).

### Rivolta nel regno 937–941

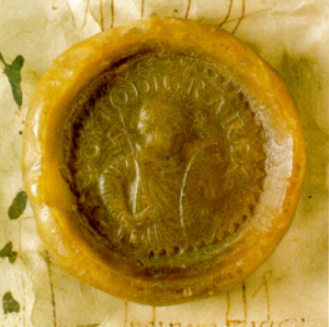
Il sigillo del re di Ottone I, che fu in uso dal 936 al 961, mostra il re con una lancia e uno scudo

La politica di Ottone snobbò all'inizio i potenti nobili in Sassonia, Franconia, Lorena e Baviera all'inizio del suo regno, ed essi presto si ribellarono al sovrano «e non c'era ulteriore speranza di regnare per i Sassoni», scrive Vitichindo per caratterizzare la gravità della situazione.
Il duca di Franconia Eberardo e il conte Wichmann il Vecchio della stirpe dei Billunghi si allearono con il fratellastro del re Tankmaro. Questo si mosse contro il castello di Belecke vicino a Warstein nella foresta di Arnsberg e lì consegnò il fratellastro Enrico, che era stato fatto prigioniero, al duca Eberardo. Ma la guerra virò a sfavore dei ribelli: infatti il duca Ermanno di Svevia, uno dei ribelli, passò al re Ottone e, dopo che Wichmann si era riconciliato con il re e Tankmaro era stato ucciso nella chiesa di Eresburg dopo la liberazione di Enrico, Eberardo fu isolato e non più leader indiscusso nemmeno all'interno della propria Sippe, così si sottomise al re attraverso la mediazione dell'arcivescovo Federico di Magonza. Dopo un breve esilio a Hildesheim, fu graziato e presto riottenne la propria dignità.
Anche prima della sua sottomissione, Eberardo aveva preparato una nuova alleanza contro Ottone promettendo al fratello minore Enrico di aiutarlo a ottenere la corona. Il terzo alleato era il duca Giselberto di Lotaringia, che era sposato con la sorella di Ottone, Gerberga. Ottone inizialmente ottenne una vittoria in una battaglia vicino a Birten vicino a Xanten, che fu attribuita alla sua preghiera davanti alla lancia sacra, ma non fu in grado di catturare i cospiratori e assediò la fortezza di Breisach senza successo. L'arcivescovo Federico di Magonza e Rutardo di Strasburgo cercarono di mediare tra Eberardo e il re; quando Ottone non accettò la proposta dei mediatori, si unirono agli avversari. 
Nel frattempo Giselberto ed Eberardo devastarono le terre dei nobili fedeli al re. Tuttavia, la rivolta finì piuttosto accidentalmente e senza l'intervento diretto di Ottone: nel 939 Eberardo e Giselberto, dopo una spedizione di razzia nei territori di due seguaci del duca Ermanno di Svevia, furono sorpresi da un esercito sotto la guida dai Corradinidi Udo e Corrado mentre attraversavano il Reno vicino ad Andernach e furono sconfitti in modo schiacciante nella battaglia di Andernach del 2 ottobre 939. I due duchi ribelli persero la vita: Eberardo fu ucciso, mentre Giselberto annegò nel Reno. Contro questo giudizio divino, che era evidente ai contemporanei, gli oppositori del re trovarono difficile continuare il conflitto. Enrico si sottomise e ricevette da Ottone il ducato di Lotaringia, che era senza duca dalla morte di Giselberto, nel tentativo di dargli una quota di potere. In cambio, Ottone mantenne il ducato di Franconia, anch'esso divenuto vacante, sotto il diretto dominio reale. La Francia et Saxonica (Franconia e Sassonia) formarono d'ora in poi il territorio centrale del regno.
Nel frattempo il margravio Gero aveva difeso il confine dagli slavi, pur subendo numerose perdite, e aveva soggiogato la zona fino all'Oder. Gli slavi presumibilmente pianificarono persino un attacco al margravio; tuttavia, li abbatté e fece uccidere 30 principi slavi nel sonno dopo un convivium (festa) in cui si erano ubriacati. Poiché i principi sassoni, viste le alte perdite causate dalle lunghe campagne di guerra, si lamentavano di troppo poco bottino e troppo pochi tributi, entrarono in conflitto con il margravio. La loro ostilità era diretta anche contro Ottone, che sosteneva il margravio. 
Il fratello di Ottone, Enrico, approfittò di questo stato d'animo tra la nobiltà sassone, così che molti di loro hanno preso parte alla cospirazione contro il re. All'inizio del 939 organizzò una grande festa o banchetto (convivium) a Saalfeld, in Turingia, ove «donò molto a molti e perciò in questo modo associò a sé molti». Ottone doveva essere assassinato nella Pasqua del 941 nel palazzo reale di Quedlinburg, sulla tomba di loro padre, e un potente giuramento (coniuratio) era pronto a porre la corona al fratello minore. 
Ma il re venne a sapere in tempo di questo piano, si protesse durante i festeggiamenti circondandosi giorno e notte con uno stuolo di fedeli vassalli, e in seguito reagì bruscamente. Enrico fu arrestato nel palazzo di Ingelheim, i suoi alleati furono arrestati e in gran parte giustiziati. Enrico, tuttavia, riuscì a sfuggire dalla prigionia e si sottomise a suo fratello nel Natale del 941 nella cappella del palazzo di Francoforte. Così ricevette ancora una volta il perdono, per il quale implorò a piedi nudi e cadendo in piedi. Da questo momento in poi, nessun tentativo di Enrico di contestare il dominio di suo fratello è stato tramandato.

### L'Adelspolitik
Nella riassegnazione delle cariche e dei possedimenti, Otto volle affermare il suo potere decisionale dominante e non cercò il necessario consenso con i grandi nelle sue decisioni. In particolare, non tenne conto delle pretese dei duchi e dei familiari stretti a certe posizioni di potere. Ottone, d'altra parte, promosse i membri della bassa nobiltà, in particolare quelli che gli erano devoti, a posizioni chiave al fine di assicurare lo status quo in Sassonia e facendo sentire i fedeli seguaci di sua madre svantaggiati. La subordinazione fu infine richiesta dal nuovo re anche agli "amici" di suo padre, «che non avrebbe mai negato loro nulla».

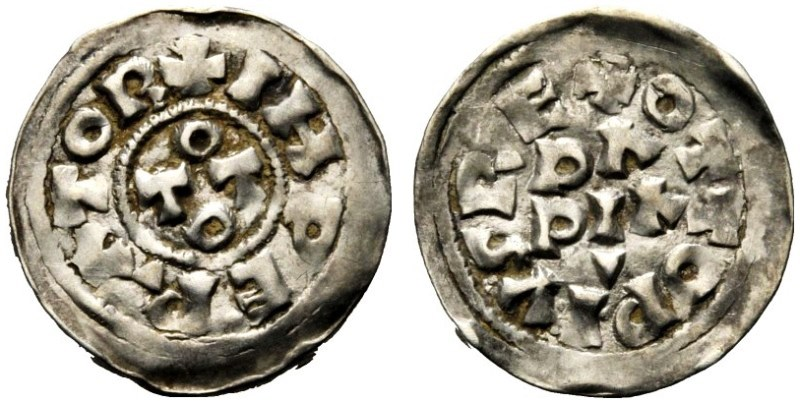
Pavia, denaro, Ottone I

Altre ragioni per l'elevazione della nobiltà includevano l'ancora poco familiare successione individuale, o successione unica al trono, da cui sorse la questione inizialmente irrisolta di come provvedere ai fratelli del re, così come lo stile di governo autoritario di Ottone rispetto al suo padre. Enrico I aveva rinunciato all'unzione che lo avrebbe simbolicamente elevato al di sopra dei grandi imperiali, e basava il suo governo su patti di amicizia con personaggi importanti. Questi patti erano stati una base essenziale della concezione di governo di Enrico I, ed egli aveva rinunciato alle prerogative reali per loro, al fine di ottenere un consolidamento interno tramite accordi con i duchi. L'unto Ottone invece credeva di poter prendere le sue decisioni indipendentemente dalle pretese e indipendentemente dalla gerarchia interna dei clan nobili, poiché la sua concezione della regalità, in contrasto con quella di suo padre, lo elevava molto al di sopra del resto della nobiltà.
Le peculiarità strutturali delle controversie includevano, in particolare, le "regole del gioco per la risoluzione dei conflitti", ovvero le norme sociali che esistevano nella società gerarchica del X secolo. Solo gli oppositori del re della classe dirigente nobile e della sua stessa famiglia, che ammettevano pubblicamente la loro colpa e si sottomettevano incondizionatamente potevano sperare in un perdono. La punizione lasciata al re era allora regolarmente così mite che il penitente veniva presto restituito alla carica e alla dignità. Soprattutto al fratello del re, Enrico, fu concesso l'ufficio ducale in Lorena e poi in Baviera. I cospiratori ordinari, al contrario, furono giustiziati.

### Decennio di consolidamento (941-951)
Il decennio successivo (941–951) fu caratterizzato da un esercizio indiscusso e incontrastato del potere reale. I documenti di Ottone di questo periodo menzionano ripetutamente i premi che i vassalli leali ricevevano per i loro servizi o che servivano per prendersi cura dei loro lutti. Solo dagli anni 940-47 si conoscono quattordici privilegi di questo tipo. Inoltre, ci sono due diplomi in cui i beni sequestrati giudiziariamente sono stati restituiti. Come risultato del consolidamento reale, si svilupparono anche abitudini fisse di rappresentazione del potere. Questo può essere visto dal 946 in poi dall'alternanza annuale dei giorni di corte ad Aquisgrana e Quedlinburg a Pasqua.
Dopo queste elevazioni della nobiltà, Ottone non cambiò la sua pratica di occupare i ducati come uffici del regno a suo piacimento, ma li combinò con la politica dinastica. Il padre di Ottone, Enrico, aveva ancora fatto affidamento sull'amicitia come un importante strumento per stabilizzare il suo potere regale, ora il matrimonio prese il suo posto. Ottone rifiutò di accettare governanti senza corona come partner contrattuali alla pari. L'integrazione di importanti vassalli avvenne ora attraverso legami matrimoniali: il re dei Franchi Occidentali Luigi IV sposò la sorella di Ottone e vedova di Gilberto di Lotaringia, Gerberga, nel 939. Ottone insediò il Salico Corrado il Rosso come duca in Lorena nel 944 e lo legò più strettamente alla famiglia reale nel 947 facendogli sposare sua figlia Liutgarda. Soddisfò la pretesa di suo fratello Enrico di partecipare al potere facendolo sposare con Giuditta, figlia del duca Arnolfo di Baviera, ed elevandolo a duca in Baviera nell'inverno del 947/948, dopo che il ducato era divenuto vacante con la morte del fratello di Arnolfo, Bertoldo. L'assegnazione della dignità ducale bavarese al fratello Enrico, precedentemente ribelle di Ottone, segnò la sua definitiva rinuncia alla dignità reale. I parenti più stretti del re presero le posizioni più importanti nel regno, mentre Franchi e Sassoni continuarono a essere direttamente subordinati al re senza potere ducale.
Poco dopo la morte di Edith, avvenuta nel gennaio 946 e sepolta a Magdeburgo, Ottone iniziò a organizzare la propria successione. Fece concludere il matrimonio di suo figlio Liudolfo, che era già stato negoziato nel 939, con Ida, la figlia del duca Ermanno di Svevia, capo dei Corradinidi che gli erano rimasti fedeli, probabilmente nel tardo autunno del 947 e lo dichiarò suo successore come re. Tutti i grandi del regno furono chiamati a giurare fedeltà a suo figlio, che all'epoca era appena diventato maggiorenne. In una forma vincolante, Liudolfo ricevette la promessa di poter succedere a suo padre. In questo modo elevò ulteriormente Ermanno nella Königsnähe e si assicurò la successione al ducato di Svevia per la propria casa, dato che Ermanno non aveva figli. Nel 950 Liudolfo divenne quindi duca di Svevia come previsto.

### Rapporti con altri governanti in Europa

#### Regno dei Franchi Occidentali
La pratica di governo di Ottone era inserita nel contesto politico dell'Europa altomedievale. La sua decisione a favore di Aquisgrana come luogo dell'incoronazione sollevava già il problema delle relazioni con il regno dei Franchi Orientali. Aquisgrana era nel ducato di Lotaringia, che i re franchi-occidentali, i quali erano ancora carolingi, reclamarono. Tuttavia, la casa regnante dei Franchi Occidentali era già gravemente indebolita dal potere dell'alta nobiltà. Nel presentarsi come il legittimo successore di Carlo Magno, Ottone vide legittimata la sua pretesa sulla Lotaringia. Durante la rivolta di Enrico, così come più tardi nel 940, il re dei Franchi occidentali Luigi IV cercò di occupare la Lotaringia, ma fallì in parte a causa della forza militare di Ottone e in parte perché il rivale interno di Luigi, Ugo il Grande, era sposato con la sorella di Ottone, Edvige. Luigi poté far valere le sue pretese sulla Lotaringia sposando Gerberga, la vedova del duca ribelle di Lotaringia Giselberto, morto nella battaglia di Andernach del 939. Poiché questa era un'altra sorella di Ottone, divenne cognato di questo e del suo rivale interno Ugo. Così Ottone perseguì una politica matrimoniale simile verso il regno dei Franchi Occidentali come verso i duchi del regno dei Franchi Orientali. Nel 942 Ottone mediò una riconciliazione formale: Ugo dovette compiere un atto di sottomissione e Luigi IV dovette rinunciare a qualsiasi pretesa nei confronti della Lotaringia.
Nel 946 il regno dei Franchi Occidentali cadde in crisi quando il re Luigi, a tradimento, cadde prima in prigionia di un re normanno e poi nelle mani del suo principale avversario, Ugo. Ottone aveva già mediato la pace tra Luigi e Ugo nel 942 e quindi doveva vigilare sul perdurare della pace, che era stata gravemente turbata dalla cattura del re. Su richiesta urgente di sua sorella Gerberga, Ottone intervenne in Occidente per conto di Luigi. Tuttavia la potenza militare di Ottone era insufficiente per prendere città fortificate come Laon, Reims, Parigi o Rouen. Dopo tre mesi Ottone interruppe la campagna senza sconfiggere Ugo, ma riuscì a cacciare l'arcivescovo Ugo di Reims dalla sua sede episcopale.
La disputa durata un anno tra Luigi e Ugo, che coinvolse anche l'occupazione dell'arcivescovado di Reims, fu risolta nel 948 dal sinodo universale di Ingelheim, a cui parteciparono trentaquattro vescovi, inclusi tutti gli arcivescovi tedeschi e il candidato di Reims Artoldo. La scelta della sede dell'incontro nel regno Franco Orientale mostra che Ottone si considerava un arbitro nella controparte occidentale. L'assemblea si presentò davanti a re Ottone; nello disputa per la cattedra arcivescovile di Reims decisero per il suo candidato Artoldo contro Ugo, il favorito e omonimo di Ugo il Grande. Luigi IV fu scomunicato nel settembre del 948. Tuttavia, la sua posizione come membro della famiglia fu gradualmente ripristinata da Ottone, prima a Pasqua nel 951, poi due anni dopo ad Aquisgrana, dove avvenne la riconciliazione finale.

#### Slavi e Boemia
Al sinodo universale di Ingelheim, tuttavia, non vennero affrontati solo i problemi del regno dei Franchi Occidentali: durante questa infatti vennero ordinati i vescovi di Ribe, Schleswig e Aarhus e tutte e tre le diocesi furono subordinate all'arcivescovo di Amburgo-Brema Adaldago. La fondazione di queste diocesi e la fondazione di altre diocesi nel Brandeburgo e nell'Havelberg nello stesso anno significò un'intensificazione della cristianizzazione. La storiografia nazionalista ha interpretato queste misure in modo anacronistico come una "Ostpolitik", che mirava all'espansione e alla sottomissione dei territori slavi. Tuttavia, gli approcci per imporre il proprio dominio su danesi e gli slavi tra gli ottoniani non sono discernibili. A differenza di Carlo Magno, il coinvolgimento di Ottone nella missione verso gli slavi e i pagani fu piuttosto limitato nel tempo e, nonostante alcuni conflitti violenti, molto più cauto. Ottone sembra essersi accontentato del riconoscimento della sovranità sui territori slavi.
Mentre Ottone stava finalizzando le azioni per sopprimere la ribellione del fratello nel 939, gli slavi sul fiume Elba si rivoltarono contro il dominio franco-orientale. Essendo stati sottomessi dal padre di Ottone nel 928, gli slavi videro la ribellione di Enrico come un'opportunità per riconquistare la loro indipendenza. Il luogotenente di Ottone nella Sassonia orientale, il conte Gero, fu incaricato di soggiogare gli slavi pagani Polabi. Secondo Vitichindo, Gero invitò una trentina di capi slavi a un banchetto; dopo il banchetto i suoi soldati attaccarono e massacrarono gli ignari ospiti ubriachi. Gli slavi chiesero vendetta e marciarono contro Gero con un enorme esercito. Ottone accettò una breve tregua con il fratello ribelle Enrico e si mosse a sostegno di Gero. Dopo feroci combattimenti, le loro forze combinate furono in grado di respingere gli slavi che avanzavano; Ottone tornò quindi a ovest per sottomettere la ribellione del fratello.
Nel 941, Gero avviò un altro complotto per sottomettere gli slavi. Reclutò alla sua causa uno Slavo prigioniero, di nome Tugumir, capo degli Evelli. Gero promise di sostenerlo nella rivendicazione del trono degli Evelli, se Tugumir avesse poi riconosciuto Ottone come suo signore. Tugumir accettò e tornò presso gli slavi. A causa del massacro di Gero, erano rimasti pochi capi slavi, e gli slavi proclamarono rapidamente Tugumir come loro principe. Una volta salito al trono, Tugumir uccise il suo principale rivale e proclamò la sua fedeltà a Ottone, incorporando il suo territorio nel regno franco-orientale. Ottone concesse a Tugumir il titolo di "duca" e permise a Tugumir di governare il suo popolo, soggetto alla sovranità di Ottone, allo stesso modo dei duchi tedeschi. Dopo il colpo di Stato di Gero e Tugumir, la federazione slava si disgregò. In controllo della chiave roccaforte Evelli del Brandeburgo, Gero fu in grado di attaccare e sconfiggere le tribù slave divise. Ottone e i suoi successori estesero il loro controllo nell'Europa orientale attraverso la colonizzazione militare e l'istituzione di chiese.
Boleslao I, duca di Boemia, assunse al trono boemo nel 935. L'anno successivo, in seguito alla morte del padre di Ottone, Enrico, Boleslao smise di pagare i tributi al regno dei Franchi Orientali in violazione del trattato di pace che Enrico aveva stabilito con il fratello e predecessore di Boleslao, Venceslao I. Boleslao attaccò un alleato dei Sassoni nel nord-ovest della Boemia nel 936 e sconfisse due degli eserciti di Ottone dalla Turingia e da Merseburgo. Dopo questa iniziale invasione su larga scala della Boemia, le ostilità continuarono, principalmente sotto forma di incursioni di confine. La guerra non si concluse fino al 950, quando Ottone assediò un castello di proprietà del figlio di Boleslao. Boleslao decise di firmare un trattato di pace, promettendo di riprendere il pagamento dei tributi. Boleslao divenne alleato di Ottone, e la sua forza boema aiutò l'esercito tedesco contro la comune minaccia magiara presso il fiume Lech nel 955. In seguito passò a schiacciare una rivolta di due duchi slavi (Stoignew e Nakon) nel Meclemburgo, probabilmente per garantire la diffusione dei possedimenti boemi a est.

#### Regno di Borgogna
Il regno dei Franchi Orientali aveva buoni rapporti con il regno di Borgogna da quando Enrico I acquisì la lancia sacra dal suo re Rodolfo II. Quando questo morì nel 937, Ottone portò alla sua corte il figlio minorenne Corrado per impedire la presa della Borgogna da parte di Ugo di Provenza, che aveva immediatamente sposato la vedova di Rodolfo, Berta, e fidanzato suo figlio Lotario alla figlia di Rodolfo II, Adelaide. Dopo la morte del re Ugo il 10 aprile del 947, Ottone si assicurò anche che anche la Bassa Borgogna e la Provenza andassero al suo protetto Corrado, il che rafforzò ulteriormente il suo rapporto con la famiglia reale borgognona. Ottone rispettò l'indipendenza della Borgogna e non si cinse mai della corona borgognona.

#### Impero bizantino
C'erano anche stretti contatti tra Ottone I e l'imperatore bizantino Costantino VII Porfirogenito (944-959). Le fonti contemporanee riportano numerose ambasciate che viaggiavano da ovest a est e da est a ovest per questioni politiche. Il 31 ottobre 945, e di nuovo in occasione della Pasqua del 949, «ambasciatori dei greci due volte portarono doni del loro imperatore al nostro re: i due sovrani erano in buoni rapporti», come riportò Tietmaro di Merseburgo nelle sue cronache. In questo periodo, un'alleanza matrimoniale tra Bisanzio e il sovrano ottoniano fu negoziata invano.

### Intervento in Italia e matrimonio con Adelaide di Borgogna

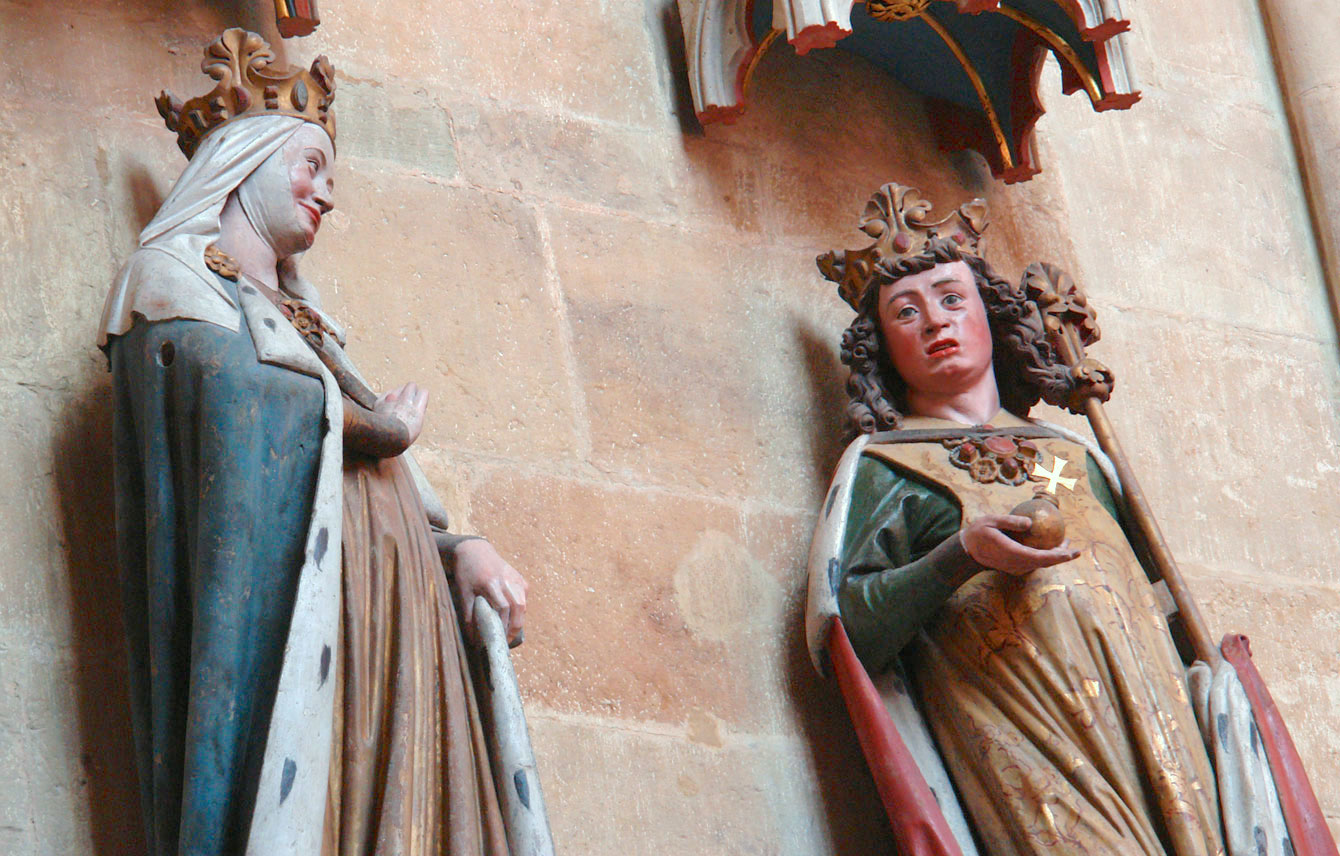
Ottone I accanto ad Adelaide nella cattedrale di Meissen. La coppia imperiale, venerata come fondatrice della cattedrale, nel coro. L'imperatore con corona, scettro e globo, Adelaide con corona e mantello foderato di ermellino, raffigurato come una pia coppia che assiste al servizio uno di fronte all'altro.

Con la morte di Berengario del Friuli, l'impero occidentale si estinse nel 924. Ogni sovrano di un sottoregno franco era così libero di adornarsi di splendore imperiale senza provocare reazioni indesiderabili. Tuttavia, il piano di Ottone per l'incoronazione imperiale non sembra essersi solidificati in un vero e proprio piano d'azione fino all'ultimo. Finché visse la regina Edith, l'attività di Ottone si concentrò principalmente nel regno dei Franchi Orientali.
In Italia, il comando di Ugo e Lotario suscitò un certo risentimento tra i grandi, capeggiati da Berengario d'Ivrea. Tuttavia, nel 941, questo dovette fuggire alla corte di Ottone, il quale per la prima volta entrò in contatto diretto con i problemi politici dell'Italia. Ottone, tuttavia, evitò di prendere posizione. Non consegnò il suo ospite a Ugo, né gli diede il suo esplicito sostegno quando Berengario tornò di sua spontanea volontà al di là delle Alpi nel 945 e rapidamente mise all'angolo Ugo nel nord Italia. Quest'ultimo morì nel 948 nella sua patria provenzale, dove era fuggito, e lasciò il campo a suo figlio Lotario. Prima di un grande scontro, anche Lotario andò incontro a una morte improvvisa il 22 novembre 950, rendendo la non ancora ventenne Adelaide vedova.
Secondo la tradizione longobarda, Adelaide poteva tramandare la dignità reale attraverso il matrimonio. Per questo motivo, Berengario la fece prigioniera e il 15 dicembre 950, solo tre settimane dopo la morte di Lotario, si dichiarò re insieme al figlio minore Adalberto come coreggente. Ma anche lui non trovò l'approvazione universale, essendo di fatto un usurpatore e il suo gesto di prendersi il potere, scatenò l'ira di Ottone che colse l'occasione per scendere successivamente in Italia. Fomentavano inoltre molti sospetti sul presunto avvelemento da parte di Berengario e dei suoi verso il marito di Adelaide, legittimo sovrano. L'obiettivo di Berengario, già sposato a Willa III d'Arles, verso la prigioniera regina Adelaide, era proprio quello di costringerla a sposare il primogenito e acquisire così con la violenza, il legittimo diritto di regnare, dunque la dignità reale di cui sopra, a mezzo di nozze come voleva la tradizione (in realtà in quell'epoca, era usanza sfruttare il matrimonio come mezzo politico di alleanza o pacificazioni). Più che una leggenda, forse cronache rincarate da personale risentimento, secondo Liutprando da Cremona nella sua cronaca, descrive Berengario e Willa come persone avide e sanguinarie, violente e pare che durante la cattività, Adelaide subì molte ingiurie e maltrattamenti, come una vera prigioniera, anche dalla moglie di Berengario, Willa III d'Arles. Il gioco longobardo ebbe però vita breve, perché nella rete di alleanze di quel tempo, i sostenitori di Ottone I desiderosi di rimettersi a lui, piuttosto che agli usurpatori, erano molti e tra questi spiccavano anche gli Attoni di Canossa, che video protagonista di quel periodo il capostipite della famiglia, da cui poi discese Matilde. Gli interessi dei maggiorenti della corona italica non andavano tutti nella stessa direzione, e per altro gli interessi dell'Impero verso l'Italia riguardavano indirettamente anche Adelaide: essa non era solo la vedova del re italico, ma era anche imparentata attraverso sua madre Berta alla famiglia ducale sveva, il cui capo era diventato il figlio di Ottone, Liudolfo, grazie al suo matrimonio con Ida, figlia di Ermanno di Svevia. La Svevia fu sempre, in epoca medievale, un punto nevralgico dell'Impero tedesco, insieme alla Lorena o Lotaringia e l'Italia. L'unità dell'Impero era dunque garantita solo se tutti i principali territori e i loro governanti rimanevano fedeli alla corona tedesca, in modo particolare a quella imperiale. Le faccende dinastiche di contro, essendo spesso così contorte, minavano l'integrità e l'unità, poiché tra matrimoni e successioni varie, erano sempre troppi i concorrenti a una sola corona. Rimasto vedovo dal 946, a Ottone II si presentava l'opportunità di sposare Adelaide ed estendere così il suo governo all'Italia, facendo scacco all'usurpatore. Inoltre, questo offriva la prospettiva di diventare imperatore. Ottone decise di scendere in Italia; non è chiaro se gli fu chiesto di farlo o addirittura se gli fu chiesto di assumere il comando. Già nella primavera del 951 Liudolfo si era recato in Italia con un piccolo esercito senza un accordo con il padre. Ciò a cui Liudolfo mirava è incerto. In ogni caso, la sua impresa fallì a causa degli intrighi di suo zio Enrico, che aveva segretamente avvertito l'avversario di Liudolfo senza essere affrontato da Ottone.
La discesa di Ottone I ebbe in contemporanea l'ascesa sul primo piano degli Attoni di Canossa, che attraverso Adalberto Atto trovarono modo di arrivare al re tedesco e avere su di lui molte influenza, grazie soprattutto all'evento in cui Aldaberto consegnò Adelaide a Ottone. Non è chiaro qui se Adelaide fosse riuscita a fuggire da sola o fu liberata insieme alla figlia Emma e condotta dalla rocca sul Garda a Canossa da Adalberto, per poi essere condotta a Pavia, dove poi Ottone la sposò in ottobre. Egli assunse la dignità reale italiana senza che un atto di elevazione fosse esplicitamente menzionato nelle fonti. La sua cancelleria lo citò "re dei Franchi e dei Longobardi" (rex Francorum et Langobardorum) il 10 ottobre, seguendo chiaramente Carlo Magno, e "re dei Franchi e degli Italici" (rex Francorum et Italicorum) il 15 ottobre. L'aiuto dato ad Adelaide, divenuta (ottobre-novembre 951) moglie di Ottone I, segnò senza dubbio l'inizio delle fortune di A. il quale certo ne ebbe in compenso, già nel 951 o poco dopo, il titolo di conte, di cui si fregia in una carta del 958, non sappiamo se in corrispondenza di una effettiva giurisdizione comitale, o come titolo onorifico "sine re". Il titolo non riappare in carte dell'aprile e dell'agosto 961, forse in rapporto con la riscossa di Berengario II e di suo figlio Adalberto tra il 958 e quell'anno; ma ritorna in una carta del dicembre 961, conseguenza certa della vittoria di Ottone I in Italia.

### La rivolta di Liudolfo
Il matrimonio con Adelaide portò a tensioni tra il re e suo figlio e successore designato Liudolfo, poiché sorgeva la questione di quali diritti fossero dovuti ai figli nati da questo matrimonio. Liudolfo diffidava anche della crescente influenza di suo zio, l'ormai ex ribelle Enrico. Questo probabilmente aveva un'opinione diversa su chi dovesse assumere la posizione di secundus a rege (secondo dopo il re): il fratello o il figlio. In ogni caso, Liudolfo lasciò la corte del padre a novembre evidenziando la sua posizione attraverso il fatto di non aver fatto i saluti di congedo di rito al padre e sovrano, il che equivaleva a un affronto. Il principe fu accompagnato attraverso le Alpi dall'arcivescovo Federico di Magonza, il quale si era recato personalmente a Roma per conto di Ottone per chiedere al papa di un'incoronazione imperiale, ma il suo viaggio fu vano: papa Agapito II respinse i piani di Ottone per ragioni sconosciute, forse a causa della goffaggine e della mancanza di capacità diplomatiche dell'ambasciatore e arcivescovo magontino.
Nel Natale 951 Liudolfo tenne un banchetto (convivium) a Saalfeld, in cui riunì intorno a sé l'arcivescovo Federico di Magonza e tutti i grandi uomini dell'impero che erano presenti. Questo banchetto era già sospetto a molti contemporanei e ricordava quel convivium che Enrico aveva celebrato un buon decennio prima per iniziare una rivolta armata contro Ottone. Con il convivium, Liudolfo riuniva quindi una rete di resistenza contro il re.
Liudolfo guadagnò un potente alleato, il suo cognato e duca di Franconia Corrado il Rosso. Attraverso alcuni negoziati in Italia, Corrado aveva convinto Berengario a visitare Ottone a Magdeburgo, e nel far ciò aveva fatto a Berengario promesse legate all'esito di quell'incontro. Un gruppo composto da duchi, conti e cortigiani, con i duchi Corrado e Liudolfo alla loro testa, riconobbe Berengario come re ed espressero ostentatamente questo riconoscimento in un ricevimento. Arrivando a corte, tuttavia, Ottone all'inizio fece aspettare Berengario per tre giorni per mostrare platealmente il suo disappunto, non adempì a nessuna delle promesse di Corrado e concesse a Berengario solo di andarsene. Poiché il duca Corrado e gli altri sostenitori di Berengario consideravano la risposta di Ottone un affronto personale, si unirono agli avversari del re.
Nonostante la resistenza che si formò, venne raggiunto un compromesso sulla questione della posizione di Berengario. Come luogo per la sottomissione (deditio) di Berengario e per un'alleanza volontaria (foedus spontaneum) con Ottone, gli oppositori si accordarono per un Hoftag ad Augusta all'inizio di agosto 952. Berengario e suo figlio Adalberto fecero un giuramento vassallatico a Ottone e ricevettero da lui il regno d'Italia come feudo. Tuttavia, le marche di Verona e Aquileia furono assegnate al duca Enrico di Baviera, fratello del re. In questo modo, Ottone si garantì il passaggio per entrare eventualmente in Italia.
Dopo che Adelaide aveva dato alla luce il suo primo figlio Enrico nell'inverno del 952/953, sembra che Ottone volesse che fosse il suo successore al posto di Liudolfo. Nel marzo 953 scoppiò la rivolta a Magonza. Quando Ottone volle celebrare la Pasqua a Ingelheim, Corrado e Liudolfo mostrarono apertamente i "segni di rivolta" (rebellionis signa). Nel frattempo Liudolfo e Corrado avevano riunito un folto gruppo di uomini armati, tra cui sembra fossero presenti soprattutto giovani della Franconia, della Sassonia e della Baviera. Il re non poté quindi celebrare la Pasqua, l'atto più solenne e importante di manifestazione del potere, a Ingelheim, Magonza o Aquisgrana. Sempre più gruppi aristocratici si allearono con Liudolfo. Quando Ottone seppe che Magonza era caduta nelle mani dei suoi nemici, vi si recò in gran fretta e iniziò l'assedio della città quell'estate. All'inizio della rivolta l'arcivescovo Federico di Magonza aveva cercato di mediare, ma «fu ordinato al figlio e al genero di consegnare gli autori del delitto affinché fossero puniti, oppure di riconoscersi per certo nemici pubblici (hostes publici)». Questa richiesta era inaccettabile per Liudolfo e Corrado, poiché avrebbero dovuto tradire i propri alleati. Tale comportamento li avrebbe resi spergiuri, perché era consuetudine fare giuramenti di mutuo sostegno prima di entrare in una faida.
Il centro del conflitto si spostò in Baviera nel 954. Lì, con l'appoggio di Arnolfo, uno dei figli dell'omonimo duca bavarese morto nel 937, Liudolfo prese Ratisbona, impossessandosi dei tesori che vi si erano accumulati e li distribuì come bottino tra i suoi seguaci. Su insistenza del duca di Baviera Enrico, l'esercito del re si diresse immediatamente a sud per riconquistare Ratisbona, ma l'assedio si protrasse fino a Natale. Contemporaneamente a queste azioni di guerra, Ottone prese due importanti decisioni: il margravio Ermanno Billung fu nominato duca e viceré in Sassonia, e Bruno, il più giovane dei fratelli del re, fu promosso arcivescovo di Colonia. Anche in Baviera si scelse di negoziare per porre fine al conflitto.

### Battaglia di Lechfeld

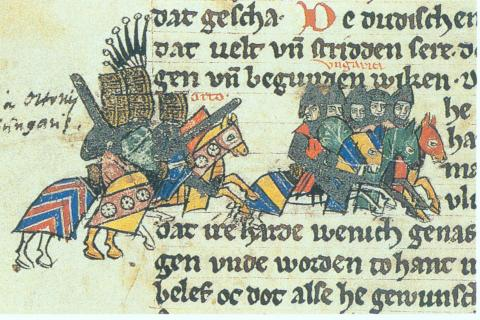
La battaglia di Lechfeld nella Sächsische Weltchronik. Miniatura, 1270 circa (Gotha, Forschungs- und Landesbibliothek, Ms. Mamb. I. 90, fol. 87v).

Quando Liudolfo insorse contro Ottone, i Magiari minacciavano ancora il regno. Sebbene le marche orientali fossero state istituite per proteggersi dagli slavi e dai magiari pagani, questi ultimi rimasero una minaccia permanente al confine orientale del regno. I Magiari conoscevano il regno e la sua debolezza interna, la quale diede loro l'occasione di invadere la Baviera con grande forza nella primavera del 954. Liudolfo e Corrado riuscirono però a salvare i propri territori dalle incursioni di questo popolo nomade facendo spostare gli ungheresi a ovest, conducendoli con delle guide a est del Reno attraverso la Franconia. Inoltre, la Domenica delle Palme del 954, Liudolfo aveva tenuto un grande banchetto a Worms in onore dei Magiari e in tale occasione li ricoprì d'oro e d'argento. Ma il duca di Svevia dovette ora affrontare l'accusa di aver fatto patti con i nemici di Dio, e bruscamente perse i sostenitori di Ottone. I vescovi Ulrico di Augusta e Hartperto di Coira, che erano i più stretti confidenti del re, mediarono un incontro tra le parti in conflitto il 16 giugno 954 in un Hoftag a Langenzenn. Non furono tanto le cause del conflitto tra padre e figlio a essere oggetto di negoziazione e discussione, quanto piuttosto l'empio patto tra Liudolfo con i Magiari. La difesa del duca di Svevia secondo la quale non fece ciò volontariamente ma «costretto da un'estrema necessità», non fu ritenuta convincente.

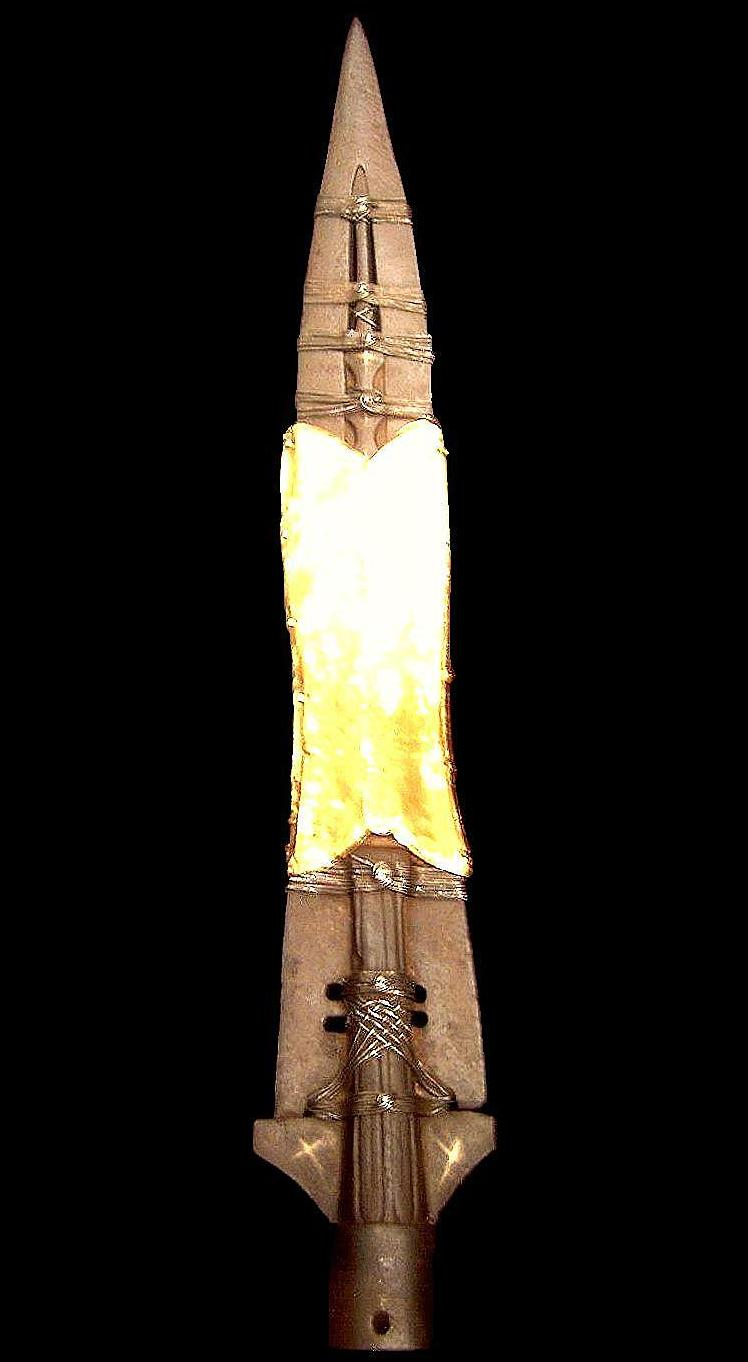
La lancia sacra era di particolare importanza per Ottone. Secondo il racconto di Liutprando di Cremona, nella battaglia di Birten, in cui Ottone ottenne un significativo successo contro i suoi avversari all'interno dell'impero, pregò "davanti ai chiodi vittoriosi con cui furono fissate le mani del Signore e Salvatore Gesù Cristo e che erano inseriti nella sua lancia”. Secondo Vitichindo di Corvey, Ottone guidò il suo esercito in battaglia con la lancia sacra nella sua vittoria sugli ungheresi. La lancia sacra è ora nel tesoro di Vienna.

A seguito di questi negoziati, l'arcivescovo Federico e Corrado il Rosso si separarono da Liudolfo, che tuttavia non era pronto a sottomettersi, ma continuò invece a combattere da solo contro suo padre, il quale assediò nuovamente Ratisbona. Per due volte il figlio uscì personalmente dalla città per chiedere pace al padre e solo nella seconda occasione la ottenne attraverso la mediazione dei principi. La risoluzione finale della controversia venne rinviata a un Hoftag a Fritzlar. Il conflitto venne risolto attraverso una deditio (sottomissione) rituale. Nell'autunno del 954, durante la caccia al re a Suveldun vicino a Weimar, Liudolfo si gettò a terra a piedi nudi davanti a suo padre e implorò pietà, che gli fu concessa: «E così accolto nelle grazie per l'amore paterno promise che avrebbe ottemperato e accondisceso a ogni volontà del padre».
Nel frattempo i Magiari erano stati trattenuti davanti ad Augusta perché il loro vescovo Ulrico aveva difeso tenacemente la città. In questo modo diede a Ottone il tempo di radunare un esercito e correre in soccorso di Augusta. La battaglia di Lechfeld del 10 agosto 955 eliminò definitivamente la minaccia magiara. La vittoria trionfante consolidò il potere e il prestigio di Ottone. Secondo Vitichindo di Corvey, il cui resoconto è contestato, Ottone sarebbe stato proclamato imperator dall'esercito vittorioso mentre era ancora sul campo di battaglia; la cancelleria di corte, però, non cambiò il titolo di Ottone nemmeno dopo il 955, fino al febbraio 962. Secondo la testimonianza di Tietmaro di Merseburgo, Ottone fece un voto prima della battaglia di Lechfeld secondo cui, in caso di vittoria, avrebbe istituito una diocesi nel suo palazzo di Merseburgo in costruzione, in onore del santo di quel giorno, san Lorenzo.
Dopo la vittoria, Ottone fece celebrare delle funzioni di ringraziamento in tutte le chiese del regno e attribuì la vittoria all'aiuto di Dio, che aveva reso visibile la grazia divina del sovrano. A partire dal 955 circa, egli intraprese anche dei progetti per stabilire un arcivescovado a Magdeburgo. La chiesa, in cui la regina e prima moglie Edith fu sepolta nel 946, fu sostituita, secondo Tietmaro, a partire dal 955 da un nuovo maestoso edificio decorato con marmo, oro e gemme. Nell'estate del 955 Ottone mandò a Roma l'abate di Fulda, Ademaro, dove ottenne da Agapito II il permesso di fondare diocesi a suo piacimento. Una lettera di protesta dell'arcivescovo e figlio bastardo di Ottone Guglielmo di Magonza a papa Agapito II mostra che il sovrano apparentemente intendeva trasferite la diocesi di Halberstadt, la quale era sottoposta all'arcidiocesi di Magonza, al fine di creare la nuova arcidiocesi di Magdeburgo entro i suoi confini. Secondo le osservazioni di Guglielmo, il piano era di trasferire la diocesi di Halberstadt a Magdeburgo ed elevarla a un arcivescovado, cessando di essere suffraganea dell'arcidiocesi di Magonza. Tali cambiamenti di vasta portata, tuttavia, richiedevano il consenso dei vescovi interessati. Guglielmo e il vescovo di Halberstadt, Bernardo, rifiutarono con veemenza l'accettazione di una tale riduzione nella loro diocesi. Ottone quindi inizialmente non procedette ulteriormente in questo tentativo. La resistenza ai piani di Magdeburgo di Otto doveva essere considerevolmente più forte in Sassonia, perché Vitichindo di Corvey, Rosvita di Gandersheim, Ruotger di Colonia, Liutprando di Cremona e il Continuator Reginonis, che in seguito divenne il futuro arcivescovo Adalberto di Magdeburgo, non menzionarono in alcun modo alla fondazione di Magdeburgo.
La battaglia di Lechfeld è considerata un punto di svolta del regno di Ottone. Dopo il 955, fino alla morte di Ottone, non ci furono più rivolte dei grandi contro il re nel regno franco-tedesco orientale, come invece erano scoppiate ripetutamente nella prima metà del suo regno. Inoltre, da quel momento in poi, il territorio di Ottone fu risparmiato dalle invasioni magiare. Questi passarono a uno stile di vita sedentario dopo il 955 e presto adottarono il cristianesimo.

#### Battaglia del Raxa
Nello stesso anno, il 955, gli Obodriti slavi invasero la Sassonia. In risposta, il re Ottone spostò un esercito a est dopo aver sconfitto i Magiari. Quando gli Obodriti si rifiutarono di pagare il tributo e di sottomettersi, subirono un'altra sconfitta militare nella battaglia del Raxa. In contrasto con la loro indulgenza verso i ribelli interni, gli ottoniani erano implacabili e crudeli nei confronti dei nemici esterni. Dopo la battaglia, il capo slavo Stoignew fu decapitato e settecento prigionieri furono uccisi. Con la fine dei combattimenti nell'autunno del 955, finì anche il periodo travagliato della rivolta di Liudolfo.

### LaReichskircheottoniana

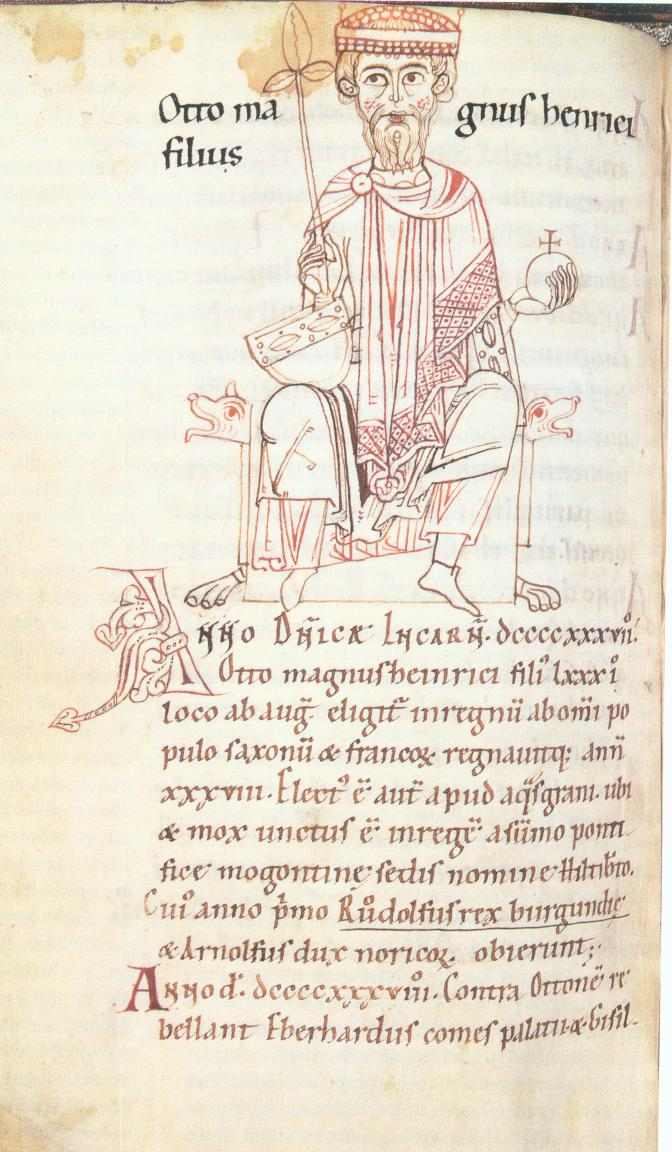
Immagine di Ottone I nella cronaca imperiale anonima per l'imperatore Enrico V di Franconia, 1112/14 circa Corpus Christi, Cambridge, Ms 373, fol. 42v.

Non solo la ribellione del figlio indebolì temporaneamente il dominio di Ottone, ma anche importanti personaggi morirono in un periodo di tempo molto breve, come il fratello di Ottone, Enrico di Baviera, nel 955. Corrado il Rosso, che non era più duca ma ancora una delle persone più importanti del regno, cadde nella battaglia di Lechfeld. Liudolfo fu inviato in Italia alla fine del 956 per combattere Berengario II, ma soccombette a una febbre il 6 settembre 957 e fu sepolto nell'abbazia di Sant'Albano fuori Magonza.
La carica di duca di Baviera divenne vacante in seguito alla morte di Enrico, ma l'ufficio non fu riassegnato a un'altra persona, e fu lasciato sotto il regno della vedova di Enrico, Giuditta, per suo figlio omonimo di quattro anni Enrico. Solo la Svevia ricevette un nuovo duca a pieno titolo, cioè lo zio di Adelaide, Burcardo, che era più strettamente legato alla famiglia reale ottoniana attraverso il suo matrimonio con la figlia di Giuditta ed Enrico, Edvige. Così, poco dopo il trionfo di Ottone sulla ribellione, importanti strutture dell'impero furono improvvisamente interrotte. Inoltre, i primi due figli del suo secondo matrimonio morirono giovani e il terzo figlio, Ottone, nacque solo alla fine del 955.
Secondo ricerche più vecchie, Ottone avrebbe fatto un secondo tentativo dopo la battaglia di Lechfeld per consolidare il regno, sfruttando la Reichskirche per i suoi scopi contro i grandi secolari. In particolare, il fratello minore di Ottone, Bruno, che era stato cancelliere dal 940, arcicappelliere del regno dal 951 e arcivescovo di Colonia dal 953, avrebbe preparato i chierici della cappella di corte per il loro successivo insediamento come vescovi del regno. Questo cosiddetto sistema ecclesiastico reale/imperiale ottoniano-salico è giudicato più cautamente dalle recenti ricerche. Con Poppo I di Würzburg e Othwin di Hildesheim, solo due dei ventitré vescovi della provincia della chiesa di Magonza investiti da Ottone provenivano della cappella di corte. Nel rapporto tra re e vescovo, in realtà, il capitolo della cattedrale di Hildesheim e le scuole della cattedrale avevano una funzione centrale. Il re non poteva assolutamente decidere da solo sulla nomina degli uffici episcopali. Soprattutto nella seconda fase del suo regno si osservò un aumento delle intercessioni nelle elezioni vescovili. I figli delle stirpi nobili erano ammessi in via preferenziale nella cappella di corte. In quanto dignitari ecclesiastici, erano protetti dal diritto canonico e in gran parte erano sottratti dall'influenza reale.
La Reichskirche ricevette numerose donazioni che, oltre alla proprietà terriera, comprendevano anche diritti di sovranità (regalie) come i diritti doganali, di conio e di mercato. Questi doni, tuttavia, obbligavano i destinatari a servire ancora di più il re e il regno/impero. I re ottoniani si facevano ospitare e nutrire dalle chiese imperiali. Furono anche le chiese imperiali che al tempo di suo figlio e successore Ottone II fornirono i due terzi dell'esercito di cavalleria in tempo di guerra, ma erano anche obbligate a pagare in natura (servitium regis) in tempo di pace. Oltre alla loro funzione di approvvigionamento, i monasteri e le diocesi imperiali servivano a implementare l'ordine religioso divino, a fornire supporto alla preghiera e a diffondere il culto cristiano.

### Preparazione del secondoItalienzug

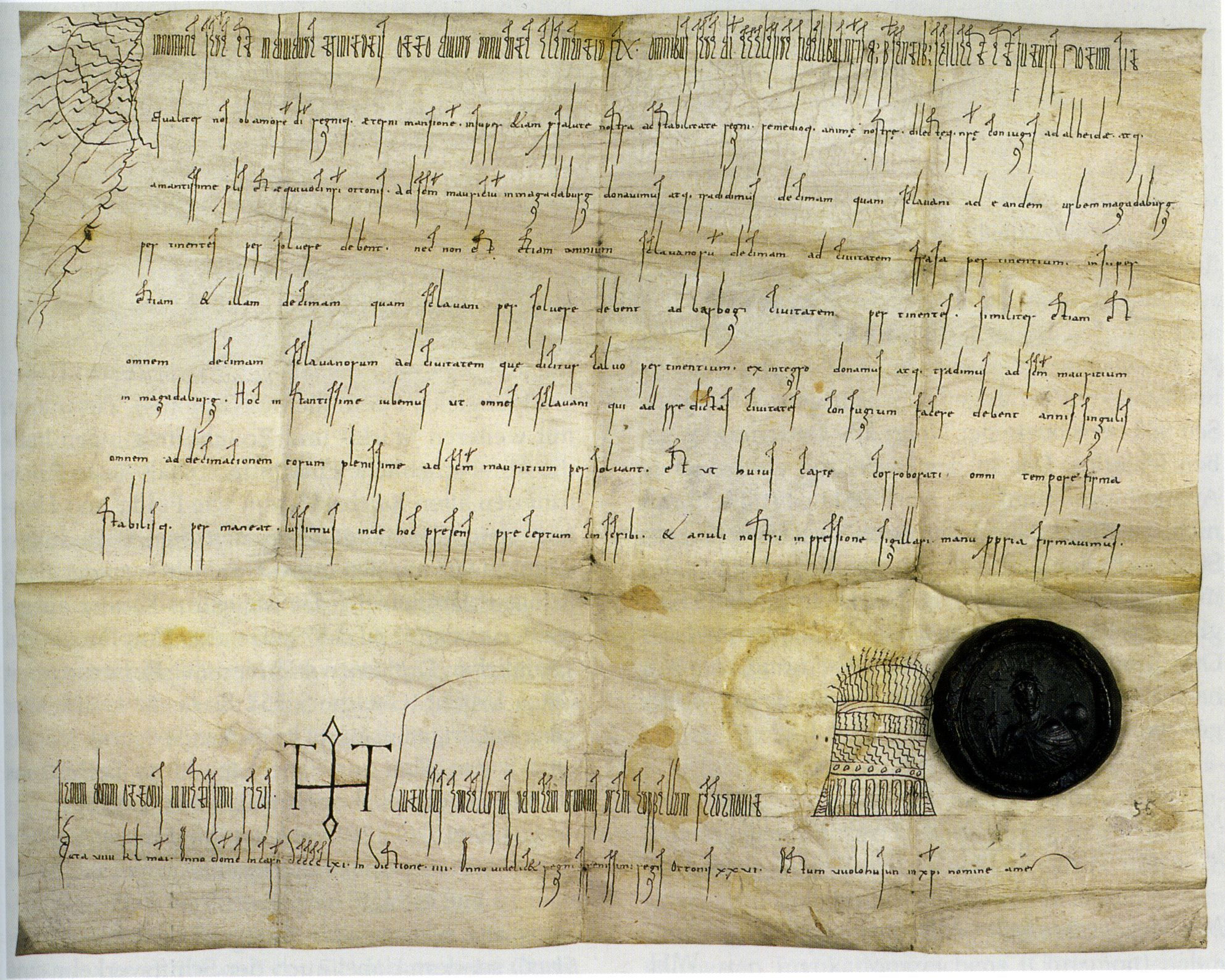
Documento di Ottone il Grande per l'abbazia di San Maurizio di Magdeburgo, emesso il 23 aprile 961 Magdeburgo, Landeshauptarchiv Sachsen-Anhalt, Rep. U 1, Tit. I, Nr. 14.

Una grave malattia di Ottone nel 958, insieme alla rivolta di Liudolfo, contribuì alla grave crisi del regno. Berengario II sfruttò l'occasione per continuare a consolidare il suo potere, sebbene formalmente mantenne l'Italia solo in qualità di feudo di Ottone. La morte di Liudolfo e i problemi di Ottone nella parte settentrionale del regno, oltre che i numerosi ducati vacanti, sembrano quindi aver incoraggiato Berengario a portare Roma e il Patrimonium Petri sotto la sua influenza. Così facendo, entrò in conflitto con papa Giovanni XII, che chiese l'aiuto di Ottone nell'autunno del 960. Anche diversi grandi italiani intervennero alla corte di Ottone con uno scopo simile, tra cui l'arcivescovo di Milano, i vescovi di Como e Novara e il margravio Oberto. Il percorso verso l'incoronazione imperiale è stato trattato in modo diverso nella ricerca.Si discute se la politica di Ottone fosse finalizzata a un rinnovo a lungo termine dell'impero carolingio o se fosse esclusivamente basata sull'iniziativa del papa, il quale si trovava in un contesto di emergenza.
Il re, che nel frattempo si era ripreso, fece accurati preparativi per la sua campagna verso Roma. Nell'Hoftag di Worms nel maggio 961, elevò il figlio minorenne Ottone II al rango di co-re. Alla Pentecoste del 961 Ottone II fu onorato dalla Lotaringia ad Aquisgrana e unto re dagli arcivescovi renani Bruno di Colonia (fratello del re), Guglielmo di Magonza (figlio bastardo del re) ed Enrico I di Treviri. La lunga assenza portò con sé numerosi «problemi nella realizzazione del regno». Gli Italienzug esigevano alte prestazioni da parte delle stirpi aristocratiche e dalle chiese del regno. La regalità e la stabilità del regno dipendeva essenzialmente dalla presenza del re e una rete stabile di parenti, amici e fedeli doveva garantire il mantenimento dell'ordine durante l'assenza del sovrano. I due arcivescovi e familiari stretti Bruno e Guglielmo furono nominati rappresentanti del re in sua assenza e il giovane Ottone II rimase con loro a nord delle Alpi. Durante l'assenza di Ottone dal regno dei Franchi Orientali, il figlio firmò i documenti a proprio nome. Per mezzo di concessioni, come la precedenza sugli altri vescovi e il diritto di incoronazione del re, Ottone ruppe la resistenza di Guglielmo e da quel momento in poi ricevette da lui l'appoggio dei suoi piani di Magdeburgo.

### L'incoronazione imperiale e la politica italiana

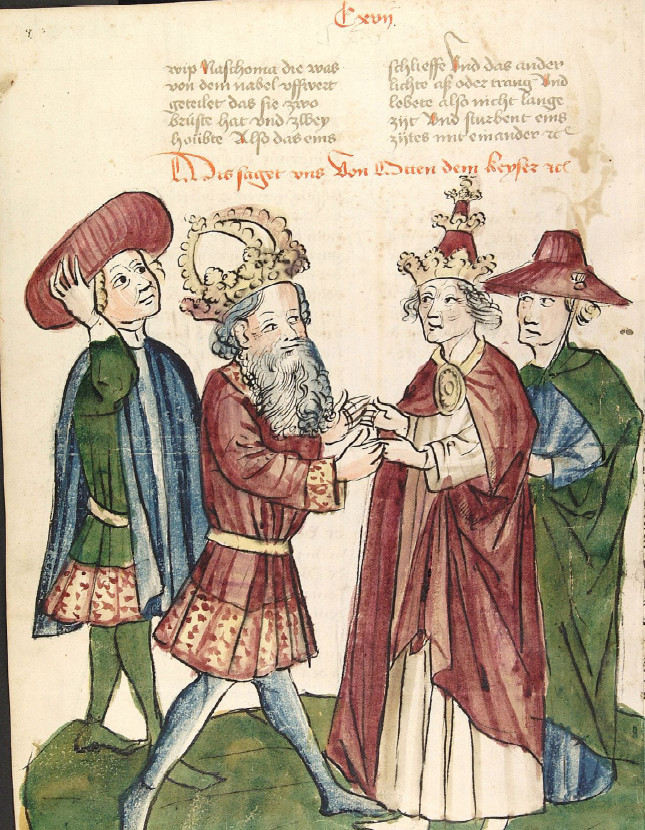
L'incontro di Ottone I e papa Giovanni XII (disegno del 1450 circa)

Nell'agosto del 961 l'esercito di Ottone marciò da Augusta verso l'Italia e attraversò il Brennero fino a Trento. La prima meta fu Pavia, dove Ottone celebrò il Natale. Berengario e i suoi seguaci si ritirarono nei castelli ed evitarono il combattimento in campo aperto. Ottone si recò quindi a Roma senza essere contrastato.
Il 31 gennaio 962, l'esercito raggiunse Roma. Il 2 febbraio Ottone fu incoronato imperatore da papa Giovanni XII. L'incoronazione imperiale stabilì una tradizione per tutte le future incoronazioni imperiali del Medioevo. Anche Adelaide fu unta e incoronata, ricevendo la stessa elevazione, ciò costituì una novità: infatti non una sola moglie di un carolingio era mai stata incoronata imperatrice. Per la coppia, l'incoronazione congiunta venne combinata con la rivendicazione dell'Italia come loro possesso, per sé stessi e per il loro erede, che era già stato elevato a re.
Nell'immagine del sigillo, nella percezione del sovrano nelle rappresentazioni storiografiche e nell'ambito del linguaggio cancelleresco, si verificarono cambiamenti fondamentali negli anni sessanta del X secolo. La rappresentazione del sovrano sui sigilli era cambiata bruscamente nel febbraio 962 da modelli franco-carolingi a una rappresentazione del sovrano secondo il modello bizantino. Secondo Hagen Keller, questi cambiamenti nella rappresentazione dei governanti sotto Ottone I non possono assolutamente essere interpretati come una conseguenza dell'incoronazione imperiale, ma piuttosto era stata l'assunzione della regalità italiana ad aver già impostato gli impulsi decisivi al cambiamento.
Un sinodo del 12 febbraio ha documentato la cooperazione tra l'imperatore e il papa. Per garantire il successo della missione, il papa ordinò l'elevazione dell'abbazia di San Maurizio a Magdeburgo ad arcivescovado e dell'abbazia di San Lorenzo di Merseburgo a vescovato. Ottone e i suoi successori ricevettero inoltre l'autorizzazione a fondare altre diocesi e il papa obbligò gli arcivescovi di Magonza, Treviri e Colonia a sostenere questi progetti. Nel documento, Giovanni sottolinea ancora una volta i meriti di Ottone che giustificano la sua elevazione a imperatore: la vittoria sui Magiari, ma anche gli sforzi per convertire gli slavi. Poco dopo Ottone emanò il cosiddetto privilegium Othonis: con essa riconobbe i diritti papali e le rivendicazioni di proprietà con cui i suoi predecessori carolingi avevano già confermato i possedimenti della Chiesa romana al papa in carica. Tuttavia, il privilegium Othonis andò chiaramente oltre i documenti precedenti nei suoi conferimenti e concesse al papato territori che erano precedentemente appartenuti al regno d'Italia: vennero riconosciuti il possesso della città e del ducato di Roma, l'esarcato di Ravenna, i ducati di Spoleto e Benevento e altri possedimenti. Ma nessuno degli imperatori cedette veramente i suddetti territori, e il loro possesso rimase un punto di contesa nelle relazioni papali-imperiali fino al periodo degli Hohenstaufen. Inoltre il privilegium regolava l'elezione del papa, la quale doveva essere di competenza del clero e del "popolo di Roma"; tuttavia, il papa poteva essere consacrato solo dopo aver prestato giuramento di fedeltà all'imperatore. Inoltre, vennero negoziati i piani di Magdeburgo. Ottone ottenne una prima carta di fondazione da papa Giovanni XII, secondo la quale l'abbazia di San Maurizio a Magdeburgo doveva essere convertita in un arcivescovado; ma ancora una volta il progetto fallì a causa dell'opposizione dell'arcivescovo di Magonza e del vescovo di Halberstadt. Dopo l'incoronazione imperiale, Ottone tornò a Pavia, da dove guidò la campagna contro Berengario II, che si ritirò nel 963 nell'inespugnabile castello di San Leo vicino a San Marino.

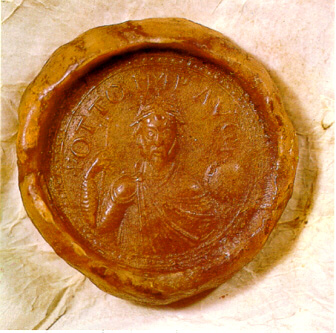
Il cosiddetto sigillo del Terzo sigillo imperiale (intorno al 965) di Ottone I non raffigura più il sovrano con lancia e scudo, ma mostra insegne imperiali (corona, scettro crociato e globo imperiale); si passa da un'immagine di profilo a una visione frontale

Apparentemente scontento delle ambizioni di Ottone, Giovanni XII, nella primavera del 963, fece un'inaspettata inversione di marcia. Ricevette a Roma il figlio di Berengario, Adalberto II, e concluse con lui un'alleanza contro l'imperatore. Di conseguenza, nell'ottobre del 963 Ottone dovette interrompere l'assedio di Berengario, che era durato tutta l'estate, ed affrettarsi a Roma per riaffermare le sue pretese. Tuttavia non ebbe luogo alcuna battaglia in quanto Giovanni e Adalberto fuggirono. Appena entrato a Roma, Ottone fece giurare ai romani che non avrebbero mai eletto o consacrato un papa prima di aver ottenuto il consenso o il voto dell'imperatore e del suo co-re.
A Roma si riunì un sinodo alla presenza dell'imperatore per giudicare il papa. Esso rispose per lettera con la minaccia di anatema contro chiunque avesse osato deporlo. In risposta, il sinodo depose Giovanni e innalzò Leone VIII come nuovo papa; questo evento non aveva precedenti e nessun imperatore aveva mai osato tanto, poiché secondo la logica papale solo Dio era autorizzato a giudicare il successore dell'apostolo Pietro. Contemporaneamente a ciò, Berengario e sua moglie Willa furono catturati ed esiliati a Bamberga. Così, alla fine del 963, il ritorno alla stabilità in Italia e a Roma sembrava essere stato raggiunto. Ma il papa deposto riuscì a scatenare una rivolta dei romani contro Ottone e Leone VIII, che l'imperatore riuscì in un primo momento a domare. Dopo la sua partenza da Roma, però, i romani riportarono Giovanni XII in città, e a Leone VIII non rimase altro che fuggire presso l'imperatore. Un sinodo dichiarò invalide le decisioni del precedente sinodo imperiale e depose Leone VIII. Prima che potesse aver luogo uno scontro armato, Giovanni XII morì inaspettatamente il 14 maggio 964, e i romani elessero un nuovo papa, Benedetto V, sfidando le norme imperiali. Ottone assediò quindi Roma nel giugno del 964 e riuscì a entrare in città dopo poche settimane. Lì intronizzò nuovamente Leone VIII e fece mandare Benedetto in esilio ad Amburgo.

### Roma e Magdeburgo: gli ultimi anni

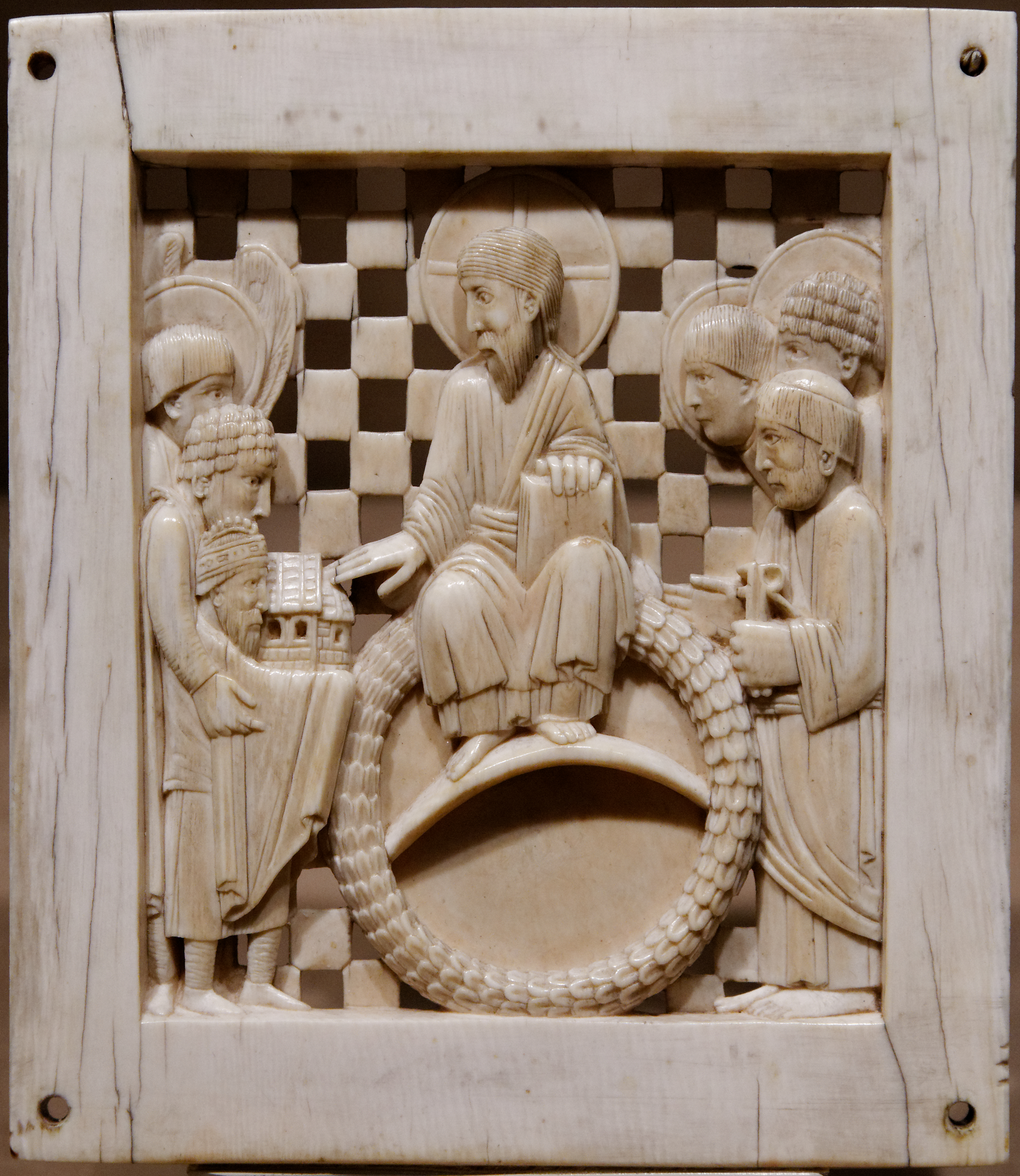
La lastra in avorio mostra la fondazione della cattedrale di Magdeburgo da parte dell'imperatore, presentata al Cristo in trono in presenza di Pietro e altri santi

Stabilito un ordine provvisorio, Ottone tornò nella parte settentrionale dell'impero nell'inverno del 965. La sua processione verso nord venne accompagnata da numerose grandi feste di corte. Dal momento che la scrittura come strumento di governo perse importanza nel X secolo rispetto al periodo carolingio, gli atti rituali di rappresentazione del governo acquisirono importanza. Le feste di corte divennero così il più importante strumento di governo. Per esprimere l'auspicio di una continuità dinastica, l'anniversario dell'incoronazione di Ottone II come imperatore fu celebrato il 2 febbraio a Worms, il luogo della sua elezione a re. Poche settimane, dopo Ottone celebrò la Pasqua a Ingelheim. il momento culminante fu un grande Hoftag a Colonia all'inizio di giugno, alla quale erano presenti quasi tutti i membri della famiglia imperiale.
Ma la calma in Italia era solo apparente. Adalberto II, figlio di Berengario, combatté nuovamente per la corona reale d'Italia, tanto che Ottone dovette mandare contro di lui il duca Burcardo III, che portò a termine il suo compito con successo.
Ottone era ora in grado di continuare con i suoi piani di fondare l'arcivescovado di Magdeburgo e prese una decisione di vasta portata alla fine di giugno. Dopo la morte del margravio Gero, che aveva subito il peso maggiore dei combattimenti al confine slavo dal 937, l'imperatore decise di dividere il margraviato in sei nuovi domini di cui i tre meridionali coincidevano grosso modo con i distretti delle successive diocesi di Merseburgo, Zeitz e Meißen. La morte di Bruno, l'11 ottobre del 965, privò Ottone di una persona che, fin dai suoi inizi nella cappella di corte, si era sempre visto come un leale aiutante del fratello reale (per quanto, come riferisce Tietmaro, sembra che una volta provò a elevare il cognato Ugo il Grande a re dei Franchi Orientali).
Il 1º ottobre, papa Giovanni XIII fu eletto successore dell'ormai defunto Leone VIII con l'approvazione della corte ottoniana. Ma solo dieci settimane dopo fu catturato dai romani e imprigionato in Campania. Il suo grido di aiuto spinse Ottone a tornare nuovamente in Italia. Avrebbe trascorso lì i sei anni successivi.
A Worms, nell'agosto del 966, Ottone organizzò una reggenza al di qua delle Alpi durante la sua assenza in Italia: l'arcivescovo e figliastro Guglielmo doveva essere responsabile dell'impero, il duca Ermanno per la Sassonia. Poi si trasferì con un esercito in Italia passando per Coira. Il rimpatrio e la reintegrazione nelle sue funzioni del papa procedette senza opposizione il 14 novembre 966. I dodici capi della milizia romana che avevano catturato e maltrattato il papa furono puniti dall'imperatore e dal papa con la morte su una croce. Nel 967, l'imperatore e il papa Giovanni XIII si recarono a Ravenna per celebrare la Pasqua. In un sinodo successivo la questione di Magdeburgo fu nuovamente negoziata. In una carta papale, a differenza della carta precedente del 962, l'ambito della prevista provincia ecclesiastica fu definito in modo più dettagliato. Magdeburgo doveva essere elevato ad arcivescovado e le diocesi di Brandeburgo e di Havelberg dovevano passare dalla diocesi di Magonza alla neonata diocesi; inoltre, nuovi vescovadi dovevano essere stabiliti a Merseburgo, Meissen e Zeitz. Tuttavia, per la realizzazione della nuova organizzazione diocesana, era ancora necessario il consenso del vescovo di Halberstadt e del metropolita di Magonza. Bernardo di Hadmersleben (923-968), vescovo di Halberstadt, aveva rifiutato di acconsentire all'istituzione della provincia ecclesiastica di Magdeburgo fino alla fine della sua vita.

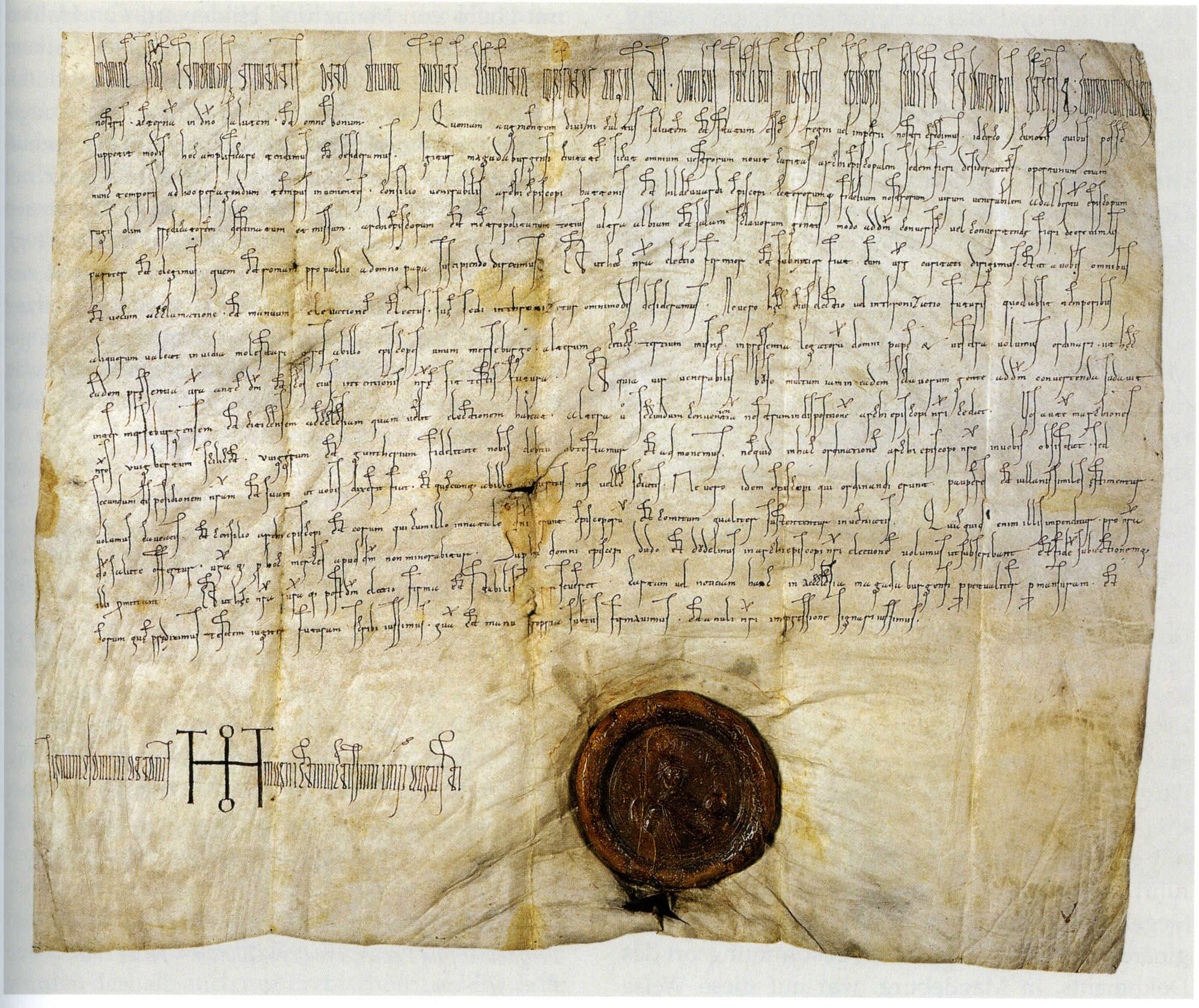
Lettera di Ottone ai grandi sassoni che annuncia la fondazione dell'arcidiocesi di Magdeburgo (ottobre/novembre 968). Magdeburgo, Landeshauptarchiv Sachsen-Anhalt, Rep. U 1, Tit. I, Nr. 31

Dopo la morte del vescovo Bernardo di Hadmersleben, dell'arcivescovo Guglielmo di Magonza e della regina Matilde nei primi mesi del 968, i piani di Ottone per la fondazione della diocesi di Magdeburgo poterono prendere ulteriore forma. L'imperatore fu in grado di obbligare i successori dei vescovi deceduti ad accettare i suoi piani prima dell'investitura. Ordinò ai vescovi Attone II di Magonza e Hildeward di Halberstadt di venire in Italia a visitarlo e ottenne dal vescovo di Halberstadt che parti della sua diocesi fossero cedute a Magdeburgo e altre a Merseburgo. L'arcivescovo Attone II diede anche il suo consenso alla subordinazione delle sue diocesi di Brandeburgo e Havelberg al nuovo arcivescovado di Magdeburgo. Tuttavia Ottone, in una lettera dal mittente sconosciuto, fu dissuaso a cambiare il suo candidato ad arcivescovo di Magdeburgo, che era l'abate dell'abbazia di San Maurizio Richar, accogliendo la richiesta della lettera di nominare il missionario presso i Rus' e abate di Weissenburg, Adalberto. Il nuovo arcivescovado di Magdeburgo servì principalmente a diffondere la fede cristiana, e fin dall'inizio fu il luogo di sepoltura scelto da Ottone. A causa delle difficile situazione italiana, tuttavia, Ottone non fu in grado di assistere personalmente all'istituzione dell'arcivescovado. Fu solo nella primavera del 973, quattro anni e mezzo dopo la sua fondazione, che Ottone visitò per la prima volta l'arcidiocesi di Magdeburgo.
Parallelamente ai piani di Magdeburgo, Otto spostò il suo raggio d'azione nell'area a sud di Roma dal febbraio 967. Nelle campagne per Benevento e Capua, accettò l'omaggio dei duchi del luogo. Poiché Bisanzio rivendicava la sovranità su queste aree e i suoi governanti si consideravano gli unici legittimi portatori del titolo imperiale, si intensificarono i conflitti con l'imperatore Niceforo II Foca, che mal sopportava la presenza di Ottone, soprattutto per i suoi contatti con Pandolfo I di Capua e Benevento. Tuttavia, l'imperatore bizantino sembrò essere stato pronto fin dall'inizio a impegnarsi in un legame pace e amicizia, cosa importante anche per Ottone, che pensava anche a una principessa bizantina nata nella porpora come sposa di suo figlio e successore. Ovviamente Ottone sperava che il legame matrimoniale con la gloriosa dinastia dei Macedoni avrebbe legittimato ulteriormente suo figlio e la sua casa. Per promuovere i suoi piani dinastici, Ottone chiese a suo figlio, in una lettera scritta insieme al papa, di recarsi a Roma nell'autunno del 967 per celebrare il Natale con loro.
L'elevazione del giovane Ottone potrebbe essere stata decisa con l'invito. Il padre gli andò incontro a Verona. A tre miglia dalla città, Ottone e suo figlio furono cerimoniosamente catturati dai romani il 21 dicembre, e il giorno di Natale Giovanni XIII elevò Ottone II a co-imperatore. Il matrimonio desiderato avrebbe dovuto fungere da catalizzatore per chiarire le questioni aperte: il problema dei due imperatori e la sistemazione del dominio in Italia nel quadro di un'alleanza di amicizia in cui nessuna delle parti soffriva una perdita di prestigio. Di conseguenza, gli intrecci militari nell'Italia meridionale si svolsero parallelamente al traffico di legazioni negli anni successivi. Per organizzare la situazione nell'Italia meridionale e per espandersi, l'Imperatore e il papa elevarono la diocesi di Benevento ad arcidiocesi nel 969. Fu solo quando Niceforo II fu assassinato e sostituito da Giovanni I Zimisce nel dicembre 969 che il nuovo imperatore bizantino rispose al corteggiamento degli ottoniani e inviò a Roma sua nipote Teofano, una principessa che non era porfirogenita ma che proveniva dalla famiglia imperiale. Nel 972, subito dopo il matrimonio, fu incoronata imperatrice dal papa il 14 aprile. Ottone II, in qualità di co-imperatore, assegnò alla moglie grandi possedimenti per mezzo di un magnifico documento. Il matrimonio di Ottone II con Teofano alleviò i conflitti nell'Italia meridionale; tuttavia, non si sa come la riorganizzazione delle relazioni lì fu effettivamente realizzata. Pochi mesi dopo i festeggiamenti del matrimonio, in agosto la famiglia imperiale tornò in Germania

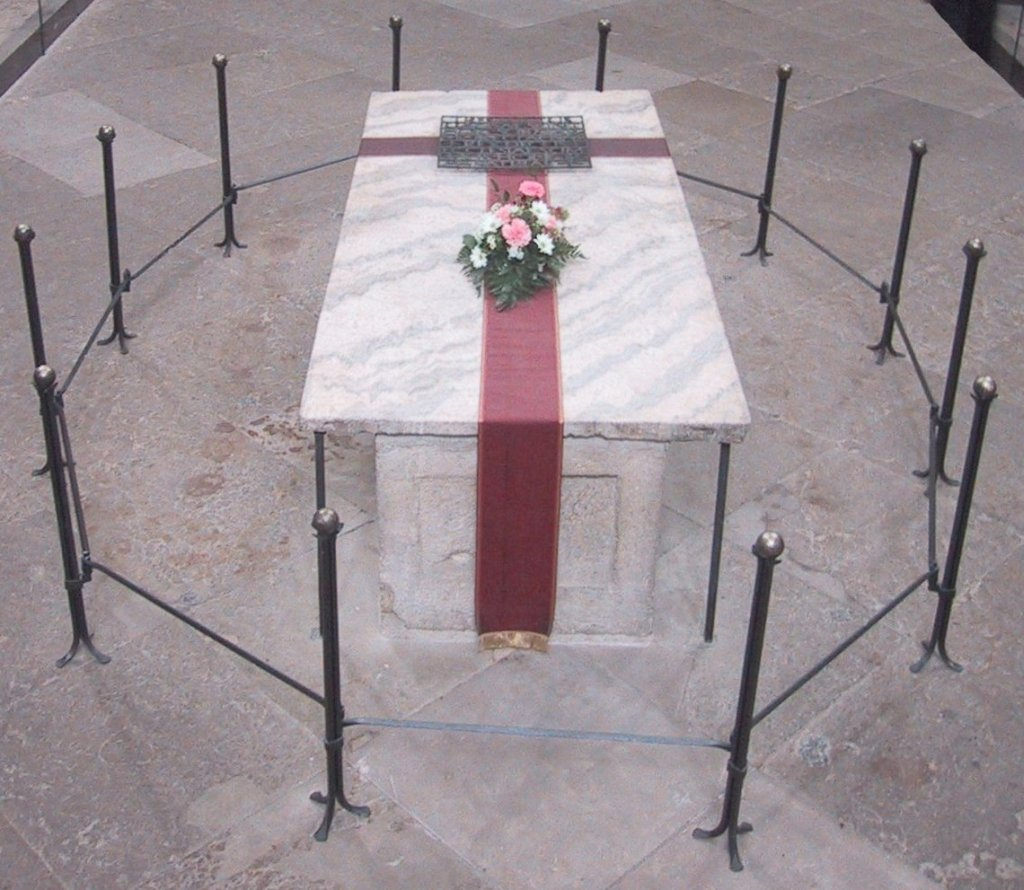
La tomba di Ottone I nella cattedrale di Magdeburgo

Dopo il suo ritorno nel regno dei Franchi Orientali, nel settembre 972 si tenne un sinodo a Ingelheim. Questo sinodo riguardava principalmente la successione del vescovo Ulrico di Augusta; questo e Ottone si erano già accordati in Italia per la successione del nipote di Ulrico, Adalberto. Tuttavia, il sinodo decise inizialmente contro il candidato designato, poiché il nipote di Ulrico portava già apertamente il pastorale. La crisi fu risolta da un giuramento con il quale Adalberto dovette confermare di essere diventato involontariamente un eretico. Questa decisione sconfessava chiaramente l'approvazione che Ottone aveva dato alla successione, e permette di osservare la forza dell'episcopato ottoniano. Nella primavera del 973 l'imperatore visitò la Sassonia e celebrò la Domenica delle Palme a Magdeburgo. Questa celebrazione ripristinò anche un ordine che era stato provocatoriamente messo in discussione l'anno precedente. Ermanno Billung, fino a quel momento fedele vice-re di Ottone in Sassonia, si era fatto accogliere in città come un re dall'arcivescovo Adalberto. Nel palazzo di Ottone aveva preso il suo posto a tavola e aveva persino dormito nel letto del re, e alla fine fece in modo che questo fosse riferito all'imperatore, assicurandosi che ciò fosse riferito all'imperatore. Nell'usurpazione del cerimoniale di ricevimento reale c'era evidentemente una protesta contro la lunga assenza dell'imperatore. Ottone era rimasto in Italia per sei anni senza interruzioni, così che in un organo di governo strutturato principalmente su base personale, l'autorità del re in patria cominciò a diminuire, il tutto anche in un contesto di volontà di vicinanza al sovrano da parte degli aristocratici sassoni (Königsnähe).
La festa di Pasqua a Quedlinburg il 23 marzo 973 mostra l'imperatore all'apice del suo potere e la dimensione europea del suo dominio. A Quedlinburg ricevette i maggiorenti del regno e i duchi Miecislao I di Polonia e Boleslao II di Boemia, oltre che gli inviati da Bisanzio, dai beneventani, dagli ungari, bulgari, danesi e da diversi popoli slavi. Per le rogazioni e il giorno dell'Ascensione, Ottone viaggiò via Merseburgo fino al palazzo imperiale di Memleben. Qui si ammalò gravemente. Dopo attacchi di febbre chiese l'estrema unzione e morì il 7 maggio 973, nello stesso luogo dove era già morto suo padre.
Il trasferimento del governo al figlio Ottone II avvenne senza problemi, poiché la successione era già stata stabilita dall'incoronazione di Ottone II. Il giorno successivo, i grandi presenti confermarono il figlio, che ora regnava da solo, nella sua carica. Dopo uno splendido corteo funebre di trenta giorni, suo padre fu sepolto alla presenza degli arcivescovi Adalberto di Magdeburgo e Gerone di Colonia nella cattedrale di Magdeburgo al fianco della prima moglie Edith, morta nel 946.

## Effetti

### Continuità e cambiamenti sotto Ottone II

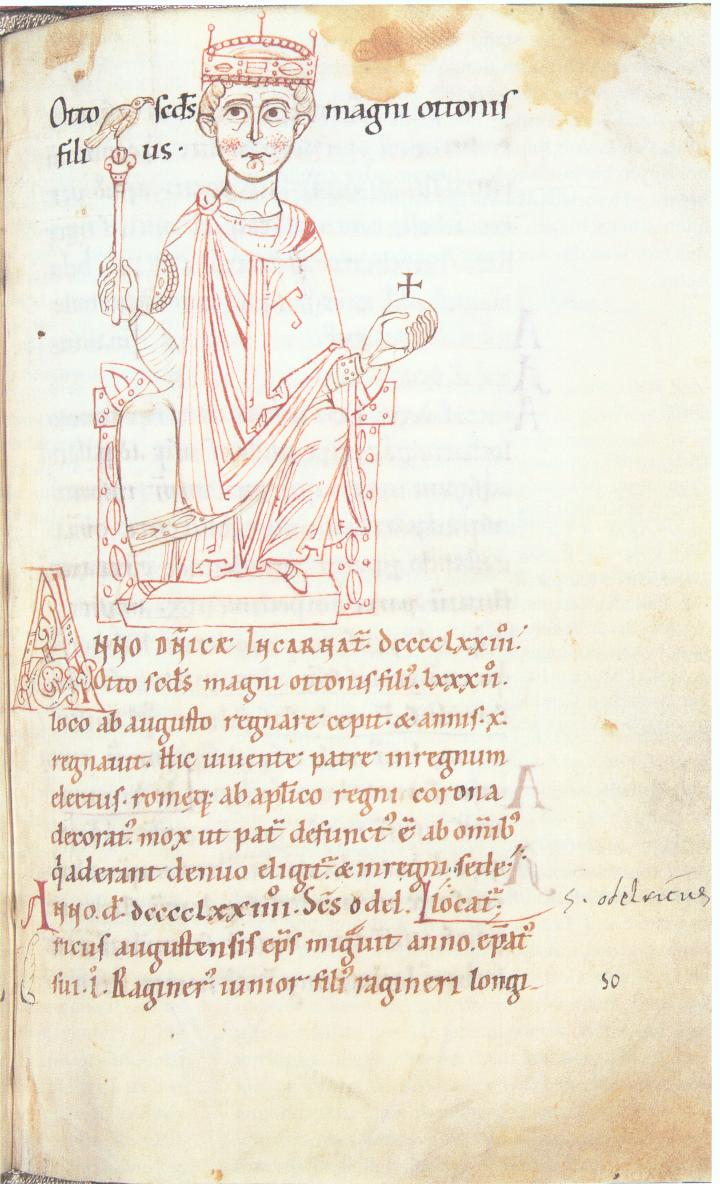
Immagine di Ottone II nella Cronaca imperiale anonima dell'imperatore Enrico V di Franconia (Cambridge, Corpus Christi College, Ms. 373, fol. 47r)

In Italia persistevano i problemi irrisolti dell'ultimo decennio del padre, cioè soprattutto il governo dell'Italia e la responsabilità del papato. Nella politica italiana, Ottone II ruppe con la tradizione di suo padre. In relazione a Venezia, che si era sempre difesa con successo dall'incorporazione territoriale nell'impero e alla subordinazione politica, il nuovo imperatore intraprese un'azione massiccia, che erano state regolate dalla Pax Nicephori fin dall'812.
Mentre il primo blocco del commercio ordinato da Ottone II nel gennaio o febbraio 981 colpì a malapena Venezia (cfr. Storia economica della Repubblica di Venezia), il secondo nel luglio 983 invece inflisse notevoli danni a Venezia e divise il suo gruppo dirigente. Solo la morte prematura di Ottone II impedì forse l'imminente sottomissione di Venezia all'impero.
Ottone I si era limitato a legare a sé i principati di Capua, Benevento e Salerno sotto il diritto feudale; suo figlio aveva invece obiettivi molto più ambiziosi. Ottone II fece grandi sforzi per sottometterli più intensamente e direttamente al suo dominio imperiale, sia politicamente sia ecclesiasticamente.
Ottone II aprì nuove strade anche nella sfera religiosa e monastica: il monachesimo e i monasteri dovevano servire come fattori nella struttura imperiale che sosteneva e stabilizzava il dominio imperiale. Mentre Ottone I aveva fondato in trentasette anni di regno una sola abbazia, quella di San Maurizio a Magdeburgo, Ottone II può invece rivendicare il rango di fondatore o co-fondatore di almeno quattro monasteri: Memleben, Tegernsee, Bergen bei Neuburg/Donau e Arneburg. Il coinvolgimento attivo del monachesimo nella politica imperiale costituì una costante fondamentale nel suo rapporto con il sistema monastico, ai cui rappresentanti affidò funzioni politiche centrali.
Il progetto di istituire una provincia ecclesiastica non si concluse con la fondazione dell'arcivescovado di Magdeburgo nemmeno dopo il 968. Ottone lasciò infatti al suo successore e al suo entourage la regolamentazione di molti dettagli, dalla demarcazione esatta dei confini alla dotazione delle nuove diocesi. Ottone II colse la prima opportunità utile per abolire nel 981 la diocesi di Merseburgo collocando il suo vescovo Giselero sulla cattedra di arcivescovo di Magdeburgo, atto fortemente deprecato da Tietmaro, vescovo di una diocesi di Merseburgo ormai ripristinata da Enrico II, nella sua Cronaca. Questo passo sembra essere stato pianificato per un periodo di tempo più lungo e concordato con i vescovi più importanti. Non si sa quale sia stato il fattore decisivo per allontanarsi dall'opera di Ottone I.
Un anno dopo l'abolizione di Merseburgo, l'esercito imperiale fu sconfitto a Capo Colonna dalle truppe dei Kalbiti musulmani nell'Italia meridionale. L'anno successivo, le tribù slave dall'altra parte dell'Elba insorsero con successo contro il dominio ottoniano. Infine, l'imperatore morì nel 983 all'età di ventotto anni, lasciando un figlio di soli tre anni dallo stesso nome, Ottone III.

### Ripresa culturale

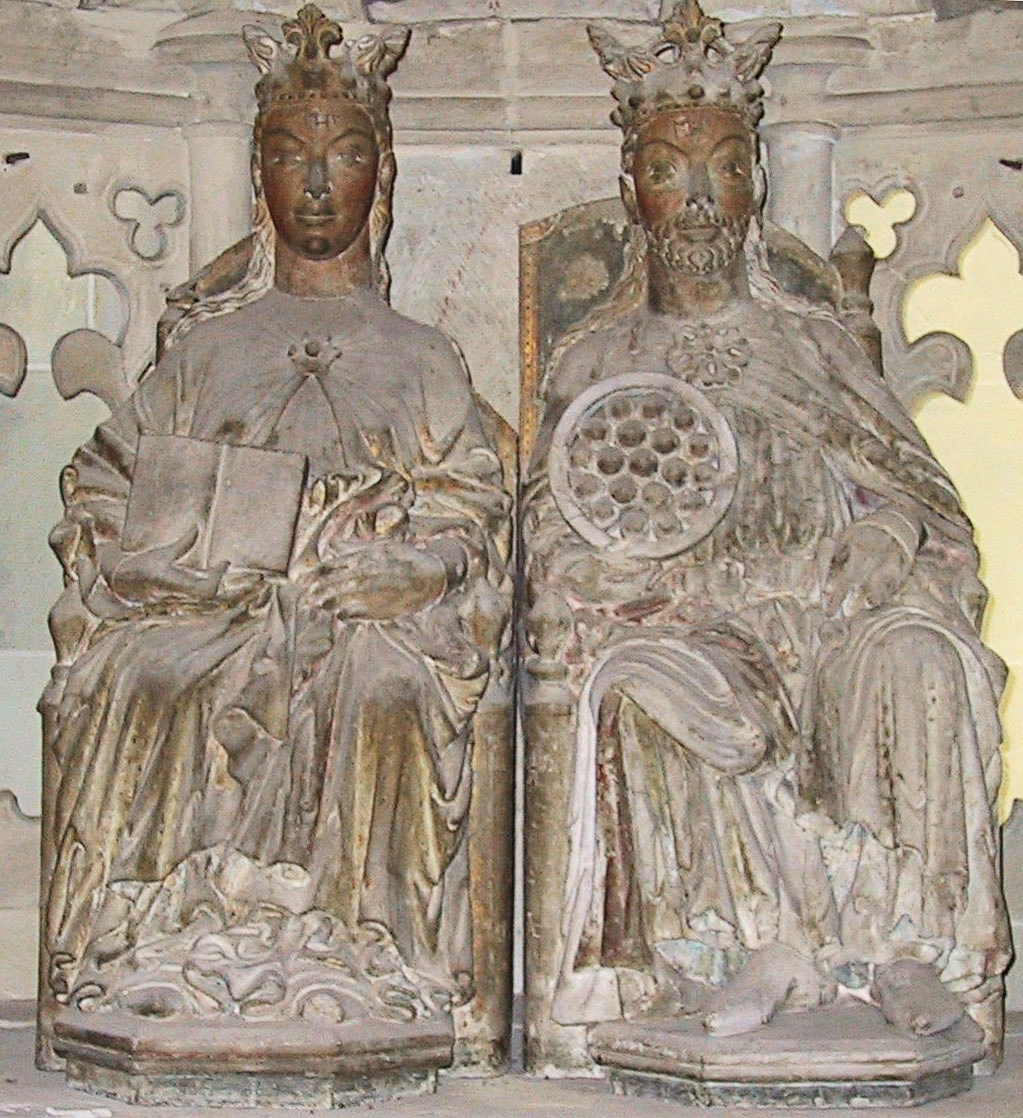
Coppia regnante, 1250 circa, nella cattedrale di Magdeburgo. La coppia regnante sul trono è stata identificata come Ottone ed Edith, ma potrebbe invece rappresentare Gesù come il dominatore del mondo e della chiesa.

Il crollo del grande Impero carolingio aveva portato a un declino della vita culturale. Fu solo dopo che Enrico I stabilì il suo dominio e Ottone finalmente lo assicurò con la vittoria sui magiari nel 955 che poté rifiorire. Questa rinascita culturale può essere suddivisa in due fasi. Durante la prima fase, la corte reale garantì le condizioni materiali e creò così le basi per la rinascita. Il successo di Ottone come sovrano portò nuove fonti di reddito, come i tributi dalla regione slava a est e le vene d'argento di recente sviluppo nelle montagne dell'Harz. Di ciò beneficiarono anche le chiese.
La seconda fase fu determinata dal lavoro del fratello di Ottone Bruno. Come capo della cappella di corte e arcivescovo di Colonia, Bruno fece uno sforzo speciale per promuovere le scuole della cattedrale, ma anche l'arte e la costruzione di chiese. Seguendo il suo esempio, furono costruite scuole cattedrali a Magdeburgo, Würzburg e numerosi altri luoghi. Inoltre, monasteri come Fulda, San Gallo, Sant'Emmerano/Ratisbona o Corvey mantennero il loro posto come centri di educazione. Furono i monasteri femminili promossi da Ottone in cui fiorì la cosiddetta rinascita ottoniana. Le opere più importanti dell'epoca ebbero origine nella diocesi e nei monasteri più strettamente legati al re. Vitichindo di Corvey e Rosvita di Gandersheim confessarono con orgoglio che il re e i suoi successi avevano ispirato le loro opere.
Vescovi come Gero di Colonia o Villigiso di Magonza gareggiarono nella costruzione di chiese e assunsero miniatori, orafi e fonditori di bronzo per rendere sempre più splendida la liturgia nelle loro chiese. L'arte ottoniana, che si sviluppò nello scambio e nella competizione tra vari centri, attinse alle tradizioni tardo antiche e carolinge e incorporò suggestioni bizantine contemporanee, senza che sia possibile delineare con precisione la parte delle varie influenze in ogni caso.

### Giudizi della storiografia medievale
Nel X secolo, l'importanza della scrittura come strumento di pratica di governo e comunicazione diminuì enormemente rispetto al periodo alto carolingio. Solo dalla metà del X secolo emersero tutta una serie di opere storiche con le opere di Vitichindo, Liutprando, Rosvita, le Vite di Matilde la Cronaca di Tietmaro, che erano principalmente dedicate alla casa regnante ottoniana. Gli autori legittimarono la regalità di Ottone con tre strategie: l'espressa volontà di Dio (elettio divina), il riconoscimento di Ottone da parte dei principes ecclesiastici e secolari e il rafforzamento del principio dinastico.
Lo storico ottoniano Vitichindo di Corvey è considerato un "testimone chiave" della storia di Ottone I. Con le Res gestae Saxonicae, scrisse una "storia dei Sassoni", che risale alla loro leggendaria presa delle terre nel VI secolo e presenta Ottone come un punto culminante nella storia dei Sassoni che superava tutto ciò che era stato prima. Per Vitichindo, Ottone era addirittura «capo di tutto il mondo» (totius orbis caput). Dedicò la sua opera alla figlia di Ottone, Matilde: pertanto doveva essere consapevole che il contenuto della sua opera sarebbe diventato noto al sovrano. Più volte sottolinea che la devotio (devozione) lo aveva guidato mentre scriveva, e chiede pietas (mitezza) degli alti lettori nel ricevere la sua opera. Ad esempio, Vitichindo iniziò il suo racconto su Federico di Magonza, che si era ribellato a Ottone, con l'implorante assicurazione: «Spiegare la causa della defezione e rivelare misteri reali (regalia mysteria) è cosa superiore a noi, pensiamo che la verità della storia sia sufficiente, e che qualunque modo in cui abbiamo peccato in questa parte, sia perdonabile». Tale modestia topos si trova spesso nella storiografia.
Così facendo, Vitichindo rivelò una sorprendente strategia di legittimazione, aggirando l'incoronazione imperiale e sviluppando, per così dire, un'"idea imperiale senza Roma". Al posto della sacralizzazione da parte del papa e l'incoronazione imperiale furono sostituite da un'acclamazione dell'imperatore da parte degli eserciti vittoriosi. La vittoria di Ottone a Lechfeld divenne l'atto effettivo di legittimazione del suo dominio. Oltre a questa idea dell'incoronazione imperiale nello stile degli antichi imperatori-soldati, Vitichindo mescolava anche idee germaniche e cristiane di governo ed eroismo. L'imperatore non è un sovrano universale, ma un rex gentium germanico, un re supremo sui popoli. Infine, lo storico loda le conquiste del lungo regno di Ottone I: «[Il popolo] ricordò che aveva governato con pietà paterna, li aveva liberati dai nemici, aveva vinto con le armi i superbi nemici Ungari, Saraceni, Danesi, slavi, aveva soggiogato l'Italia, aveva distrutto i sacrari degli dei nei popoli vicini, aveva costruito templi e ordini di ministri del culto».
Liutprando di Cremona era inizialmente al servizio di Berengario II di Ivrea. Dopo un alterco con lui, trovò rifugio presso Ottone e fu da lui nominato vescovo di Cremona nel 961. Nella sua opera principale, l'Antapodosis, Liutprando volle ritrarre le gesta di tutti i governanti d'Europa. Il titolo Antapodosis (latinizzamento del greco Ἀνταπόδοσις, che in italiano è traducibile con "Restituzione") indica anche una resa dei conti personale con il re Berengario, che Liutprando cerca di bollare come un tiranno. La regalità di Ottone è, per Liutprando, voluta da Dio (divina elettio). Enrico I era un umile sovrano che vinse la sua malattia e sconfisse i Magiari (933). Ottone I è il suo degno successore, che vince i suoi nemici sempre grazie all'aiuto di Dio. Liutprando conosceva la corte bizantina grazie a diverse ambasciate da lui intraprese. Il suo ritratto ironico della vita di corte bizantina serve la più grande gloria di Ottone ed era inteso come una contro-immagine per glorificare il suo dominio.
Per lo storico Tietmaro di Merseburgo, le conquiste fatte per la diocesi di Merseburgo era un criterio essenziale per valutare i governanti ottoniani. A circa quarant'anni dalla morte di Ottone, Tietmaro descrisse il suo regno con le parole: «Ai suoi tempi brillò davvero un'età dell'oro» (Temporibis suis aureum illuxit seculum) e celebrò Ottone come il sovrano più importante dai tempi di Carlo Magno.
Una caratteristica di tutte e tre le rappresentazioni è che mostrano Ottone come uno strumento di Dio, come un re che trae la sua forza dal fatto che cammina sulla strada giusta e può quindi contare sulla protezione e sull'aiuto di Dio. Nelle opere storiche scritte alla fine della sua vita o poco dopo, Ottone il Grande è solitamente stilizzato come un eroe. Le opere lodano i suoi successi, lodano la sua amministrazione e attestano in molti modi che possedeva tutte le qualità che un re dovrebbe possedere. Tuttavia, ci è pervenuto lo scritto di uno storico anonimo del periodo ottoniano che non solo critica Ottone, ma vede anche la sua vita terminata per vendetta divina. Questa rappresentazione proviene da Halberstadt, dove Ottone non fu perdonato per aver ridimensionato in modo significativo la diocesi di Halberstadt a favore della fondazione dell'arcidiocesi di Magdeburgo e della diocesi di Merseburgo.
Il soprannome "il Grande" è attestato almeno dalla metà del XII secolo attraverso la Cronaca di Ottone di Frisinga. Egli ritenne che Ottone aveva riportato il regno dai Longobardi ai "Franchi orientali tedeschi" (ad Teutonicos orientales Francos) e fu forse quindi chiamato il primo re dei Germani (rex Teutonicorum), anche se l'impero rimase franco, in cui solo la dinastia regnante era cambiata.
Alla fine del XIII secolo, il cronista domenicano Martino Polono definì Ottone il Grande il primo imperatore tedesco (primus imperator Theutonicum).

### Immagini storiche e prospettive di ricerca moderna
Il periodo degli ottoniani divenne il centro delle immagini storiche nazionali a partire dal XIX secolo. Gli storici hanno cercato le ragioni del ritardo della costruzione della nazione tedesca nel Medioevo. I regni di Enrico I e Ottone I furono considerati il primo Stato indipendente dei tedeschi e la vittoria di Ottone nella battaglia di Lechfeld nel 955 contro i Magiari, la conquista dell'Italia e l'acquisizione della corona imperiale nel 962 diedero alla Germania il primo posto tra le nazioni europee. Con l'istituzione dell'arcivescovado a Magdeburgo, Ottone iniziò anche l'Ostsiedlung. Per decenni, Enrico e Ottone furono considerati i fondatori del Reich tedesco nel Medioevo. È solo grazie alle ricerche degli ultimi decenni sulla costruzione della nazione che tali idee, un tempo considerate certe, sono ormai state superate. Oggi, i moderni studi medievali vedono l'Impero tedesco come il risultato di un processo che non era ancora completato nei secoli XI e XII.
Sotto l'aspetto degli interessi nazionali, la controversia Sybel-Ficker del XIX secolo contrapponeva la politica italiana alla Ostpolitik, che sarebbe stata disastrosa per la sua fissazione sull'Italia. La Ostpolitik storica è entrata in scena quando si è tentato di decidere la forma nazionale della Germania, la cosiddetta soluzione Grande Germania o Piccola Germania, sulla base di argomenti storici.
La disputa sulla politica imperiale tedesca nel Medioevo fu innescata nel 1859 da Wilhelm von Giesebrecht. Egli glorificò l'era imperiale come un «periodo in cui il nostro popolo, forte grazie all'unità, fiorì fino al suo più alto sviluppo di potenza, dove non solo disponeva liberamente del proprio destino, ma comandava anche altri popoli, dove l'uomo tedesco era il più rispettato nel mondo e il nome tedesco aveva il suono più pieno». Lo storico prussiano Heinrich von Sybel contraddisse energicamente Giesebrecht. Per Sybel, Ottone «un salvatore della Germania e dell'Europa dalla miseria desolata di un'epoca senza imperatori». Ma il Reich tedesco e la regalità tedesca «non crebbero alcuna salvezza dallo splendore imperiale così conquistato». Vedere l'espansione a est come l'obiettivo naturale del popolo tedesco era la sua esigenza principale. Secondo Sybel, Carlo Magno, Ottone il Grande, anche Federico Barbarossa non avrebbero promosso tale movimento, ma l'avrebbero incautamente messo a rischio, sperperando così il potere imperiale. Giesebrecht nel 1861 ribatté che la sua visione politica del mondo e la sua visione del passato differiscono da quella di Sybels solo nella direzione della bussola. Egli annoverava anche lo sviluppo del potere e l'influenza dominante sul mondo.
Nel 1861 Julius Ficker intervenne nella disputa degli storici e accusò Sybel di posizioni anacronistiche: una nazione tedesca non esisteva ancora ai tempi di Ottone; gli imperatori non sono da biasimare per il declino, ma piuttosto per l'eccessiva penetrazione del Barbarossa in Sicilia. Leopold von Ranke, invece, si tenne lontano dalla lite: Egli interpretò l'impero di Ottone più dal contrasto tra il mondo romano e quello germanico che dalla politica italiana o oriental-slava, essendo la prima rappresentata dalla Chiesa, mentre l'ultima dall'imperatore di Sassonia. Di conseguenza, nuovi approcci di ricerca e domande, come la storia culturale di Karl Lamprecht, non hanno ricevuto alcuna attenzione all'epoca. La disputa, in cui si alternarono le posizioni della Piccola o Grande Germania, prussiana o austriaca, protestante o cattolica, aprì anche prospettive europee.
Ernst Dümmler vide nel 1876, in quello che è ancora il suo resoconto più dettagliato del regno di Ottone, una «ripresa giovanile», un «viaggio nazionale» sotto questo imperatore che attraversava «il cuore del popolo» che «in quel momento cominciò per la prima volta [...] a chiamarsi tedesco e a sentirsi tedesco». La disputa degli storici divise la storiografia e modellò ancora i giudizi degli storici agli inizi del XX secolo: sebbene Heinrich Claß fosse pieno di «gioioso orgoglio» per il successo di Ottone nel 1926, tuttavia condannò la sua politica italiana come «fatale e gravida di sventure». Nel 1936 Robert Holtzmann dedicò la sua biografia di Ottone «al popolo tedesco» con l'osservazione che egli aveva «mostrato la via e la meta alla storia tedesca del Medioevo, non solo aveva iniziato l'era imperiale tedesca, ma l'aveva veramente dominata per i secoli a venire».
Nel periodo nazionalsocialista, "la riunione nazionale dei tedeschi" iniziò, per gli ideologi nazisti, sotto Enrico I, e sotto Ottone il Grande "il tentativo cosciente di elevazione e coltivazione nazionale". Questo tenore fu presto diffuso da tutti i centri di formazione del partito fino al Völkischer Beobachter. Al contrario, Heinrich Himmler e storici di orientamento prussiano come Franz Lüdtke o Alfred Thoss inizialmente volevano vedere solo il padre di Ottone, Enrico I, come il fondatore della nazione tedesca. Questo cambiò con l'Anschluss dell'Austria e la conseguente rivendicazione della "Grande Germania" al Reich. Albert Brackmann, lo storico più influente e più importante dell'epoca, scrisse, su invito di Himmler, subito dopo l'inizio della guerra, l'opera Krisis und Aufbau in Osteuropa. Ein weltgeschichtliches Bild (in italiano Crisi e ricostruzione nell'Europa orientale: un quadro storico mondiale), pubblicato dalla casa editrice delle SS Ahnenerbe nel 1939 e di cui 7 000 copie furono ordinate anche dalla Wehrmacht per scopi di addestramento. Il piano di Ottone di «subordinare l'intero mondo slavo» all'arcidiocesi di Magdeburgo viene presentato come «il piano più completo che uno statista tedesco abbia mai elaborato riguardo all'Est».
Adolf Hitler si unì alla valutazione di Sybel con una visione più favorevole di Ottone. Nel Mein Kampf nominò tre fenomeni essenziali e duraturi che erano emersi dal «mare di sangue» della storia tedesca: La conquista dell'Ostmark (l'Austria) che seguì la battaglia di Lechfeld, la conquista del territorio a est dell'Elba e la creazione dello stato di Brandeburgo-Prussia. Di conseguenza, chiamò "La direttiva militare per l'invasione dell'Austria dell'11 marzo 1938" il primo documento della sua attività come nuovo comandante in capo della Wehrmacht, "Unternehmen Otto", che si concluse con la direttiva di rinominare l'Austria "Ostmark" del 24 maggio 1938. Il nuovo capo di stato maggiore di Hitler, Franz Halder, non coinvolto nel "Unternehmen Otto", elaborò la campagna del 1940 contro l'Unione Sovietica come "Piano Otto". Per evitare duplicazioni, questo divenne "operazione Barbarossa".
Ancora nel 1962, in occasione del millenario dell'incoronazione, Leo Santifaller disse che Ottone aveva «una solida concezione di un forte stato tedesco globale», che era riuscito a «unificare l'impero all'interno e a respingere con successo gli attacchi nemici all'esterno, espandendo il territorio dell'impero ed estendendo la sfera di influenza tedesca su quasi tutta l'Europa - tanto che l'impero di Ottone I può essere descritto come un [...] tentativo di unificazione europea».
Tali toni di entusiasmo per una realizzazione nazionale nel X secolo, compreso il suo vertice europeo, sono oggi quasi del tutto taciuti nei circoli di studiosi. Dagli anni 1980, la prospettiva su Ottone I è cambiata in modo permanente. Gli studi medievali arrivarono a nuove intuizioni sul funzionamento della regalità medievale nel X secolo attraverso indagini sull'organizzazione del governo e sul significato dell'azione cerimoniale e simbolica. Nella doppia biografia di Gerd Althoff e Hagen Keller (1985), i primi due ottoniani, Enrico I e Ottone I, non sono più visti come simboli della prima potenza e grandezza della Germania, ma piuttosto come lontani rappresentanti di una società arcaica. Nel 2001 Johannes Laudage ha considerato il «cambiamento strutturale che Ottone I mirava all'interno della struttura di governo e che alla fine è stato anche largamente attuato» come una delle sue azioni più significative. Questo cambiamento consisteva essenzialmente in una più forte «accentuazione del suo potere decisionale e della sua autorità». Nel 1100º anniversario della nascita di Ottone, Matthias Becher ha presentato una biografia nel 2012: secondo lo studioso, «i successi di Ottone e l'acquisizione della corona imperiale [...] hanno comunque dato alla storia tedesca un impulso decisivo».

### Dopo Ottone a Magdeburgo

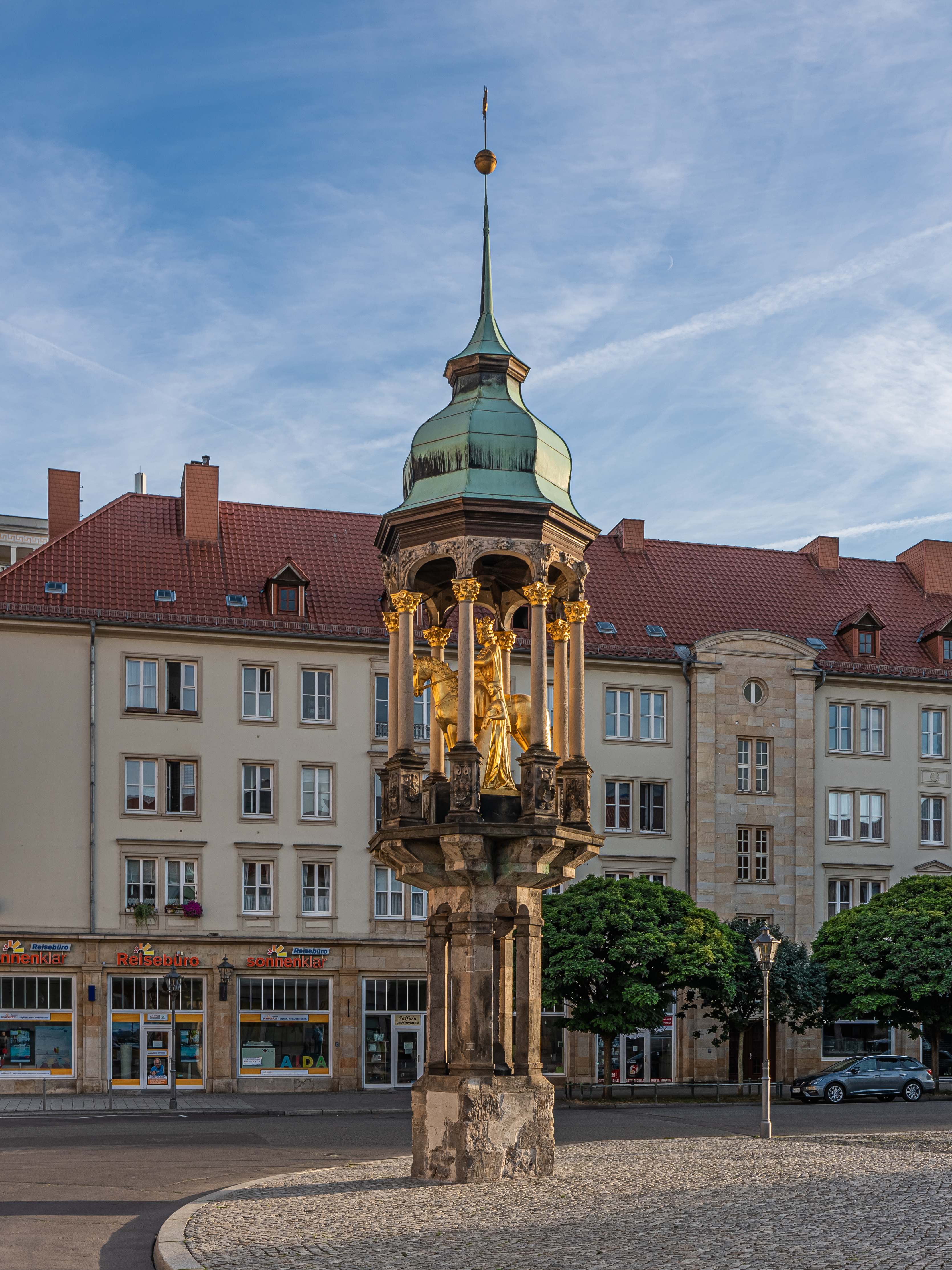
Cavaliere di Magdeburgo. Copia nel vecchio mercato di Magdeburgo del 1961 (dopo la nuova doratura nel 2000).

A differenza di Carlo Magno, Ottone non divenne mai una figura leggendaria e popolare e tutte le immagini create dal primo imperatore sassone dopo la sua morte sono legate a Magdeburgo. L'importanza di Magdeburgo per il regno di Ottone è evidente anche dalla frequenza dei suoi soggiorni: vari documenti e altre registrazioni scritte testimoniano che Ottone Magno visitò la città almeno ventitré volte durante la sua vita. Non ci sono prove di un soggiorno più frequente in nessun altro luogo. La commemorazione liturgica della salvezza di Ottone fu mantenuta per secoli dal capitolo della cattedrale di Magdeburgo. Tuttavia, non ci fu mai una elevazione a culto del santo.
Durante il regno dell'arcivescovo Arduico/Hartwig di Magdeburgo (1079-1102) furono coniate monete che mostrano da un lato una vista stilizzata della città con l'iscrizione + MAGAD(A)BVRG, dall'altro l'immagine di un arcivescovo identificato dal suo pastorale, ma attorniato dalla scritta OTTO IM(P) AVGV + (Otto imperator augustus). Queste monete sono associate al 150º anniversario dell'arcidiocesi di Magdeburgo.
Nel XII e ancora all'inizio del XIII secolo, sotto l'influenza della fonderia di Magdeburgo, furono prodotte le "ciotole Ottone", che furono ampiamente utilizzate nella zona dell'Elba-Saale e nella regione del Baltico meridionale. Di particolare pregio è una "ciotola Ottone" rinvenuta a Halle e datata intorno al 1200, al centro del quale si trova un medaglione raffigurante un uomo incoronato con l'iscrizione "OTTO". L'iscrizione HIER(RUSALEM V)ISIO PACIS ("Gerusalemme,, aspetto della Pace") suggerisce un collegamento contestuale con le idee della crociata. Nella Sassonia del XII secolo queste erano dirette soprattutto contro i vicini slavi pagani, a causa dei quali l'arcivescovado aveva perso gran parte delle sue diocesi suffraganee dopo la rivolta slava del 983.
Per la Sächsische Weltchronik (Cronaca mondiale sassone), che potrebbe essere stata scritta a Magdeburgo, l'impero di Ottone il Grande era uno dei nove eventi più importanti della storia mondiale dalla nascita di Cristo al 1229. Anche la tomba imperiale, che non era stata rialzata dal 1844, era importante per Magdeburgo. Secondo la sua iscrizione tombale, descritta nel 1501, Ottone il Grande era celebrato come “summus honor patriae”. Intorno al 1240, il Cavaliere di Magdeburgo, il più importante monumento postumo di Ottone il Grande, fu creato a Magdeburgo. La scultura raffigura quasi a grandezza naturale un sovrano alto medievale a cavallo. L'interpretazione della statua equestre, tuttavia, rimane controversa.
Per i cittadini di Magdeburgo, Ottone non era solo considerato il fondatore dell'arcivescovado, ma anche il fondatore della città e un grande elargitore di privilegi. Così, il monumento equestre è stato incluso molto presto in questo filone di significato. La città vedeva il cavaliere come un documento di pietra, un monumento ai privilegi di Ottone il Grande. Nella Schöppenchronik iniziata a metà del XIV secolo dall'impiegato del consiglio comunale Heinrich von Lammespringe, i privilegi concessi dall'imperatore Ottone sono commemorati nell'anno 938 sotto il titolo "Koning Otto gaf der stad Magdeborch water und weide" (Il re Ottone concesse alla città acqua e pascolo).
Per commemorare la fondazione di Magdeburgo, la città fece coniare nel 1622 delle monete che divennero note come i talleri "Hurenkarren" (carro delle prostitute) o "Venus" (Venere), che mostrano l'imperatore a cavallo in armatura con uno scettro.
Ottone fu ulteriormente onorato come primo signore della città nel tardo Medioevo fino a quando la città perse la sua indipendenza politica nell'abbazia di Berge nel 1666. Magdeburgo si affermò ora come città del Brandeburgo, più tardi nello Stato prussiano e città di guarnigione. Monumenti più popolari acquisirono importanza.
Fu solo nel XIX secolo che a Ottone furono dedicati di nuovo monumenti più significativi e trovò la sua strada nella letteratura, che si concentrò in particolare sulla componente psicologica delle lotte di Ottone contro i suoi parenti.
Sotto i governanti Federico Guglielmo III, Federico Guglielmo IV e Guglielmo I la cattedrale di Magdeburgo fu più volte rinnovata e restaurata. Anche il monumento equestre venne rinnovato e ricevette un'immagine neogotica in pietra arenaria. Nel 1858, durante la loro visita, i cittadini di Magdeburgo regalarono al principe ereditario e poi imperatore Federico III e alla sua neo-moglie Vittoria, figlia della regina britannica Vittoria, un trionfo da tavola che recava l'iscrizione "A voi la felicità di Editha e la fama di Otto per la salvezza vostra e del paese". Questo dono era destinato a commemorare il primo matrimonio del sovrano dei Franchi Orientali della casa sassone con la principessa anglosassone Edith.
Durante l'Impero tedesco, il Museo dell'imperatore Federico di Magdeburgo, inaugurato nel 1906, fu il momento culminante del ricevimento dell'imperatore Ottone a Magdeburgo. Uno dei pezzi forti del museo è la "Magdeburg Hall", in cui sono tematizzati alcuni momenti salienti della storia della città. Un murale di 120 metri quadrati del pittore storico Arthur Kampf mostra tre scene della vita di Ottone legate alla città: il dipinto di sinistra, intitolato "Ottone I e Edith gestiscono le fortificazioni di Magdeburgo", mostra Ottone, insieme alla sua prima moglie Edith, mentre si fa spiegare un piano da un capomastro in un cantiere. L'immagine centrale, intitolata "Ottone I entra a Magdeburgo come vincitore sugli slavi e i Venedi", raffigura un'entrata trionfale dell'imperatore nel Medioevo. Il terzo quadro, intitolato "Ottone I e Adelaide si congedano dalla tomba di Edith", mostra il sovrano poco prima della sua morte con la sua seconda moglie Adelaide.
Mentre sotto il nazionalsocialismo i luoghi di sepoltura di alcuni sovrani medievali in particolare, come la tomba imperiale salico nella cattedrale di Spira o la chiesa collegiata di Quedlinburg con la tomba del re Enrico I, furono o furono modificati strutturalmente in linea con l'ideologia nazionalsocialista, nella cattedrale di Magdeburgo non ci furono interventi su larga scala. Le sculture del cavaliere di Magdeburgo furono trasferite al sicuro nel bunker dell'Elba durante la seconda guerra mondiale per proteggerle dai bombardamenti. Nel 1961 il gruppo scultoreo del Cavaliere di Magdeburgo fu collocato nell'atrio del ricostruito Museo di Storia della Cultura. Una replica artistica realizzata da Heinrich Apel è stata dorata.
All'inizio del XXI secolo, tre mostre di Magdeburgo portarono Otto al centro dell'attenzione di un pubblico storicamente interessato e allo stesso tempo vi è stata un'intensificazione della ricerca. Nel 2001 il regno di Otto e il X secolo sono stati collocati in contesti europei e regionali alla mostra di Magdeburgo Otto der Große, Magdeburg und Europa. Duecento anni dopo la fine del Sacro Romano Impero, nel 2006, è stata allestita a Magdeburgo una mostra che ha coperto il periodo da Ottone il Grande alla fine del Medioevo. Nel 2012, in occasione del 1100º compleanno di Otto e del 1050º anniversario della sua incoronazione come imperatore nel 962, il Kulturhistorisches Museum Magdeburg ha allestito una mostra sull'impero del primo millennio. L'attenzione si è concentrata sulla storia delle origini dell'impero da Augusto al ristabilimento dell'Impero romano d'Occidente nel 962 su basi carolinge da parte di Ottone il Grande. Dal 2006 al 2010, gli scavi sono stati effettuati nella cattedrale di Magdeburgo e nei suoi dintorni, culminati nel 2008 con la scoperta delle ossa della prima moglie di Otto, Edith. Dal 2018, la città di Magdeburgo e lo stato della Sassonia-Anhalt hanno onorato Ottone con un proprio museo, il Dommuseum Ottonianum Magdeburg.

## Matrimoni e figli
Ottone ebbe una relazione, senza vincoli matrimoniali e all'età di sedici anni, con una nobile slava prigioniera, forse sorella del principe degli Evelli Tugumir e della principessa Drahomíra, madre di San Venceslao (quest'ultima sorella o zia di Tugumir e di questa principessa dal nome sconosciuto). Essi ebbero:
- Guglielmo (928-968), arcivescovo di Magonza dal 954 alla morte nel 968.

Dal primo matrimonio con Edith nel 929 ebbe:
- Liudolfo (930-957), duca di Svevia dal 950 al 954;
- Liutgarda (931-953), che sposò Corrado il Rosso duca di Lotaringia nel 947.

Dal secondo matrimonio con Adelaide di Borgogna nel 951 ebbe:
- Enrico (952/3-7 aprile, forse del 954), primogenito, morto infante[176][177];
- Bruno (953/4-8 settembre 957), morto infante[176][177];
- Ottone II (955-983), re dei Franchi Orientali dal 961 alla morte, re degli Italici dal 980 alla morte e Imperatore Romano dal 973 alla morte;
- Matilda, principessa-badessa di Quedlinburg dal 966 alla morte.

## Ascendenza
|                         |                         |                     | Genitori            |  |  | Nonni |  |  | Bisnonni             |  |  | Trisnonni |  |
|                         |                         |                     |                     |  |  |       |  |  | Liudolfo di Sassonia |  |  | Bruno     |  |
|                         |                         |                     |                     |  |  |       |  |  | Liudolfo di Sassonia |  |  | Bruno     |  |
|                         |                         | Gisla di Verla      |                     |  |  |       |  |  | Liudolfo di Sassonia |  |  |           |  |
| Ottone l'Illustre       |                         |                     |                     |  |  |       |  |  | Liudolfo di Sassonia |  |  |           |  |
|                         |                         | Oda Billung         | Billung             |  |  |       |  |  |                      |  |  |           |  |
|                         |                         | Oda Billung         | Billung             |  |  |       |  |  |                      |  |  |           |  |
|                         |                         | Oda Billung         | -                   |  |  |       |  |  |                      |  |  |           |  |
| Enrico l'Uccellatore    |                         | Oda Billung         |                     |  |  |       |  |  |                      |  |  |           |  |
|                         |                         | Enrico di Franconia | -                   |  |  |       |  |  |                      |  |  |           |  |
|                         |                         | Enrico di Franconia | -                   |  |  |       |  |  |                      |  |  |           |  |
|                         |                         | Enrico di Franconia | -                   |  |  |       |  |  |                      |  |  |           |  |
| Edvige di Babenberg     |                         | Enrico di Franconia |                     |  |  |       |  |  |                      |  |  |           |  |
|                         |                         | Ingeltrude          | Eberardo del Friuli |  |  |       |  |  |                      |  |  |           |  |
|                         |                         | Ingeltrude          | Eberardo del Friuli |  |  |       |  |  |                      |  |  |           |  |
|                         |                         | Ingeltrude          | Gisella             |  |  |       |  |  |                      |  |  |           |  |
| Ottone I di Sassonia    |                         | Ingeltrude          |                     |  |  |       |  |  |                      |  |  |           |  |
|                         | Reginhart di Ringelheim | -                   |                     |  |  |       |  |  |                      |  |  |           |  |
|                         | Reginhart di Ringelheim | -                   |                     |  |  |       |  |  |                      |  |  |           |  |
|                         | Reginhart di Ringelheim | -                   |                     |  |  |       |  |  |                      |  |  |           |  |
| Teodorico di Ringelheim | Reginhart di Ringelheim |                     |                     |  |  |       |  |  |                      |  |  |           |  |
|                         |                         | Matilda             | -                   |  |  |       |  |  |                      |  |  |           |  |
|                         |                         | Matilda             | -                   |  |  |       |  |  |                      |  |  |           |  |
|                         |                         | Matilda             | -                   |  |  |       |  |  |                      |  |  |           |  |
| Matilde di Ringelheim   |                         | Matilda             |                     |  |  |       |  |  |                      |  |  |           |  |
|                         |                         | -                   | -                   |  |  |       |  |  |                      |  |  |           |  |
|                         |                         | -                   | -                   |  |  |       |  |  |                      |  |  |           |  |
|                         |                         | -                   | -                   |  |  |       |  |  |                      |  |  |           |  |
| Reinilde di Godefrid    |                         | -                   |                     |  |  |       |  |  |                      |  |  |           |  |
|                         |                         | -                   | -                   |  |  |       |  |  |                      |  |  |           |  |
|                         |                         | -                   | -                   |  |  |       |  |  |                      |  |  |           |  |
|                         |                         | -                   | -                   |  |  |       |  |  |                      |  |  |           |  |
|                         |                         | -                   |                     |  |  |       |  |  |                      |  |  |           |  |

### Relazioni dinastiche franche
| Arnolfingi | Arnolfingi | Arnolfingi | Arnolfingi | Arnolfingi | Arnolfingi | Pipinidi | Pipinidi | Pipinidi | Pipinidi | Pipinidi | Pipinidi | Merovingi | Merovingi | Merovingi | Merovingi | Merovingi | Merovingi | Robertingi | Robertingi | Robertingi | Robertingi | Robertingi | Robertingi | Carolingi | Carolingi | Carolingi | Carolingi | Carolingi | Carolingi | Geroldini | Geroldini | Geroldini | Geroldini | Geroldini | Geroldini | Welfen | Welfen | Welfen | Welfen | Welfen | Welfen | Unrochingi | Unrochingi | Unrochingi | Unrochingi | Unrochingi | Unrochingi | Popponidi | Popponidi | Popponidi | Popponidi | Popponidi | Popponidi | Ottoniani | Ottoniani | Ottoniani | Ottoniani | Ottoniani | Ottoniani | Capetingi | Capetingi | Capetingi | Capetingi | Capetingi | Capetingi |  |  |

| Imperator Romanorum (Impero carolingio) | Imperator Romanorum (Impero carolingio) | Imperator Romanorum (Impero carolingio) | Imperator Romanorum (Impero carolingio) | Imperator Romanorum (Impero carolingio) | Imperator Romanorum (Impero carolingio) | Imperator Romanorum (Sacro Romano Impero) | Imperator Romanorum (Sacro Romano Impero) | Imperator Romanorum (Sacro Romano Impero) | Imperator Romanorum (Sacro Romano Impero) | Imperator Romanorum (Sacro Romano Impero) | Imperator Romanorum (Sacro Romano Impero) |  |  |

|  |  |  |  |  |  |  |  |                           |                           |                           |                           |                                |                                |                                |                                |                                 |                                 |                                 |                                 |                                 |                                 |                           |                           |                                        |                                        |                                        |                                        |                                        |                                        |                                |                                |                           |                           |                                 |                                 |                                 |                                 |                                 |                                 |                                |                                |                                |                                |                             |                             |                             |                             |                              |                              |                              |                              |                              |                              |                               |                             |                             |                             |                            |                            |                            |                            |  |  |  |  |  |  |  |  |  |  |  |  |
|  |  |  |  |  |  |  |  |                           |                           |                           |                           |                                |                                |                                |                                |                                 |                                 |                                 |                                 |                                 |                                 |                           |                           |                                        |                                        |                                        |                                        |                                        |                                        |                                |                                | Arnolfo di Metz *582 †641 | Arnolfo di Metz *582 †641 | Arnolfo di Metz *582 †641       | Arnolfo di Metz *582 †641       | Arnolfo di Metz *582 †641       | Arnolfo di Metz *582 †641       |                                 |                                 | Doda di Metz *? †?             | Doda di Metz *? †?             | Doda di Metz *? †?             | Doda di Metz *? †?             | Doda di Metz *? †?          | Doda di Metz *? †?          |                             |                             | Pipino di Landen *? †640/647 | Pipino di Landen *? †640/647 | Pipino di Landen *? †640/647 | Pipino di Landen *? †640/647 | Pipino di Landen *? †640/647 | Pipino di Landen *? †640/647 |                               |                             | Itta di Nivelles *592 †657  | Itta di Nivelles *592 †657  | Itta di Nivelles *592 †657 | Itta di Nivelles *592 †657 | Itta di Nivelles *592 †657 | Itta di Nivelles *592 †657 |  |  |  |  |  |  |  |  |  |  |  |  |
|  |  |  |  |  |  |  |  |                           |                           |                           |                           |                                |                                |                                |                                |                                 |                                 |                                 |                                 |                                 |                                 |                           |                           |                                        |                                        |                                        |                                        |                                        |                                        |                                |                                | Arnolfo di Metz *582 †641 | Arnolfo di Metz *582 †641 | Arnolfo di Metz *582 †641       | Arnolfo di Metz *582 †641       | Arnolfo di Metz *582 †641       | Arnolfo di Metz *582 †641       |                                 |                                 | Doda di Metz *? †?             | Doda di Metz *? †?             | Doda di Metz *? †?             | Doda di Metz *? †?             | Doda di Metz *? †?          | Doda di Metz *? †?          |                             |                             | Pipino di Landen *? †640/647 | Pipino di Landen *? †640/647 | Pipino di Landen *? †640/647 | Pipino di Landen *? †640/647 | Pipino di Landen *? †640/647 | Pipino di Landen *? †640/647 |                               |                             | Itta di Nivelles *592 †657  | Itta di Nivelles *592 †657  | Itta di Nivelles *592 †657 | Itta di Nivelles *592 †657 | Itta di Nivelles *592 †657 | Itta di Nivelles *592 †657 |  |  |  |  |  |  |  |  |  |  |  |  |
|  |  |  |  |  |  |  |  |                           |                           |                           |                           |                                |                                |                                |                                |                                 |                                 |                                 |                                 |                                 |                                 |                           |                           |                                        |                                        |                                        |                                        |                                        |                                        |                                |                                |                           |                           |                                 |                                 |                                 |                                 |                                 |                                 |                                |                                |                                |                                |                             |                             |                             |                             |                              |                              |                              |                              |                              |                              |                               |                             |                             |                             |                            |                            |                            |                            |  |  |  |  |  |  |  |  |  |  |  |  |
|  |  |  |  |  |  |  |  |                           |                           |                           |                           |                                |                                |                                |                                |                                 |                                 | Teodorico III *~651 †~691       | Teodorico III *~651 †~691       | Teodorico III *~651 †~691       | Teodorico III *~651 †~691       | Teodorico III *~651 †~691 | Teodorico III *~651 †~691 |                                        |                                        |                                        |                                        |                                        |                                        |                                |                                |                           |                           |                                 |                                 | Ansegiso *612 †685              | Ansegiso *612 †685              | Ansegiso *612 †685              | Ansegiso *612 †685              | Ansegiso *612 †685             | Ansegiso *612 †685             |                                |                                |                             |                             |                             |                             |                              |                              |                              |                              | Begga di Andenne *~615 †698  | Begga di Andenne *~615 †698  | Begga di Andenne *~615 †698   | Begga di Andenne *~615 †698 | Begga di Andenne *~615 †698 | Begga di Andenne *~615 †698 |                            |                            |                            |                            |  |  |  |  |  |  |  |  |  |  |  |  |
|  |  |  |  |  |  |  |  |                           |                           |                           |                           |                                |                                |                                |                                |                                 |                                 | Teodorico III *~651 †~691       | Teodorico III *~651 †~691       | Teodorico III *~651 †~691       | Teodorico III *~651 †~691       | Teodorico III *~651 †~691 | Teodorico III *~651 †~691 |                                        |                                        |                                        |                                        |                                        |                                        |                                |                                |                           |                           |                                 |                                 | Ansegiso *612 †685              | Ansegiso *612 †685              | Ansegiso *612 †685              | Ansegiso *612 †685              | Ansegiso *612 †685             | Ansegiso *612 †685             |                                |                                |                             |                             |                             |                             |                              |                              |                              |                              | Begga di Andenne *~615 †698  | Begga di Andenne *~615 †698  | Begga di Andenne *~615 †698   | Begga di Andenne *~615 †698 | Begga di Andenne *~615 †698 | Begga di Andenne *~615 †698 |                            |                            |                            |                            |  |  |  |  |  |  |  |  |  |  |  |  |
|  |  |  |  |  |  |  |  |                           |                           |                           |                           |                                |                                |                                |                                |                                 |                                 |                                 |                                 |                                 |                                 |                           |                           |                                        |                                        |                                        |                                        |                                        |                                        |                                |                                |                           |                           |                                 |                                 |                                 |                                 |                                 |                                 |                                |                                |                                |                                |                             |                             |                             |                             |                              |                              |                              |                              |                              |                              |                               |                             |                             |                             |                            |                            |                            |                            |  |  |  |  |  |  |  |  |  |  |  |  |
|  |  |  |  |  |  |  |  |                           |                           |                           |                           |                                |                                |                                |                                |                                 |                                 | Clotilde *~670                  | Clotilde *~670                  | Clotilde *~670                  | Clotilde *~670                  | Clotilde *~670            | Clotilde *~670            |                                        |                                        | Lamberto II di Hesbaye fl. 741         | Lamberto II di Hesbaye fl. 741         | Lamberto II di Hesbaye fl. 741         | Lamberto II di Hesbaye fl. 741         | Lamberto II di Hesbaye fl. 741 | Lamberto II di Hesbaye fl. 741 |                           |                           |                                 |                                 |                                 |                                 |                                 |                                 |                                |                                |                                |                                | Pipino di Herstal *635 †714 | Pipino di Herstal *635 †714 | Pipino di Herstal *635 †714 | Pipino di Herstal *635 †714 | Pipino di Herstal *635 †714  | Pipino di Herstal *635 †714  |                              |                              |                              |                              |                               |                             |                             |                             |                            |                            |                            |                            |  |  |  |  |  |  |  |  |  |  |  |  |
|  |  |  |  |  |  |  |  |                           |                           |                           |                           |                                |                                |                                |                                |                                 |                                 | Clotilde *~670                  | Clotilde *~670                  | Clotilde *~670                  | Clotilde *~670                  | Clotilde *~670            | Clotilde *~670            |                                        |                                        | Lamberto II di Hesbaye fl. 741         | Lamberto II di Hesbaye fl. 741         | Lamberto II di Hesbaye fl. 741         | Lamberto II di Hesbaye fl. 741         | Lamberto II di Hesbaye fl. 741 | Lamberto II di Hesbaye fl. 741 |                           |                           |                                 |                                 |                                 |                                 |                                 |                                 |                                |                                |                                |                                | Pipino di Herstal *635 †714 | Pipino di Herstal *635 †714 | Pipino di Herstal *635 †714 | Pipino di Herstal *635 †714 | Pipino di Herstal *635 †714  | Pipino di Herstal *635 †714  |                              |                              |                              |                              |                               |                             |                             |                             |                            |                            |                            |                            |  |  |  |  |  |  |  |  |  |  |  |  |
|  |  |  |  |  |  |  |  |                           |                           |                           |                           |                                |                                |                                |                                |                                 |                                 |                                 |                                 |                                 |                                 |                           |                           |                                        |                                        |                                        |                                        |                                        |                                        |                                |                                |                           |                           |                                 |                                 |                                 |                                 |                                 |                                 |                                |                                |                                |                                |                             |                             |                             |                             |                              |                              |                              |                              |                              |                              |                               |                             |                             |                             |                            |                            |                            |                            |  |  |  |  |  |  |  |  |  |  |  |  |
|  |  |  |  |  |  |  |  |                           |                           |                           |                           |                                |                                |                                |                                |                                 |                                 |                                 |                                 |                                 |                                 |                           |                           |                                        |                                        |                                        |                                        |                                        |                                        |                                |                                |                           |                           |                                 |                                 |                                 |                                 |                                 |                                 |                                |                                |                                |                                |                             |                             |                             |                             |                              |                              |                              |                              |                              |                              |                               |                             |                             |                             |                            |                            |                            |                            |  |  |  |  |  |  |  |  |  |  |  |  |
|  |  |  |  |  |  |  |  | Roberto I fl. 764         | Roberto I fl. 764         | Roberto I fl. 764         | Roberto I fl. 764         | Roberto I fl. 764              | Roberto I fl. 764              |                                |                                |                                 |                                 |                                 |                                 |                                 |                                 |                           |                           |                                        |                                        |                                        |                                        |                                        |                                        |                                |                                |                           |                           |                                 |                                 | Rotrude di Treviri *~690 †725   | Rotrude di Treviri *~690 †725   | Rotrude di Treviri *~690 †725   | Rotrude di Treviri *~690 †725   | Rotrude di Treviri *~690 †725  | Rotrude di Treviri *~690 †725  |                                |                                | Carlo Martello *689 †741    | Carlo Martello *689 †741    | Carlo Martello *689 †741    | Carlo Martello *689 †741    | Carlo Martello *689 †741     | Carlo Martello *689 †741     |                              |                              |                              |                              |                               |                             |                             |                             |                            |                            |                            |                            |  |  |  |  |  |  |  |  |  |  |  |  |
|  |  |  |  |  |  |  |  | Roberto I fl. 764         | Roberto I fl. 764         | Roberto I fl. 764         | Roberto I fl. 764         | Roberto I fl. 764              | Roberto I fl. 764              |                                |                                |                                 |                                 |                                 |                                 |                                 |                                 |                           |                           |                                        |                                        |                                        |                                        |                                        |                                        |                                |                                |                           |                           |                                 |                                 | Rotrude di Treviri *~690 †725   | Rotrude di Treviri *~690 †725   | Rotrude di Treviri *~690 †725   | Rotrude di Treviri *~690 †725   | Rotrude di Treviri *~690 †725  | Rotrude di Treviri *~690 †725  |                                |                                | Carlo Martello *689 †741    | Carlo Martello *689 †741    | Carlo Martello *689 †741    | Carlo Martello *689 †741    | Carlo Martello *689 †741     | Carlo Martello *689 †741     |                              |                              |                              |                              |                               |                             |                             |                             |                            |                            |                            |                            |  |  |  |  |  |  |  |  |  |  |  |  |
|  |  |  |  |  |  |  |  |                           |                           |                           |                           |                                |                                |                                |                                |                                 |                                 |                                 |                                 |                                 |                                 |                           |                           |                                        |                                        |                                        |                                        |                                        |                                        |                                |                                |                           |                           |                                 |                                 |                                 |                                 |                                 |                                 |                                |                                |                                |                                |                             |                             |                             |                             |                              |                              |                              |                              |                              |                              |                               |                             |                             |                             |                            |                            |                            |                            |  |  |  |  |  |  |  |  |  |  |  |  |
|  |  |  |  |  |  |  |  | Turimberto *? † post 770  | Turimberto *? † post 770  | Turimberto *? † post 770  | Turimberto *? † post 770  | Turimberto *? † post 770       | Turimberto *? † post 770       |                                |                                |                                 |                                 |                                 |                                 |                                 |                                 |                           |                           | Geroldo di Vintzgau *? † post 784/798  | Geroldo di Vintzgau *? † post 784/798  | Geroldo di Vintzgau *? † post 784/798  | Geroldo di Vintzgau *? † post 784/798  | Geroldo di Vintzgau *? † post 784/798  | Geroldo di Vintzgau *? † post 784/798  |                                |                                |                           |                           |                                 |                                 |                                 |                                 |                                 |                                 | Pipino il Breve *714 †768      | Pipino il Breve *714 †768      | Pipino il Breve *714 †768      | Pipino il Breve *714 †768      | Pipino il Breve *714 †768   | Pipino il Breve *714 †768   |                             |                             |                              |                              |                              |                              |                              |                              |                               |                             |                             |                             |                            |                            |                            |                            |  |  |  |  |  |  |  |  |  |  |  |  |
|  |  |  |  |  |  |  |  | Turimberto *? † post 770  | Turimberto *? † post 770  | Turimberto *? † post 770  | Turimberto *? † post 770  | Turimberto *? † post 770       | Turimberto *? † post 770       |                                |                                |                                 |                                 |                                 |                                 |                                 |                                 |                           |                           | Geroldo di Vintzgau *? † post 784/798  | Geroldo di Vintzgau *? † post 784/798  | Geroldo di Vintzgau *? † post 784/798  | Geroldo di Vintzgau *? † post 784/798  | Geroldo di Vintzgau *? † post 784/798  | Geroldo di Vintzgau *? † post 784/798  |                                |                                |                           |                           |                                 |                                 |                                 |                                 |                                 |                                 | Pipino il Breve *714 †768      | Pipino il Breve *714 †768      | Pipino il Breve *714 †768      | Pipino il Breve *714 †768      | Pipino il Breve *714 †768   | Pipino il Breve *714 †768   |                             |                             |                              |                              |                              |                              |                              |                              |                               |                             |                             |                             |                            |                            |                            |                            |  |  |  |  |  |  |  |  |  |  |  |  |
|  |  |  |  |  |  |  |  |                           |                           |                           |                           |                                |                                |                                |                                |                                 |                                 |                                 |                                 |                                 |                                 |                           |                           |                                        |                                        |                                        |                                        |                                        |                                        |                                |                                |                           |                           |                                 |                                 |                                 |                                 |                                 |                                 |                                |                                |                                |                                |                             |                             |                             |                             |                              |                              |                              |                              |                              |                              |                               |                             |                             |                             |                            |                            |                            |                            |  |  |  |  |  |  |  |  |  |  |  |  |
|  |  |  |  |  |  |  |  | Roberto II *770 †807      | Roberto II *770 †807      | Roberto II *770 †807      | Roberto II *770 †807      | Roberto II *770 †807           | Roberto II *770 †807           |                                |                                | Adriano d'Orléans *? † ante 821 | Adriano d'Orléans *? † ante 821 | Adriano d'Orléans *? † ante 821 | Adriano d'Orléans *? † ante 821 | Adriano d'Orléans *? † ante 821 | Adriano d'Orléans *? † ante 821 |                           |                           |                                        |                                        |                                        |                                        |                                        |                                        |                                |                                | Ildegarda *758 †783       | Ildegarda *758 †783       | Ildegarda *758 †783             | Ildegarda *758 †783             | Ildegarda *758 †783             | Ildegarda *758 †783             |                                 |                                 | Carlo Magno *742 †814          | Carlo Magno *742 †814          | Carlo Magno *742 †814          | Carlo Magno *742 †814          | Carlo Magno *742 †814       | Carlo Magno *742 †814       |                             |                             |                              |                              |                              |                              | Guelfo I *? †824/825         | Guelfo I *? †824/825         | Guelfo I *? †824/825          | Guelfo I *? †824/825        | Guelfo I *? †824/825        | Guelfo I *? †824/825        |                            |                            |                            |                            |  |  |  |  |  |  |  |  |  |  |  |  |
|  |  |  |  |  |  |  |  | Roberto II *770 †807      | Roberto II *770 †807      | Roberto II *770 †807      | Roberto II *770 †807      | Roberto II *770 †807           | Roberto II *770 †807           |                                |                                | Adriano d'Orléans *? † ante 821 | Adriano d'Orléans *? † ante 821 | Adriano d'Orléans *? † ante 821 | Adriano d'Orléans *? † ante 821 | Adriano d'Orléans *? † ante 821 | Adriano d'Orléans *? † ante 821 |                           |                           |                                        |                                        |                                        |                                        |                                        |                                        |                                |                                | Ildegarda *758 †783       | Ildegarda *758 †783       | Ildegarda *758 †783             | Ildegarda *758 †783             | Ildegarda *758 †783             | Ildegarda *758 †783             |                                 |                                 | Carlo Magno *742 †814          | Carlo Magno *742 †814          | Carlo Magno *742 †814          | Carlo Magno *742 †814          | Carlo Magno *742 †814       | Carlo Magno *742 †814       |                             |                             |                              |                              |                              |                              | Guelfo I *? †824/825         | Guelfo I *? †824/825         | Guelfo I *? †824/825          | Guelfo I *? †824/825        | Guelfo I *? †824/825        | Guelfo I *? †824/825        |                            |                            |                            |                            |  |  |  |  |  |  |  |  |  |  |  |  |
|  |  |  |  |  |  |  |  |                           |                           |                           |                           |                                |                                |                                |                                |                                 |                                 |                                 |                                 |                                 |                                 |                           |                           |                                        |                                        |                                        |                                        |                                        |                                        |                                |                                |                           |                           |                                 |                                 |                                 |                                 |                                 |                                 |                                |                                |                                |                                |                             |                             |                             |                             |                              |                              |                              |                              |                              |                              |                               |                             |                             |                             |                            |                            |                            |                            |  |  |  |  |  |  |  |  |  |  |  |  |
|  |  |  |  |  |  |  |  |                           |                           |                           |                           |                                |                                |                                |                                |                                 |                                 |                                 |                                 |                                 |                                 |                           |                           |                                        |                                        |                                        |                                        |                                        |                                        |                                |                                |                           |                           |                                 |                                 |                                 |                                 |                                 |                                 |                                |                                |                                |                                |                             |                             |                             |                             |                              |                              |                              |                              |                              |                              |                               |                             |                             |                             |                            |                            |                            |                            |  |  |  |  |  |  |  |  |  |  |  |  |
|  |  |  |  |  |  |  |  | Roberto III *781/790 †834 | Roberto III *781/790 †834 | Roberto III *781/790 †834 | Roberto III *781/790 †834 | Roberto III *781/790 †834      | Roberto III *781/790 †834      |                                |                                | Wiltrude *795 †834              | Wiltrude *795 †834              | Wiltrude *795 †834              | Wiltrude *795 †834              | Wiltrude *795 †834              | Wiltrude *795 †834              |                           |                           | Pipino d'Italia *777 †810              | Pipino d'Italia *777 †810              | Pipino d'Italia *777 †810              | Pipino d'Italia *777 †810              | Pipino d'Italia *777 †810              | Pipino d'Italia *777 †810              |                                |                                |                           |                           |                                 |                                 |                                 |                                 |                                 |                                 |                                |                                |                                |                                | Ludovico il Pio *778 †840   | Ludovico il Pio *778 †840   | Ludovico il Pio *778 †840   | Ludovico il Pio *778 †840   | Ludovico il Pio *778 †840    | Ludovico il Pio *778 †840    |                              |                              | Giuditta *800/805 †843       | Giuditta *800/805 †843       | Giuditta *800/805 †843        | Giuditta *800/805 †843      | Giuditta *800/805 †843      | Giuditta *800/805 †843      |                            |                            |                            |                            |  |  |  |  |  |  |  |  |  |  |  |  |
|  |  |  |  |  |  |  |  | Roberto III *781/790 †834 | Roberto III *781/790 †834 | Roberto III *781/790 †834 | Roberto III *781/790 †834 | Roberto III *781/790 †834      | Roberto III *781/790 †834      |                                |                                | Wiltrude *795 †834              | Wiltrude *795 †834              | Wiltrude *795 †834              | Wiltrude *795 †834              | Wiltrude *795 †834              | Wiltrude *795 †834              |                           |                           | Pipino d'Italia *777 †810              | Pipino d'Italia *777 †810              | Pipino d'Italia *777 †810              | Pipino d'Italia *777 †810              | Pipino d'Italia *777 †810              | Pipino d'Italia *777 †810              |                                |                                |                           |                           |                                 |                                 |                                 |                                 |                                 |                                 |                                |                                |                                |                                | Ludovico il Pio *778 †840   | Ludovico il Pio *778 †840   | Ludovico il Pio *778 †840   | Ludovico il Pio *778 †840   | Ludovico il Pio *778 †840    | Ludovico il Pio *778 †840    |                              |                              | Giuditta *800/805 †843       | Giuditta *800/805 †843       | Giuditta *800/805 †843        | Giuditta *800/805 †843      | Giuditta *800/805 †843      | Giuditta *800/805 †843      |                            |                            |                            |                            |  |  |  |  |  |  |  |  |  |  |  |  |
|  |  |  |  |  |  |  |  |                           |                           |                           |                           |                                |                                |                                |                                |                                 |                                 |                                 |                                 |                                 |                                 |                           |                           |                                        |                                        |                                        |                                        |                                        |                                        |                                |                                |                           |                           |                                 |                                 |                                 |                                 |                                 |                                 |                                |                                |                                |                                |                             |                             |                             |                             |                              |                              |                              |                              |                              |                              |                               |                             |                             |                             |                            |                            |                            |                            |  |  |  |  |  |  |  |  |  |  |  |  |
|  |  |  |  |  |  |  |  |                           |                           |                           |                           |                                |                                |                                |                                |                                 |                                 |                                 |                                 |                                 |                                 |                           |                           |                                        |                                        |                                        |                                        |                                        |                                        |                                |                                |                           |                           |                                 |                                 |                                 |                                 |                                 |                                 |                                |                                |                                |                                |                             |                             |                             |                             |                              |                              |                              |                              |                              |                              |                               |                             |                             |                             |                            |                            |                            |                            |  |  |  |  |  |  |  |  |  |  |  |  |
|  |  |  |  |  |  |  |  |                           |                           |                           |                           |                                |                                |                                |                                |                                 |                                 |                                 |                                 |                                 |                                 |                           |                           | Bernardo d'Italia *797 †818            | Bernardo d'Italia *797 †818            | Bernardo d'Italia *797 †818            | Bernardo d'Italia *797 †818            | Bernardo d'Italia *797 †818            | Bernardo d'Italia *797 †818            |                                |                                |                           |                           | Eberardo del Friuli *~820 †866  | Eberardo del Friuli *~820 †866  | Eberardo del Friuli *~820 †866  | Eberardo del Friuli *~820 †866  | Eberardo del Friuli *~820 †866  | Eberardo del Friuli *~820 †866  |                                |                                | Gisella *818/820 †876          | Gisella *818/820 †876          | Gisella *818/820 †876       | Gisella *818/820 †876       | Gisella *818/820 †876       | Gisella *818/820 †876       |                              |                              |                              |                              |                              |                              | Carlo il Calvo *823 †877      | Carlo il Calvo *823 †877    | Carlo il Calvo *823 †877    | Carlo il Calvo *823 †877    | Carlo il Calvo *823 †877   | Carlo il Calvo *823 †877   |                            |                            |  |  |  |  |  |  |  |  |  |  |  |  |
|  |  |  |  |  |  |  |  |                           |                           |                           |                           |                                |                                |                                |                                |                                 |                                 |                                 |                                 |                                 |                                 |                           |                           | Bernardo d'Italia *797 †818            | Bernardo d'Italia *797 †818            | Bernardo d'Italia *797 †818            | Bernardo d'Italia *797 †818            | Bernardo d'Italia *797 †818            | Bernardo d'Italia *797 †818            |                                |                                |                           |                           | Eberardo del Friuli *~820 †866  | Eberardo del Friuli *~820 †866  | Eberardo del Friuli *~820 †866  | Eberardo del Friuli *~820 †866  | Eberardo del Friuli *~820 †866  | Eberardo del Friuli *~820 †866  |                                |                                | Gisella *818/820 †876          | Gisella *818/820 †876          | Gisella *818/820 †876       | Gisella *818/820 †876       | Gisella *818/820 †876       | Gisella *818/820 †876       |                              |                              |                              |                              |                              |                              | Carlo il Calvo *823 †877      | Carlo il Calvo *823 †877    | Carlo il Calvo *823 †877    | Carlo il Calvo *823 †877    | Carlo il Calvo *823 †877   | Carlo il Calvo *823 †877   |                            |                            |  |  |  |  |  |  |  |  |  |  |  |  |
|  |  |  |  |  |  |  |  |                           |                           |                           |                           |                                |                                |                                |                                |                                 |                                 |                                 |                                 |                                 |                                 |                           |                           |                                        |                                        |                                        |                                        |                                        |                                        |                                |                                |                           |                           |                                 |                                 |                                 |                                 |                                 |                                 |                                |                                |                                |                                |                             |                             |                             |                             |                              |                              |                              |                              |                              |                              |                               |                             |                             |                             |                            |                            |                            |                            |  |  |  |  |  |  |  |  |  |  |  |  |
|  |  |  |  |  |  |  |  |                           |                           |                           |                           |                                |                                |                                |                                |                                 |                                 |                                 |                                 |                                 |                                 |                           |                           | Pipino I di Vermandois *~815 †post 850 | Pipino I di Vermandois *~815 †post 850 | Pipino I di Vermandois *~815 †post 850 | Pipino I di Vermandois *~815 †post 850 | Pipino I di Vermandois *~815 †post 850 | Pipino I di Vermandois *~815 †post 850 |                                |                                |                           |                           |                                 |                                 |                                 |                                 | Ingeltrude *? †?                | Ingeltrude *? †?                | Ingeltrude *? †?               | Ingeltrude *? †?               | Ingeltrude *? †?               | Ingeltrude *? †?               |                             |                             | Enrico di Franconia *? †886 | Enrico di Franconia *? †886 | Enrico di Franconia *? †886  | Enrico di Franconia *? †886  | Enrico di Franconia *? †886  | Enrico di Franconia *? †886  |                              |                              |                               |                             |                             |                             |                            |                            |                            |                            |  |  |  |  |  |  |  |  |  |  |  |  |
|  |  |  |  |  |  |  |  |                           |                           |                           |                           |                                |                                |                                |                                |                                 |                                 |                                 |                                 |                                 |                                 |                           |                           | Pipino I di Vermandois *~815 †post 850 | Pipino I di Vermandois *~815 †post 850 | Pipino I di Vermandois *~815 †post 850 | Pipino I di Vermandois *~815 †post 850 | Pipino I di Vermandois *~815 †post 850 | Pipino I di Vermandois *~815 †post 850 |                                |                                |                           |                           |                                 |                                 |                                 |                                 | Ingeltrude *? †?                | Ingeltrude *? †?                | Ingeltrude *? †?               | Ingeltrude *? †?               | Ingeltrude *? †?               | Ingeltrude *? †?               |                             |                             | Enrico di Franconia *? †886 | Enrico di Franconia *? †886 | Enrico di Franconia *? †886  | Enrico di Franconia *? †886  | Enrico di Franconia *? †886  | Enrico di Franconia *? †886  |                              |                              |                               |                             |                             |                             |                            |                            |                            |                            |  |  |  |  |  |  |  |  |  |  |  |  |
|  |  |  |  |  |  |  |  |                           |                           |                           |                           |                                |                                |                                |                                |                                 |                                 |                                 |                                 |                                 |                                 |                           |                           |                                        |                                        |                                        |                                        |                                        |                                        |                                |                                |                           |                           |                                 |                                 |                                 |                                 |                                 |                                 |                                |                                |                                |                                |                             |                             |                             |                             |                              |                              |                              |                              |                              |                              | Luigi II di Francia *846 †879 |                             |                             |                             |                            |                            |                            |                            |  |  |  |  |  |  |  |  |  |  |  |  |
|  |  |  |  |  |  |  |  |                           |                           |                           |                           | Roberto il Forte *820 †866     | Roberto il Forte *820 †866     | Roberto il Forte *820 †866     | Roberto il Forte *820 †866     | Roberto il Forte *820 †866      | Roberto il Forte *820 †866      |                                 |                                 |                                 |                                 |                           |                           | Erberto I *? †907                      | Erberto I *? †907                      | Erberto I *? †907                      | Erberto I *? †907                      | Erberto I *? †907                      | Erberto I *? †907                      |                                |                                |                           |                           | Ottone I di Sassonia *~851 †912 | Ottone I di Sassonia *~851 †912 | Ottone I di Sassonia *~851 †912 | Ottone I di Sassonia *~851 †912 | Ottone I di Sassonia *~851 †912 | Ottone I di Sassonia *~851 †912 |                                |                                | Edvige *856 †903               | Edvige *856 †903               | Edvige *856 †903            | Edvige *856 †903            | Edvige *856 †903            | Edvige *856 †903            |                              |                              |                              |                              |                              |                              |                               |                             |                             |                             |                            |                            |                            |                            |  |  |  |  |  |  |  |  |  |  |  |  |
|  |  |  |  |  |  |  |  |                           |                           |                           |                           | Roberto il Forte *820 †866     | Roberto il Forte *820 †866     | Roberto il Forte *820 †866     | Roberto il Forte *820 †866     | Roberto il Forte *820 †866      | Roberto il Forte *820 †866      |                                 |                                 |                                 |                                 |                           |                           | Erberto I *? †907                      | Erberto I *? †907                      | Erberto I *? †907                      | Erberto I *? †907                      | Erberto I *? †907                      | Erberto I *? †907                      |                                |                                |                           |                           | Ottone I di Sassonia *~851 †912 | Ottone I di Sassonia *~851 †912 | Ottone I di Sassonia *~851 †912 | Ottone I di Sassonia *~851 †912 | Ottone I di Sassonia *~851 †912 | Ottone I di Sassonia *~851 †912 |                                |                                | Edvige *856 †903               | Edvige *856 †903               | Edvige *856 †903            | Edvige *856 †903            | Edvige *856 †903            | Edvige *856 †903            |                              |                              |                              |                              |                              |                              |                               |                             |                             |                             |                            |                            |                            |                            |  |  |  |  |  |  |  |  |  |  |  |  |
|  |  |  |  |  |  |  |  |                           |                           |                           |                           |                                |                                |                                |                                |                                 |                                 |                                 |                                 |                                 |                                 |                           |                           |                                        |                                        |                                        |                                        |                                        |                                        |                                |                                |                           |                           |                                 |                                 |                                 |                                 |                                 |                                 |                                |                                |                                |                                |                             |                             |                             |                             |                              |                              |                              |                              |                              |                              |                               |                             |                             |                             |                            |                            |                            |                            |  |  |  |  |  |  |  |  |  |  |  |  |
|  |  |  |  |  |  |  |  |                           |                           |                           |                           | Roberto I di Francia *866 †923 | Roberto I di Francia *866 †923 | Roberto I di Francia *866 †923 | Roberto I di Francia *866 †923 | Roberto I di Francia *866 †923  | Roberto I di Francia *866 †923  |                                 |                                 |                                 |                                 |                           |                           | Beatrice *~880 † post 931              | Beatrice *~880 † post 931              | Beatrice *~880 † post 931              | Beatrice *~880 † post 931              | Beatrice *~880 † post 931              | Beatrice *~880 † post 931              |                                |                                |                           |                           |                                 |                                 |                                 |                                 | Enrico I *876 †936              | Enrico I *876 †936              | Enrico I *876 †936             | Enrico I *876 †936             | Enrico I *876 †936             | Enrico I *876 †936             |                             |                             |                             |                             |                              |                              |                              |                              |                              |                              | Carlo III *879 †929           | Carlo III *879 †929         | Carlo III *879 †929         | Carlo III *879 †929         | Carlo III *879 †929        | Carlo III *879 †929        |                            |                            |  |  |  |  |  |  |  |  |  |  |  |  |
|  |  |  |  |  |  |  |  |                           |                           |                           |                           | Roberto I di Francia *866 †923 | Roberto I di Francia *866 †923 | Roberto I di Francia *866 †923 | Roberto I di Francia *866 †923 | Roberto I di Francia *866 †923  | Roberto I di Francia *866 †923  |                                 |                                 |                                 |                                 |                           |                           | Beatrice *~880 † post 931              | Beatrice *~880 † post 931              | Beatrice *~880 † post 931              | Beatrice *~880 † post 931              | Beatrice *~880 † post 931              | Beatrice *~880 † post 931              |                                |                                |                           |                           |                                 |                                 |                                 |                                 | Enrico I *876 †936              | Enrico I *876 †936              | Enrico I *876 †936             | Enrico I *876 †936             | Enrico I *876 †936             | Enrico I *876 †936             |                             |                             |                             |                             |                              |                              |                              |                              |                              |                              | Carlo III *879 †929           | Carlo III *879 †929         | Carlo III *879 †929         | Carlo III *879 †929         | Carlo III *879 †929        | Carlo III *879 †929        |                            |                            |  |  |  |  |  |  |  |  |  |  |  |  |
|  |  |  |  |  |  |  |  |                           |                           |                           |                           |                                |                                |                                |                                |                                 |                                 |                                 |                                 |                                 |                                 |                           |                           |                                        |                                        |                                        |                                        |                                        |                                        |                                |                                |                           |                           |                                 |                                 |                                 |                                 |                                 |                                 |                                |                                |                                |                                |                             |                             |                             |                             |                              |                              |                              |                              |                              |                              |                               |                             |                             |                             |                            |                            |                            |                            |  |  |  |  |  |  |  |  |  |  |  |  |
|  |  |  |  |  |  |  |  |                           |                           |                           |                           |                                |                                |                                |                                |                                 |                                 |                                 |                                 |                                 |                                 |                           |                           |                                        |                                        |                                        |                                        |                                        |                                        |                                |                                |                           |                           |                                 |                                 |                                 |                                 |                                 |                                 |                                |                                |                                |                                |                             |                             |                             |                             |                              |                              |                              |                              |                              |                              |                               |                             |                             |                             |                            |                            |                            |                            |  |  |  |  |  |  |  |  |  |  |  |  |
|  |  |  |  |  |  |  |  |                           |                           |                           |                           |                                |                                |                                |                                |                                 |                                 | Ugo il Grande *~898 †956        | Ugo il Grande *~898 †956        | Ugo il Grande *~898 †956        | Ugo il Grande *~898 †956        | Ugo il Grande *~898 †956  | Ugo il Grande *~898 †956  |                                        |                                        |                                        |                                        |                                        |                                        | Edvige *922 †~965              | Edvige *922 †~965              | Edvige *922 †~965         | Edvige *922 †~965         | Edvige *922 †~965               | Edvige *922 †~965               |                                 |                                 | OTTONE I *912 †973              | OTTONE I *912 †973              | OTTONE I *912 †973             | OTTONE I *912 †973             | OTTONE I *912 †973             | OTTONE I *912 †973             |                             |                             | Gerberga *913/14 †969       | Gerberga *913/14 †969       | Gerberga *913/14 †969        | Gerberga *913/14 †969        | Gerberga *913/14 †969        | Gerberga *913/14 †969        |                              |                              | Luigi IV *920 †954            | Luigi IV *920 †954          | Luigi IV *920 †954          | Luigi IV *920 †954          | Luigi IV *920 †954         | Luigi IV *920 †954         |                            |                            |  |  |  |  |  |  |  |  |  |  |  |  |
|  |  |  |  |  |  |  |  |                           |                           |                           |                           |                                |                                |                                |                                |                                 |                                 | Ugo il Grande *~898 †956        | Ugo il Grande *~898 †956        | Ugo il Grande *~898 †956        | Ugo il Grande *~898 †956        | Ugo il Grande *~898 †956  | Ugo il Grande *~898 †956  |                                        |                                        |                                        |                                        |                                        |                                        | Edvige *922 †~965              | Edvige *922 †~965              | Edvige *922 †~965         | Edvige *922 †~965         | Edvige *922 †~965               | Edvige *922 †~965               |                                 |                                 | OTTONE I *912 †973              | OTTONE I *912 †973              | OTTONE I *912 †973             | OTTONE I *912 †973             | OTTONE I *912 †973             | OTTONE I *912 †973             |                             |                             | Gerberga *913/14 †969       | Gerberga *913/14 †969       | Gerberga *913/14 †969        | Gerberga *913/14 †969        | Gerberga *913/14 †969        | Gerberga *913/14 †969        |                              |                              | Luigi IV *920 †954            | Luigi IV *920 †954          | Luigi IV *920 †954          | Luigi IV *920 †954          | Luigi IV *920 †954         | Luigi IV *920 †954         |                            |                            |  |  |  |  |  |  |  |  |  |  |  |  |
|  |  |  |  |  |  |  |  |                           |                           |                           |                           |                                |                                |                                |                                |                                 |                                 |                                 |                                 |                                 |                                 |                           |                           |                                        |                                        |                                        |                                        |                                        |                                        |                                |                                |                           |                           |                                 |                                 |                                 |                                 |                                 |                                 |                                |                                |                                |                                |                             |                             |                             |                             |                              |                              |                              |                              |                              |                              |                               |                             |                             |                             |                            |                            |                            |                            |  |  |  |  |  |  |  |  |  |  |  |  |
|  |  |  |  |  |  |  |  |                           |                           |                           |                           |                                |                                |                                |                                |                                 |                                 |                                 |                                 |                                 |                                 |                           |                           | Ugo Capeto *~940 †996                  | Ugo Capeto *~940 †996                  | Ugo Capeto *~940 †996                  | Ugo Capeto *~940 †996                  | Ugo Capeto *~940 †996                  | Ugo Capeto *~940 †996                  |                                |                                |                           |                           |                                 |                                 |                                 |                                 | Ottone II *~955 †983            | Ottone II *~955 †983            | Ottone II *~955 †983           | Ottone II *~955 †983           | Ottone II *~955 †983           | Ottone II *~955 †983           |                             |                             |                             |                             |                              |                              | Lotario IV *941 †986         | Lotario IV *941 †986         | Lotario IV *941 †986         | Lotario IV *941 †986         | Lotario IV *941 †986          | Lotario IV *941 †986        |                             |                             |                            |                            |                            |                            |  |  |  |  |  |  |  |  |  |  |  |  |
|  |  |  |  |  |  |  |  |                           |                           |                           |                           |                                |                                |                                |                                |                                 |                                 |                                 |                                 |                                 |                                 |                           |                           | Ugo Capeto *~940 †996                  | Ugo Capeto *~940 †996                  | Ugo Capeto *~940 †996                  | Ugo Capeto *~940 †996                  | Ugo Capeto *~940 †996                  | Ugo Capeto *~940 †996                  |                                |                                |                           |                           |                                 |                                 |                                 |                                 | Ottone II *~955 †983            | Ottone II *~955 †983            | Ottone II *~955 †983           | Ottone II *~955 †983           | Ottone II *~955 †983           | Ottone II *~955 †983           |                             |                             |                             |                             |                              |                              | Lotario IV *941 †986         | Lotario IV *941 †986         | Lotario IV *941 †986         | Lotario IV *941 †986         | Lotario IV *941 †986          | Lotario IV *941 †986        |                             |                             |                            |                            |                            |                            |  |  |  |  |  |  |  |  |  |  |  |  |
|  |  |  |  |  |  |  |  |                           |                           |                           |                           |                                |                                |                                |                                |                                 |                                 |                                 |                                 |                                 |                                 |                           |                           |                                        |                                        |                                        |                                        |                                        |                                        |                                |                                |                           |                           |                                 |                                 |                                 |                                 | Ottone III *980 †1002           | Ottone III *980 †1002           | Ottone III *980 †1002          | Ottone III *980 †1002          | Ottone III *980 †1002          | Ottone III *980 †1002          |                             |                             |                             |                             |                              |                              | Luigi V *~967 †987           | Luigi V *~967 †987           | Luigi V *~967 †987           | Luigi V *~967 †987           | Luigi V *~967 †987            | Luigi V *~967 †987          |                             |                             |                            |                            |                            |                            |  |  |  |  |  |  |  |  |  |  |  |  |
|  |  |  |  |  |  |  |  |                           |                           |                           |                           |                                |                                |                                |                                |                                 |                                 |                                 |                                 |                                 |                                 |                           |                           |                                        |                                        |                                        |                                        |                                        |                                        |                                |                                |                           |                           |                                 |                                 |                                 |                                 | Ottone III *980 †1002           | Ottone III *980 †1002           | Ottone III *980 †1002          | Ottone III *980 †1002          | Ottone III *980 †1002          | Ottone III *980 †1002          |                             |                             |                             |                             |                              |                              | Luigi V *~967 †987           | Luigi V *~967 †987           | Luigi V *~967 †987           | Luigi V *~967 †987           | Luigi V *~967 †987            | Luigi V *~967 †987          |                             |                             |                            |                            |                            |                            |  |  |  |  |  |  |  |  |  |  |  |  |
|  |  |  |  |  |  |  |  |                           |                           |                           |                           |                                |                                |                                |                                |                                 |                                 |                                 |                                 |                                 |                                 |                           |                           |                                        |                                        |                                        |                                        |                                        |                                        |                                |                                |                           |                           |                                 |                                 |                                 |                                 | Enrico II il Santo *~975 †1024  | Enrico II il Santo *~975 †1024  | Enrico II il Santo *~975 †1024 | Enrico II il Santo *~975 †1024 | Enrico II il Santo *~975 †1024 | Enrico II il Santo *~975 †1024 |                             |                             |                             |                             |                              |                              | Ugo Capeto                   | Ugo Capeto                   | Ugo Capeto                   | Ugo Capeto                   | Ugo Capeto                    | Ugo Capeto                  |                             |                             |                            |                            |                            |                            |  |  |  |  |  |  |  |  |  |  |  |  |
|  |  |  |  |  |  |  |  |                           |                           |                           |                           |                                |                                |                                |                                |                                 |                                 |                                 |                                 |                                 |                                 |                           |                           |                                        |                                        |                                        |                                        |                                        |                                        |                                |                                |                           |                           |                                 |                                 |                                 |                                 | Enrico II il Santo *~975 †1024  | Enrico II il Santo *~975 †1024  | Enrico II il Santo *~975 †1024 | Enrico II il Santo *~975 †1024 | Enrico II il Santo *~975 †1024 | Enrico II il Santo *~975 †1024 |                             |                             |                             |                             |                              |                              | Ugo Capeto                   | Ugo Capeto                   | Ugo Capeto                   | Ugo Capeto                   | Ugo Capeto                    | Ugo Capeto                  |                             |                             |                            |                            |                            |                            |  |  |  |  |  |  |  |  |  |  |  |  |
|  |  |  |  |  |  |  |  |                           |                           |                           |                           |                                |                                |                                |                                |                                 |                                 |                                 |                                 |                                 |                                 |                           |                           |                                        |                                        |                                        |                                        |                                        |                                        |                                |                                |                           |                           |                                 |                                 |                                 |                                 | Dinastia salica                 |                                 |                                |                                |                                |                                |                             |                             |                             |                             |                              |                              |                              |                              |                              |                              |                               |                             |                             |                             |                            |                            |                            |                            |  |  |  |  |  |  |  |  |  |  |  |  |

### Documenti e regesta
- Theodor von Sickel (Hrsg.): Diplomata 12: Die Urkunden Konrad I., Heinrich I. und Otto I. (Conradi I., Heinrici I. et Ottonis I. Diplomata). Hannover 1879 (Monumenta Germaniae Historica, versione digitale)
- Johann Friedrich Böhmer, Emil von Ottenthal, Hans Heinrich Kaminsky (Bearb.): Regesta Imperii II, 1. Die Regesten des Kaiserreiches unter Heinrich I. und Otto I., Hildesheim 1967.
- Regesta Imperii

### Fonti letterarie
- Rosvita di Gandersheim: Gedicht über Gandersheims Gründung und die Taten Kaiser Oddo I. (= Geschichtschreiber der deutschen Vorzeit. Bd. 32). Übersetzt von Theodor Pfund, neu bearbeitet von Wilhelm Wattenbach, Leipzig 1941.
- (LA) Liudprand von Cremona, Antapodosis, in Die Werke, dritte Auflage herausgegeben von Joseph Becker, Hannover und Leipzig, Hahnsche Buchhandlung, 1915,  pp. 1–158 («Scriptores rerum Germanicarum in usum scholarum ex Monumentis Germaniae Historicis separatim editi»).
  - Liutprando da Cremona, Alessandro Cutolo (a cura di), Tutte le opere: La restituzione - Le gesta di Ottone I - La relazione di un'ambasciata a Costantinopoli, traduzione di Alessandro Cutolo, Milano, Bompiani, 1945.
  - (LA, IT) Liutprando, Antapodosis, a cura di Paolo Chiesa, con una introduzione di Girolamo Arnaldi, Milano, Mondadori, [per] Fondazione Lorenzo Valla, 2015, ISBN 978-88-04-52190-7.
- (LA) Thietmar von Merseburg, Die Chronik des Bischofs Thietmar von Merseburg und ihre Korveier Überarbeitung, herausgegeben von Robert Holtzmann, in  Monumenta Germaniae Historica inde ab anno Christi quingentesimo usque ad annum millesimum et quingentesimum. Scriptores rerum Germanicarum, n. s., vol. 9, Berlin, Weidmannsche Buchhandlung, 1935.
  -  Thietmar di Merseburg, Cronaca, introduzione e traduzione di Matteo Taddei, presentazione di Mauro Ronzani, appendice di Paolo Rossi, Pisa, Pisa University Press, 2018, ISBN 978-88-333-9085-7 («Fonti tradotte per la storia dell'Alto Medioevo»).
  - (LA, IT) Tietmaro di Merseburgo, Chronicon. L'anno Mille e l'impero degli Ottoni, testo latino con traduzione italiana, prefazione, saggio introduttivo e commento di Piero Bugiani, Viterbo, Vocifuoriscena, 2020, ISBN 978-88-99959-29-6 («Bifröst. Germanica»).
- Vitichindo di Corvey: Die Sachsengeschichte des Widukind von Corvey. In: Quellen zur Geschichte der sächsischen Kaiserzeit (= Ausgewählte Quellen zur deutschen Geschichte des Mittelalters. Freiherr vom Stein-Gedächtnisausgabe. Bd. 8). Übersetzt von Albert Bauer, Reinhold Rau. 5. gegenüber der 4. um einen Nachtrag erweiterte Auflage. Wissenschaftliche Buchgesellschaft, Darmstadt 2002, ISBN 3-534-01416-2, S. 1–183.
  -  Widukind di Corvey, Le imprese dei Sassoni, introduzione, traduzione e note a cura di Paolo Rossi, Pisa, Pisa University Press, 2021, ISBN 978-88-333-9512-8 («Fonti tradotte per la storia dell'Alto Medioevo»).

### Biografie
- (DE) Gerd Althoff, Otto I., der Große, in Neue Deutsche Biographie, vol. 19, Berlin, Duncker & Humblot, 1999, ISBN 3-428-00200-8,  pp. 656 -660 (online).
- (DE) Matthias Becher, Otto der Grosse Kaiser und Reich. Eine Biographie, München, C. H. Beck Verlag, 2012, ISBN 978-3-406-63061-3 (recensione).
- (DE) Rudolf Köpke/Ernst Dümmler: Kaiser Otto der Große. Darmstadt 1962, Nachdruck der 1. Auflage, Leipzig 1876.
- (DE) Johannes Laudage: Otto der Große: (912–973). Eine Biographie. Pustet, Regensburg 2001, ISBN 3-7917-1750-2. (Rezension)
- (DE) Dietmar Salewsky: Otto I. Leben und Wirken eines Herrschers im Spiegel der Quellen. WBG, Darmstadt 2020, ISBN 978-3-534-40330-1.
- (DE) Bernd Schneidmüller: Otto I. In: Bernd Schneidmüller, Stefan Weinfurter (Hrsg.): Die deutschen Herrscher des Mittelalters. Historische Porträts von Heinrich I. bis Maximilian I. (919–1519). Beck, München 2003, ISBN 3-406-50958-4, S. 35–61.

### Rappresentazioni generali
- (DE) Gerd Althoff, Die Ottonen. Königsherrshaft ohne Staat, 2ª ed., Stuttgart, W. Kohlhammer Verlag, 2005  [2000], ISBN 3-17-015322-6.
- (DE) Helmut Beumann: Die Ottonen. 5. Auflage. Kohlhammer, Stuttgart u. a. 2000, ISBN 3-17-016473-2.
- (DE) Tina Bode, König und Bischof in ottonischer Zeit. Herrschaftspraxis, Handlungsspielräume, Interaktionen, Husum, Matthiesen Verlag, 2015, ISBN 978-3-7868-1506-8.
- (DE) Joachim Henning (Hrsg.): Europa im 10. Jahrhundert. Archäologie einer Aufbruchszeit: Internationale Tagung in Vorbereitung der Ausstellung „Otto der Große, Magdeburg und Europa“. Von Zabern, Mainz am Rhein 2002, ISBN 3-8053-2872-9.
- (DE) Hagen Keller: Die Ottonen. Beck, München 2001, ISBN 3-406-44746-5.
  -  Hagen Keller, Gli Ottoni. Una dinastia imperiale fra Europa e Italia (secc. X e XI), a cura di Giovanni Isabella, Roma, Carocci Editore, 2012, ISBN 978-88-430-5714-6, SBN VEA1064889.
- (DE) Gerd Althoff, Hagen Keller: Die Zeit der späten Karolinger und der Ottonen. Krisen und Konsolidierungen 888–1024 (= Gebhardt. Handbuch der deutschen Geschichte. Bd. 3). 10., völlig neu bearbeitete Auflage. Klett-Cotta, Stuttgart 2008, ISBN 978-3-608-60003-2.
- (DE) Gerd Althoff, Hagen Keller: Heinrich I. und Otto der Große. Neubeginn und karolingisches Erbe (= Persönlichkeit und Geschichte. Biographische Reihe. Bd. 122/123). 3. verbesserte Auflage, Muster-Schmidt, Göttingen u. a. 2006, ISBN 3-7881-0122-9.
- (DE) Ludger Körntgen: Ottonen und Salier. 3. durchgesehene und bibliographisch aktualisierte Auflage, Wissenschaftliche Buchgesellschaft. Darmstadt 2010, ISBN 978-3-534-23776-0.
- (DE) Matthias Puhle (Hrsg.): Otto der Große. Magdeburg und Europa. Katalog zur 27. Ausstellung des Europarates, Landesausstellung Sachsen-Anhalt, Kulturhistorisches Museum Magdeburg, 27. August–2. Dezember 2001. Katalog-Handbuch in zwei Bänden. Von Zabern, Mainz am Rhein 2001, ISBN 3-8053-2616-5. (Rezension)
- (DE) Matthias Puhle, Gabriele Köster (Hrsg.): Otto der Große und das Römische Reich. Kaisertum von der Antike bis zum Mittelalter. Schnell & Steiner, Regensburg 2012 (= Katalog zur Landesausstellung Sachsen-Anhalt 2012, Kulturhistorisches Museum Magdeburg, 27. August – 9. Dezember 2012).
- (EN) Timothy Reuter (Hrsg.): The New Cambridge Medieval History 3. c. 900–1024. Cambridge University Press, Cambridge 1999, ISBN 0-521-36447-7.
- (DE) Bernd Schneidmüller, Stefan Weinfurter, Hartmut Leppin (Hrsg.): Kaisertum im ersten Jahrtausend. Wissenschaftlicher Begleitband zur Landesausstellung „Otto der Große und das Römische Reich. Kaisertum von der Antike zum Mittelalter“. Schnell & Steiner, Regensburg 2012, ISBN 978-3-7954-2509-8.
- (DE) Bernd Schneidmüller, Stefan Weinfurter (Hrsg.): Ottonische Neuanfänge (= Symposion zur Ausstellung „Otto der Große, Magdeburg und Europa“). Von Zabern, Mainz am Rhein 2001, ISBN 3-8053-2701-3.
- (DE) Hans K. Schulze: Hegemoniales Kaisertum. Ottonen und Salier (= Das Reich und die Deutschen. Bd. 3). Siedler, Berlin 1991, ISBN 3-88680-307-4.
- (DE) Harald Zimmermann (Hrsg.): Otto der Große (= Wege der Forschung. Bd. 450). Wissenschaftliche Buchgesellschaft, Darmstadt 1976, ISBN 3-534-06749-5.